# Zen

Ensō (円相, „Kreisbild“) als Symbol u. a. der Leerheit und Erleuchtung

Der Zen-Buddhismus, kurz Zen ([zɛn, auch t͜sɛn], Hörbeispiel von Zenⓘ; japanisch 禅 Zen, chinesisch 禅, Pinyin Chán, koreanisch 선 Seon, vietnamesisch Thiền; ursprünglich von Sanskrit Dhyana), ist eine Strömung des Buddhismus. Er wird zu dessen Hauptrichtung Mahayana gezählt.
Die zentrale Praxis des Zen-Buddhismus ist die Meditation. Zentrales Anliegen ist die Erfahrung des gegenwärtigen Augenblicks und des gegenwärtigen Bewusstseins („Erwachen“). Wie andere buddhistische Richtungen warnt der Zen-Buddhismus jedoch davor, seine Lehre für das Erwachen selbst zu halten. Er verlangt von seinen Anhängern in der Regel keinen Glauben. Er lehrt in der Regel auch keine Phänomene, die jenseits möglicher Erfahrung oder vorgefundener Wirklichkeit liegen (Transzendenz), wie z. B. Gottheiten.
Der Zen-Buddhismus entstand etwa ab dem 5. Jahrhundert in China als Chan-Buddhismus. In seinen Anfängen war er stark vom Daoismus beeinflusst. Durch Mönche verbreitete er sich unter den Nachbarvölkern Chinas. Es entstanden unter anderem eine koreanische (Seon, kor. 선) und eine vietnamesische Tradition (thiền, viet. 禪). Ab dem 12. Jahrhundert gelangte Chan nach Japan und erhielt dort als zen (jap. 禅) eine neue Ausprägung (siehe auch Zen-Buddhismus in Japan). Diese gelangte ab dem 20. Jahrhundert in wiederum neuer Interpretation in den Westen. Die in Europa und den USA verwendete Terminologie zu dieser gesamten Lehrtradition stammt daher weitgehend aus dem Japanischen, so wie bereits die Bezeichnung Zen selbst – die eben nicht immer mit speziellem Bezug auf die japanische Tradition gemeint ist. Aber auch koreanische, vietnamesische und chinesische Schulen sind heute im westlichen Kulturraum vertreten.

## Etymologie
| Zen                        | Zen                        | Zen                      | Zen                     |
| Chinesische Bezeichnung    | Chinesische Bezeichnung    | Koreanische Bezeichnung  | Koreanische Bezeichnung |
| -------------------------- | -------------------------- | ------------------------ | ----------------------- |
| Langzeichen                | 禪                         | Hangeul                  | 선                      |
| Kurzzeichen                | 禅                         | Hanja                    | 禪                      |
| Pinyin                     | chán                       | McCune-Reischauer        | sŏn                     |
| Wade-Giles                 | ch’an                      | Revidierte Romanisierung | seon                    |
| Jyutping                   | sim4                       | Japanische Bezeichnung   | Japanische Bezeichnung  |
| POJ                        | siân                       | Kanji                    | 禅                      |
| Vietnamesische Bezeichnung | Vietnamesische Bezeichnung | Hiragana                 | ぜん                    |
| Quốc Ngữ                   | thiền                      | Katakana                 | ゼン                    |
| Hán tự                     | 禪                         | Rōmaji – Hepburn, Kunrei | zen                     |

Das aus dem Sanskrit über das Chinesische in die japanische Sprache gewanderte Wort Zen bedeutet einfach Meditation.
Das Wort Zen leitet sich von der japanischen Aussprache (Kana ぜん zen, obsolet sen) des mittelchinesischen Wortes 禪 (mittelchin. [dʑjen]; heute Pinyin chán) ab. Chan wiederum ist vom Sanskrit-Wort dhyāna (Sanskrit ध्यान) abgeleitet und wurde zunächst als Chan’na (chin. 禪那 chánnà) ins Chinesische übertragen. Dhyana kann ungefähr mit „Versenkung“ oder „meditativer Zustand“ übersetzt werden, Dhyana ist im Hinduismus und Buddhismus daher ein Begriff für den Zustand meditativer Versenkung.
Der eigentliche chinesische Begriff für die „Zen-Schule“ ist 禪宗 (Pinyin chánzōng, dt. „Chan-Schule“), während Chan sich nur auf die Praxis der Meditation selbst (chin. 習禪 xíchán, deutsch ‚meditieren, Meditation praktizieren, meditative Versenkung üben‘) oder das Studium der Meditation (chin. 禪學 chánxué, deutsch ‚Chan-Lehre‘) bezieht, obwohl es oft als eine abgekürzte Form von Chanzong verwendet wird.

## Selbstverständnis und dessen geschichtlicher Hintergrund
„Eine besondere Überlieferung außerhalb der Schriften,

unabhängig von Wort und Schriftzeichen:

unmittelbar des Menschen Herz zeigen, –

die (eigene) Natur schauen und Buddha werden.“

Seit der Song-Zeit (960 bis 1279) lässt sich der Zen-Buddhismus durch diese vier Zeilen prägnant charakterisieren. Die vier Verse wurden gemeinsam als Strophe erstmals 1108 in dem Werk Zǔtíng Shìyuàn (祖庭事苑) von Mù'ān Shànqīng (睦庵善卿) Bodhidharma zugeschrieben.
Einzeln oder in verschiedenen Kombinationen tauchten die Zeilen bereits früher im chinesischen Mahayana-Buddhismus auf. Die Zuschreibung an die legendenumwobene Gründerfigur sieht man heute als Festlegung des Selbstverständnisses nach einer Phase des Richtungsstreites.
Der vierte Vers liest sich auf Japanisch als kenshō jōbutsu (見性成佛). Die programmatische Aussage gilt als charakteristisch für Chan/Zen, erscheint erstmals aber bereits früher (um 500) in einem Kommentar (大般涅槃經集解 Dai hatsunehan gyō shūkai) zum Nirvana-Sutra.

## Praxis

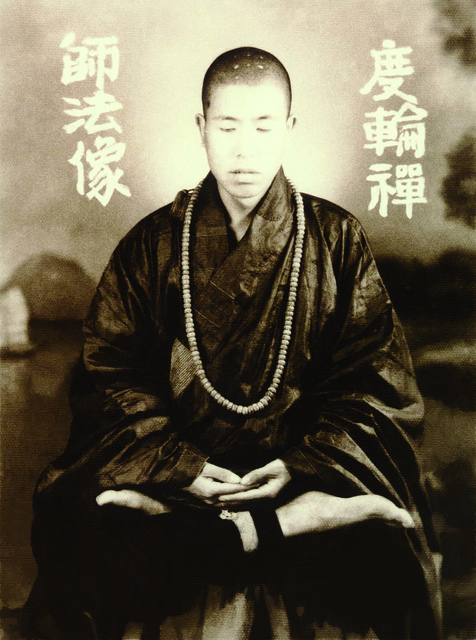
Der Lotus-Sitz, der nicht nur im Yoga, sondern auch im Zen praktiziert wird, um während des Zazen in meditativer Sammlung zu verweilen

Zen ist eine Praxis, die über religiöse Lehren hinausgeht. Die Hauptübung ist Zazen, eine Form der Sitzmeditation. Dabei wird eine aufrechte und entspannte Sitzhaltung eingenommen. Im Rinzai-Zen wird zusätzlich das Koan, eine unlösbare Denkaufgabe, genutzt. Zen fördert die Konzentration auf den Alltag. Die Konzentration gilt ausschließlich dem gegenwärtigen Moment. Dies beruhigt den Geist und verringert die Gedankenflut. Im Sōtō-Zen liegt der Fokus auf der einfachen, bewussten Präsenz. Im Rinzai-Zen liegt der Fokus auf der plötzlichen Erkenntnis, die durch die Auseinandersetzung mit dem Koan erzielt werden kann.
Zen beinhaltet auch religiöse Aspekte und historisch gewachsene Lehren, etwa in der Sōtō- oder der Rinzai-Schule (siehe unten); zur subjektiven Erfahrung des Zen werden diese aber in der Regel für nicht unbedingt erforderlich gehalten, sondern es gilt das Primat der Praxis.
Die Praxis-Grundübung ist das Zazen (von jap.: Za- [sitzen]; Zen- [Versenkung]), dem Sitzen in der Versenkung auf einem Kissen. In der äußeren Haltung sind dabei die Beine ineinander geschlagen wie beim Lotussitz im Yoga. Der Rücken ist gerade, aber vollkommen entspannt, und die Hände sind entspannt ineinander gelegt, wobei sich die Daumenspitzen leicht berühren. Die Augen bleiben halb geöffnet, der Blick bleibt entspannt ohne Umherschweifen zum Boden gesenkt. Für Anfänger werden auch einfachere Sitzweisen empfohlen, etwa der halbe Lotussitz (Hanka-Fuza), der sogenannte Burmesische Sitz oder der Fersensitz (Seiza).
Dazu kommt im Rinzai-Zen vor allem das Koan, eine Denkaufgabe, die durch Denken nicht zu lösen ist.
Ein anderer, ebenso wichtiger Teil der Zen-Praxis besteht aus der Konzentration auf den Alltag. Dies bedeutet einfach nur, dass man sich auf die Aktivität, die man gerade in diesem Augenblick ausübt, vollkommen konzentriert, ohne dabei irgendwelchen Gedanken nachzugehen. Beide Übungen ergänzen einander und sind dazu gedacht, den Geist zu beruhigen bzw. die „Gedankenflut“, welche einen durchgehend überkommt, einzudämmen.

„Wenn unser Geist die Ruhe findet,
verschwindet er von selbst.“

### Primat der Praxis

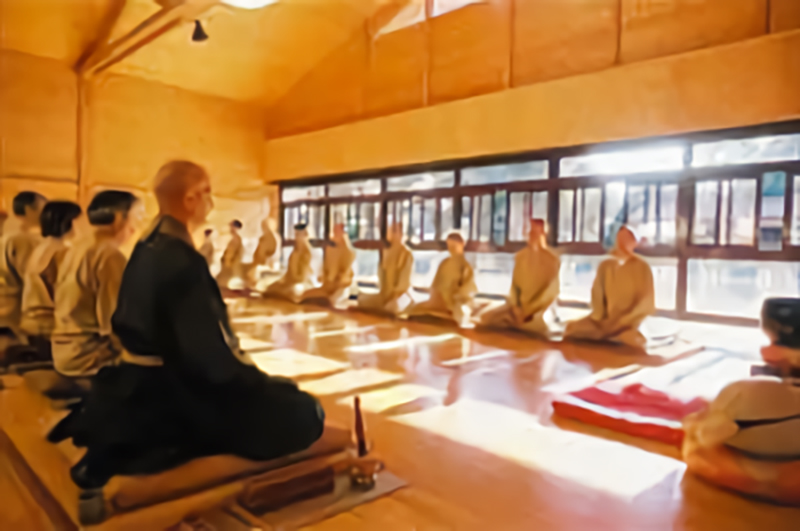
Sitzmeditation (Zazen), wie sie in der Rinzai-Schule praktiziert wird

Zen ist der weglose Weg, das torlose Tor. Die dem Zen zugrundeliegende große Weisheit (Prajna) braucht gemäß der Lehre nicht gesucht zu werden, sie ist immer schon da. Vermöchten die Suchenden einfach nur ihre permanenten Anstrengungen aufzugeben, die Illusion der Existenz eines „Ich“ aufrechtzuerhalten, würde sich Prajna unmittelbar einstellen.
Realistisch gesehen ist das Beschreiten des Zen-Weges jedoch eines der schwierigeren Dinge, die in einem menschlichen Leben unternommen werden können. Den Schülern wird die Bereitschaft zur Aufgabe ihres selbstbezogenen Denkens und letztlich des Selbst abverlangt. So dauert der Übungsweg gewöhnlich mehrere Jahre, bevor die ersten Schwierigkeiten überwunden sind. Dabei behilflich sind die Rōshi genannten Lehrmeister. Der Weg ist allerdings stets zugleich auch das Ziel; im Üben ist die Erfüllung stets gegenwärtig.
Primäre Aufgabe des Schülers ist die fortgesetzte, vollständige und bewusste Wahrnehmung des gegenwärtigen Moments, eine vollständige Achtsamkeit ohne eigene urteilende Beteiligung (Samadhi). Diesen Zustand soll er nicht nur während der Meditation, sondern möglichst in jedem Augenblick seines Lebens beibehalten.

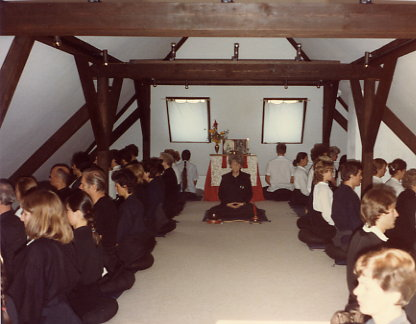
Sitzmeditation (Zazen), wie sie in der Soto-Schule praktiziert wird

„Zen ist nicht etwas Aufregendes,
sondern Konzentration auf deine alltäglichen Verrichtungen.“

Auf diese Weise kann sich die Erkenntnis der absoluten Realität einstellen (Satori, Kenshō). Die Frage nach dem Sinn des Lebens wird aufgehoben; die Kontingenz der eigenen Existenz, das In-die-Welt-geworfen-Sein kann angenommen werden. Vollkommene innere Befreiung ist die Folge: Es gibt nichts zu erreichen, nichts zu tun und nichts zu besitzen.

### Methoden

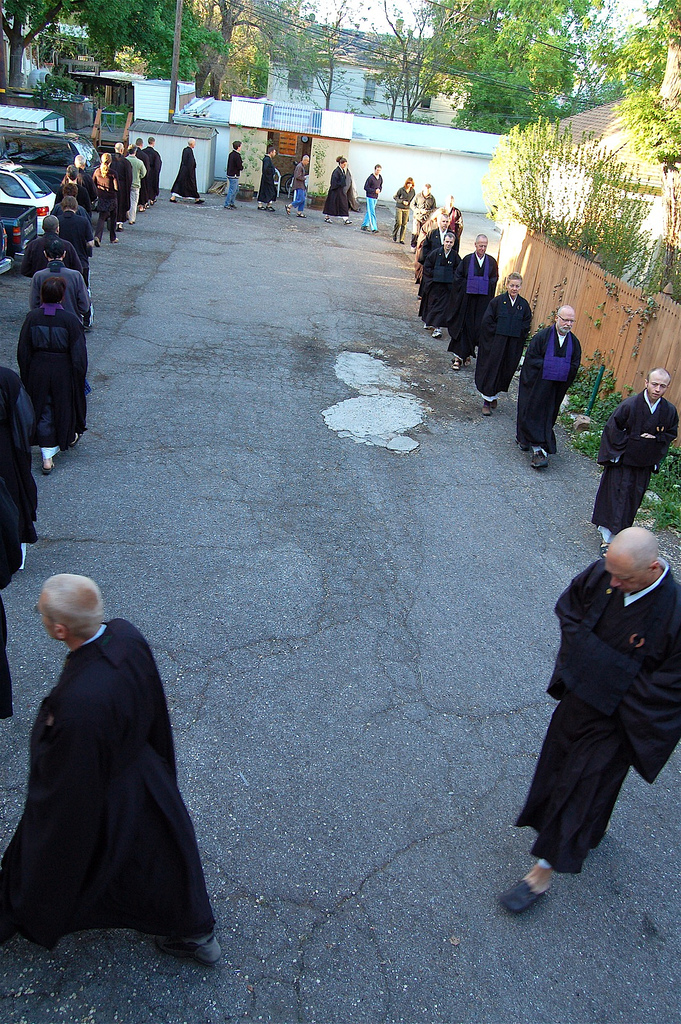
Mitglieder des Kanzeon Zen Center in Salt Lake City (Utah) während der Gehmeditation, des Kinhin, eines wichtigen Bestandteils der Zen-Praxis

Wie bei unseren täglichen Handlungen kommt es auch bei den hier beschriebenen Methoden nicht darauf an, was wir tun, sondern wie wir es tun. Dies veranschaulicht folgende Erzählung:
Einst fragte ein Vinaya-Lehrer einen Zen-Meister: „Wie übst Du Zen in deinem täglichen Leben?“ Der Meister antwortete:
„Wenn ich hungrig bin, esse ich.
Wenn ich satt bin, spüle ich meine Essschale.
Wenn ich müde bin, schlafe ich.“
Der Lehrer erwiderte: „Das tut jeder. Übt also jeder Zen wie Du?“ Der Zen-Meister erklärte: „Nein, nicht in gleicher Weise.“ Der Lehrer fragte „Warum nicht in gleicher Weise?“ Der Meister lächelte: „Wenn andere essen, wagen sie nicht zu essen. Ihr Denken ist angefüllt mit unendlich vielen Überlegungen. Darum sage ich: nicht in gleicher Weise.“
Mit der Zeit haben Zen-Meister verschiedene Techniken entwickelt, die den Schülern Hilfen bieten und Fehlentwicklungen vorbeugen sollen. Die Schulung der Aufmerksamkeit und der absichtslosen Selbstbeobachtung stehen dabei an erster Stelle; daneben wird das (ver)störende diskursive Denken an einen Endpunkt gebracht. Im eigentlichen Sinne gelehrt werden kann Zen nicht. Es können nur die Voraussetzungen für spontane, intuitive Einsichten verbessert werden.
Gebräuchliche Übungsmethoden sind Zazen (Sitzmeditation), Kinhin (Gehmeditation), Rezitation (rhythmisches Lesen oder Sprechen von Texten), Samu (Arbeitsmeditation). Hinzu kommt im Rinzai-Zen das Lösen von Kōans (chinesisch Gongan, 公案, gōng'àn), einer Art paradoxer Rätsel oder Fragen ohne Antwort, die für jeden persönlich gelöst werden müssen. Besonders intensiv werden diese Methoden in mehrtägigen Übungsperioden, den Sesshins oder Klausuren (Retreats) geübt. Zumindest die Sitzmeditation muss der Übende in seinen Alltag integrieren, denn Zen ist seinem Wesen nach immer nur Praxis. Allen Methoden ist gemeinsam, dass sie durch häufiges Üben in den Körper/Geist übergehen und so mit der Zeit automatisch, natürlich und ohne diskursives Denken in voller Aufmerksamkeit praktiziert werden. Dies gilt sowohl für die oben genannten als auch für die folgenden Methoden:
- Dokusan (japanisch 独参), wörtlich „Einzelbesuch“, ist die Begegnung unter vier Augen mit dem Meister im Rinzai-Zen (im Westen teilweise auch im Sōtō-Zen). Die besprochenen Inhalte, die oft sehr persönliche Fragen, Anliegen und Antworten des Schülers betreffen, unterliegen der absoluten Vertraulichkeit.
- Gasshô (japanisch 合掌), wörtlich „zusammengefügte Handflächen“, Geste des Grußes und Respektes, der Dankbarkeit oder der Verehrung, bei der die Handflächen auf Gesichtshöhe zusammengeführt werden. Diese Geste schafft von selbst Einheit und Harmonie.[10]
- Kesa (japanisch 袈裟), nähen. Traditionellerweise nähen im Sotô-Zen Nonne und Mönch ihr Kesa selbst und tragen es während Zazen. Das Kesa ist das Gewand der Weitergabe der wahren Unterweisung seit Buddha. Es ist immer neutral, erdfarben.[11]
- Kinhin (japanisch 経行), wörtlich „Zazen im Gehen“. Langsames meditatives Gehen im Rhythmus des Atems und zwischen zwei Zazen-Perioden.[10]
- Kusen von Ku „Mund“ und sen „Unterweisung“. Im Sōtō-Zen ist es die Unterweisung durch den Meister oder einen älteren Schüler während des Zazen; es sind Worte, die direkt dem ursprünglichen Geist des Zazen entspringen.[12]
- Mondō (japanisch 問答), im Sōtō-Zen öffentlicher Zen-Dialog zwischen Meister und Schüler, in dem es um essentielle Probleme des Lebens geht.[12]
- Ōryōki (japanisch 応量器) oder Hatsutara (japanisch 鉢多羅; Sanskrit pātra), wörtlich „dem Anlass angemessen“, ist eine kontemplative, ritualisierte Form des gemeinsamen Essens in tiefer Stille.
- Sanpai (japanisch 参拝), san bedeutet „sich beteiligen“ (gleichgeschrieben mit der literarischen Schreibung der Zahl Drei 参 san) und pai ist die „Niederwerfung“. Rituelle Niederwerfungen, die die tiefe Achtung und Dankbarkeit zum Ausdruck bringen.[11]
- Teishô (japanisch 法語), wörtlich „Darlegung der Zen-Erfahrung durch einen Zen-Meister“.

Indem während des Übens die Flut der Gedanken zur Ruhe kommt, wird das Erleben von Stille und Leere, Shunyata, möglich.
Im Japanischen gibt es zwei Ausdrücke für Erleuchtung. Der eine ist Satori, ein Begriff, der in Zen-Kreisen Europas und Amerikas oft gebraucht wird. Es bedeutet vom Wort her „Verstehen“ und kann auch als Verstehen im allgemeinen Sinn, ohne Beziehung zum Zen, aufgefasst werden. Der andere Ausdruck für die Zen-Erleuchtung, Kenshō, bedeutet wörtlich „Wesensschau“ und kommt dem, was gemeint ist, viel näher als das Wort „Satori“. Es ist das Verstehen nicht nur des Menschseins, sondern des tiefsten Wesens allen Seins.
Vor allem im Rinzai-Zen wird diese mystische Erfahrung der Erleuchtung (Satori, Kenshō), ein oft plötzlich eintretendes Erleben universeller Einheit, d. h. die Aufhebung des Subjekt-Objekt-Gegensatzes, zum zentralen Thema. In diesem Zusammenhang ist oft von „Erwachen“ und „Erleuchtung“ (pali/sanskrit: Bodhi), vom „Buddha-Werden“, oder der Verwirklichung der eigenen „Buddha-Natur“ die Rede. Diese Erfahrung der Nicht-Dualität ist der sprachlichen Kommunikation kaum zugänglich und kann auch einer Person ohne vergleichbare Erfahrung nicht vermittelt werden. In der Regel wird darüber nur mit dem Zen-Lehrer gesprochen.
Im Sōtō-Zen tritt die Erleuchtungserfahrung völlig in den Hintergrund. Zum zentralen Begriff von Zen-Praxis wird Shikantaza, „einfach nur sitzen“, d. h. die absichtslose, nicht auswählende Aufmerksamkeit des Geistes in Zazen, ohne einem Gedanken zu folgen oder ihn zu verdrängen. Zazen wird im Sōtō also nicht als Mittel zum Zweck der Erleuchtungssuche verstanden, sondern ist selbst Ziel und Endpunkt, was nicht bedeutet, dass während des Zazen oder anderen Tätigkeiten kein Erleuchtungszustand auftreten kann oder darf. Das große Kōan des Sōtō-Zen ist die Zazen-Haltung selbst. Zur Verwirklichung dieses absichtslosen Sitzens zentral ist Hishiryō, das Nicht-Denken, d. h. das Hinausgehen über das gewöhnliche, kategorisierende Denken. Dōgen schreibt im Shōbōgenzō Genjokoan dazu folgende Passage:

„Den Weg zu studieren heißt, sich selbst zu studieren.
Sich selbst zu studieren heißt, sich selbst vergessen.
Sich selbst zu vergessen bedeutet, eins zu werden mit allen Existenzen.“

### Gegenstände der Zen-Praxis (Auswahl)

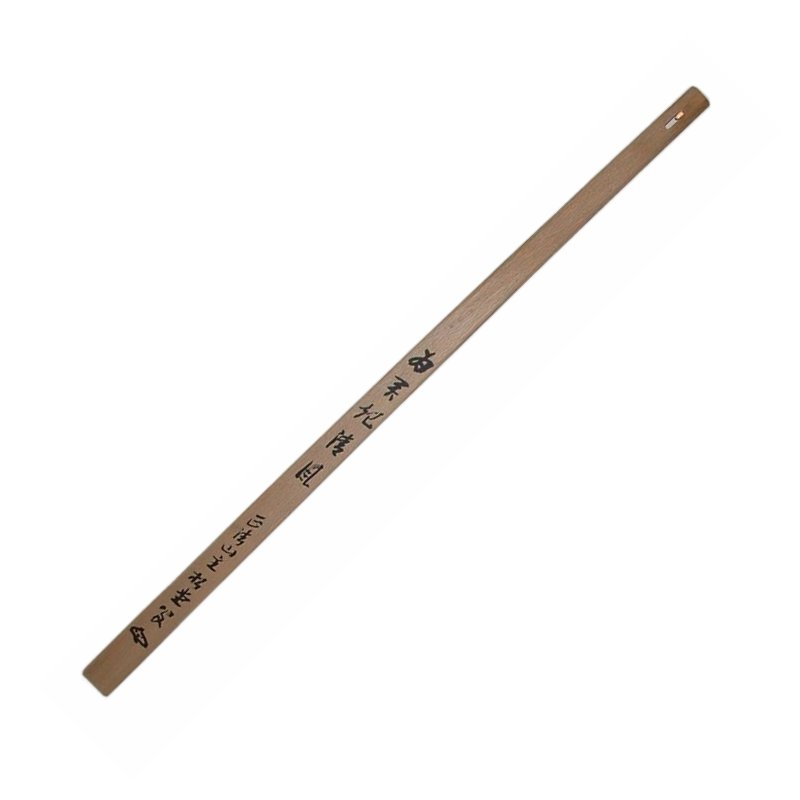
Keisaku (警策) ist ein lattenähnlicher Stock, mit dem Übende während längerer Meditationen zwei bis drei Schläge auf die Schultermuskulatur erhalten, um Verspannungen zu lösen und wach zu bleiben.
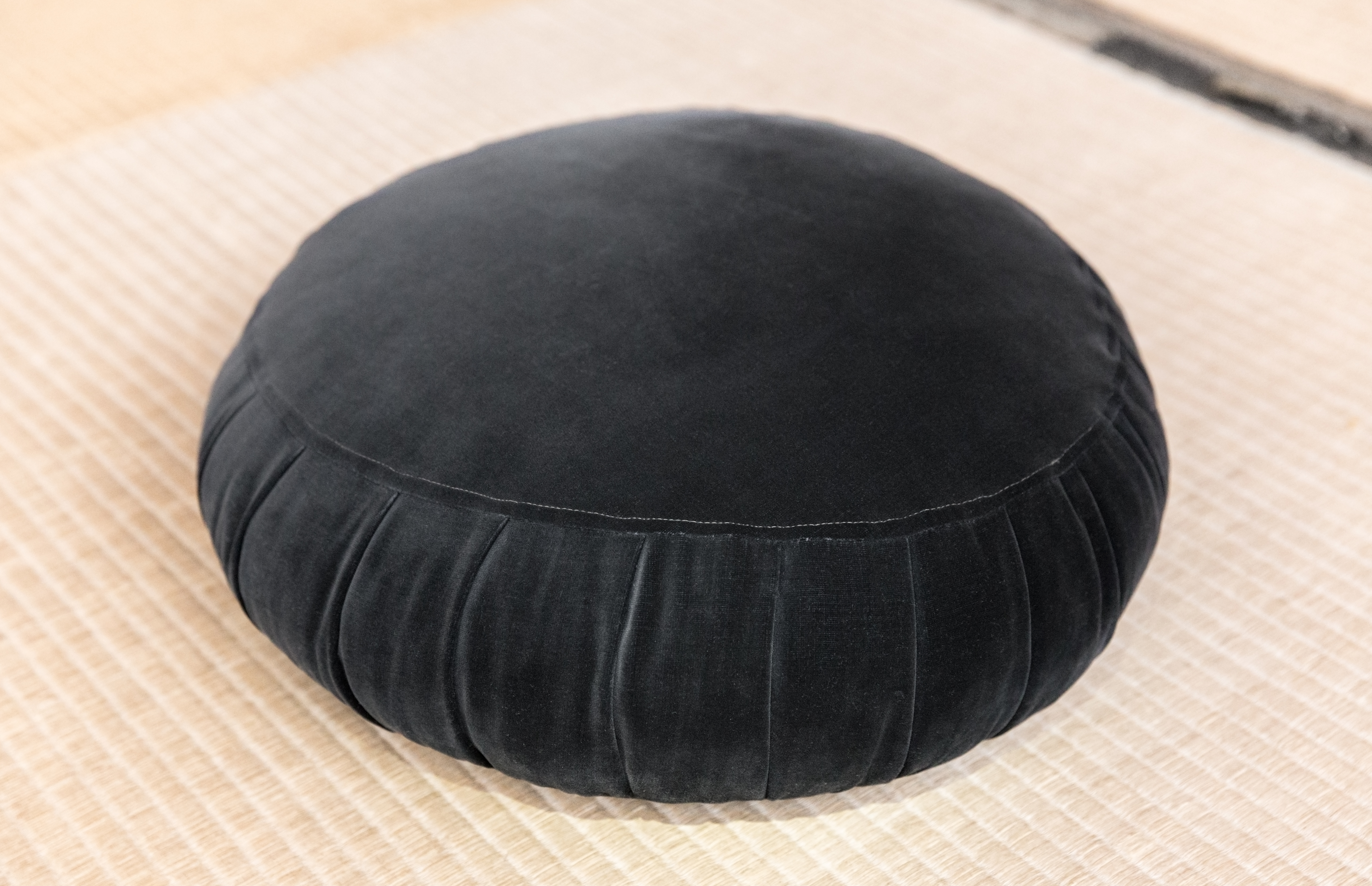
Zafu (座蒲) ist ein traditionelles Kissen zur Sitzmeditation.
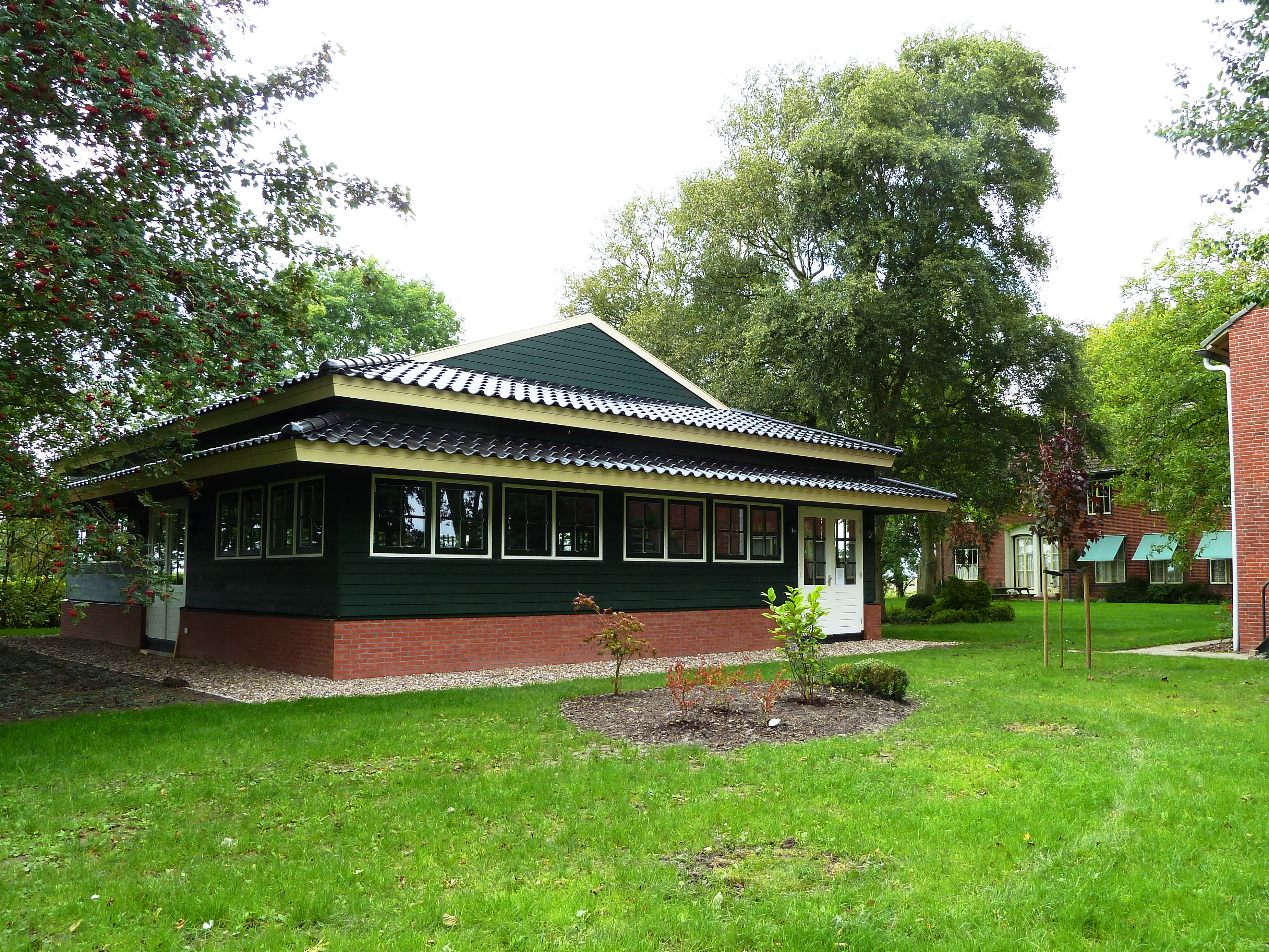
Zendō (禅堂) ist ein Raum oder eine Halle für die gemeinschaftliche Zen-Meditation, auch Dōjō genannt.
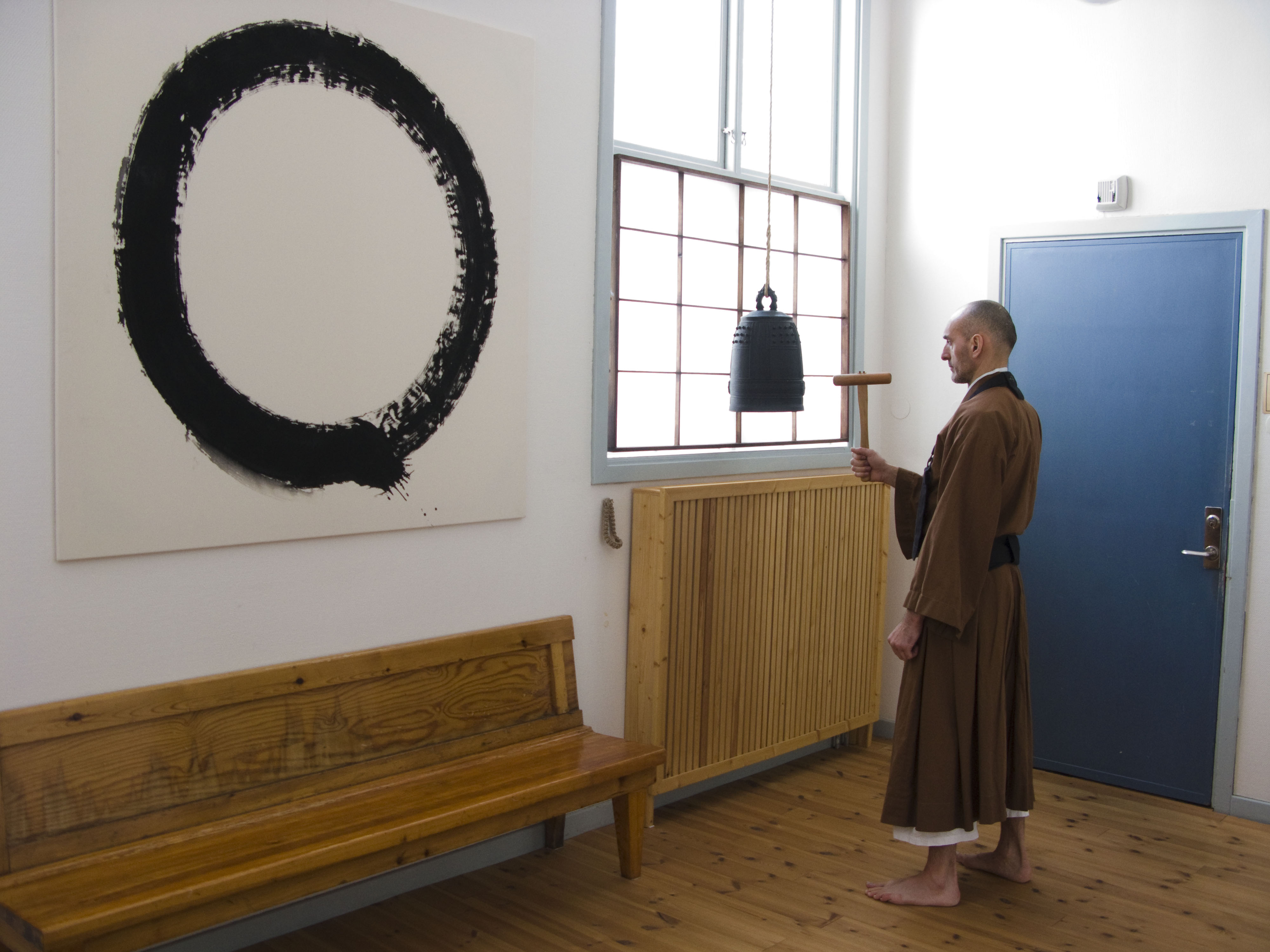
Das Schlagen der Hansho-Glocke dient zur Strukturierung der Zeit während einer Übung.
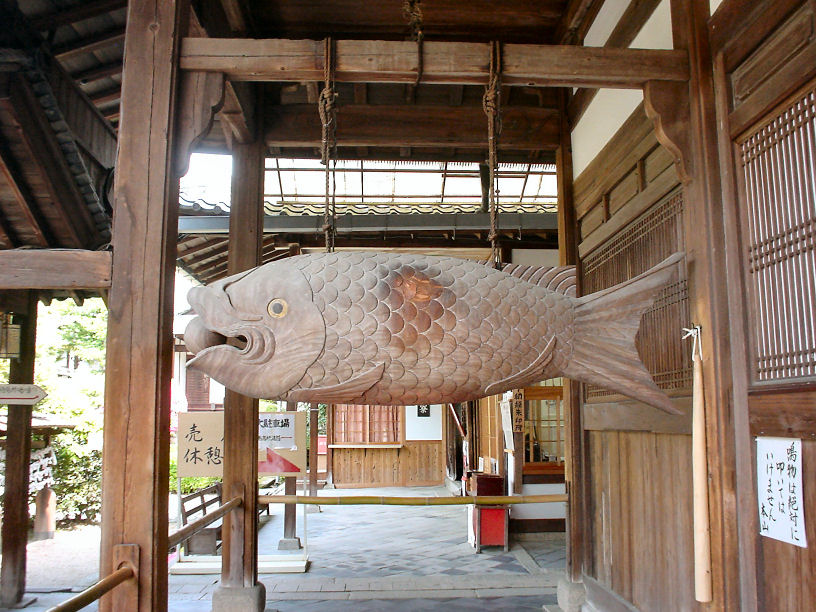
Der Klang des Holzfisches (jap. mokugyo 木魚) signalisiert den Beginn und das Ende einer Meditationseinheit.
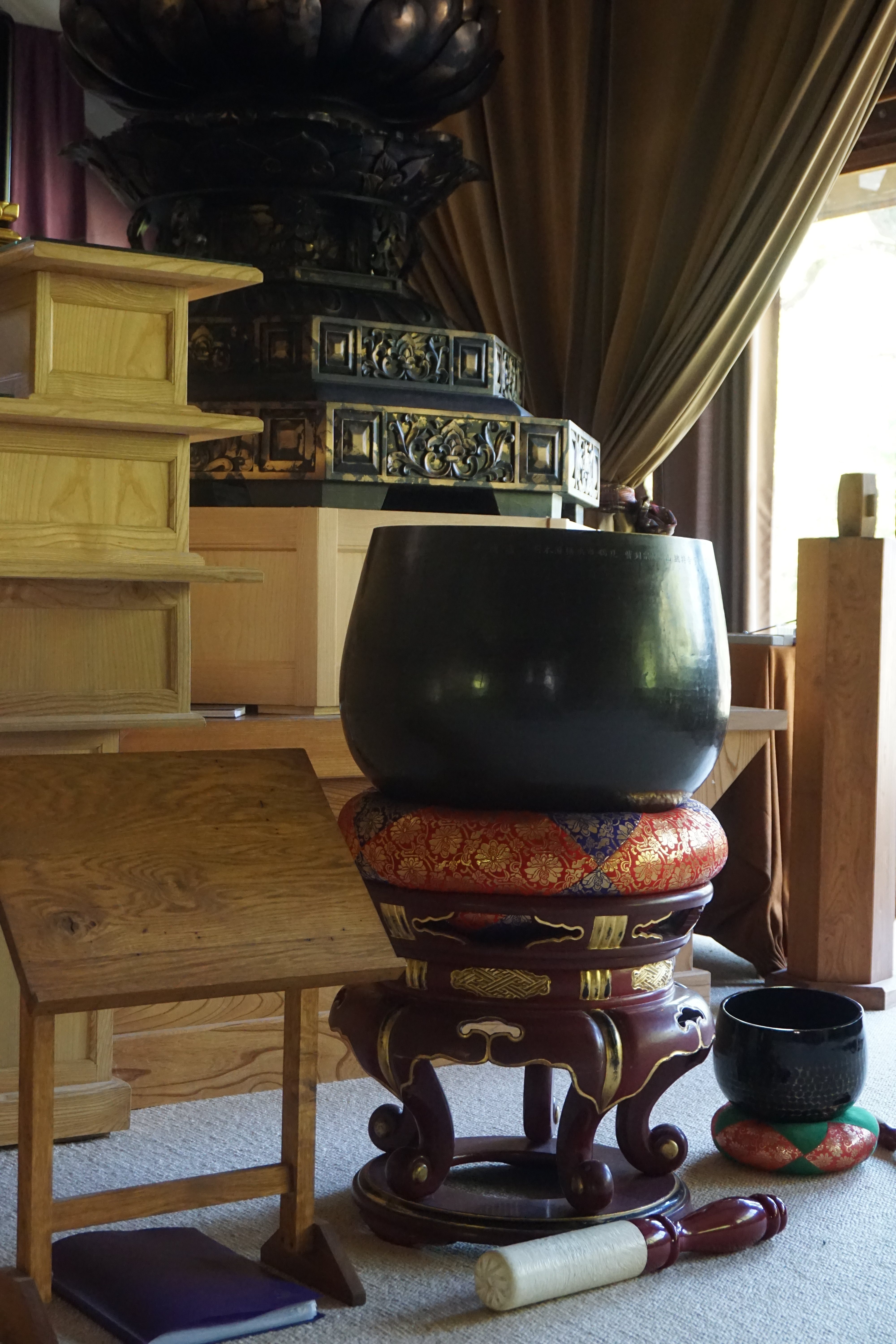
Die Klangschalen signalisieren den Beginn des Zazen und des Kinhin und begleiten das Rezitieren von Sutren.
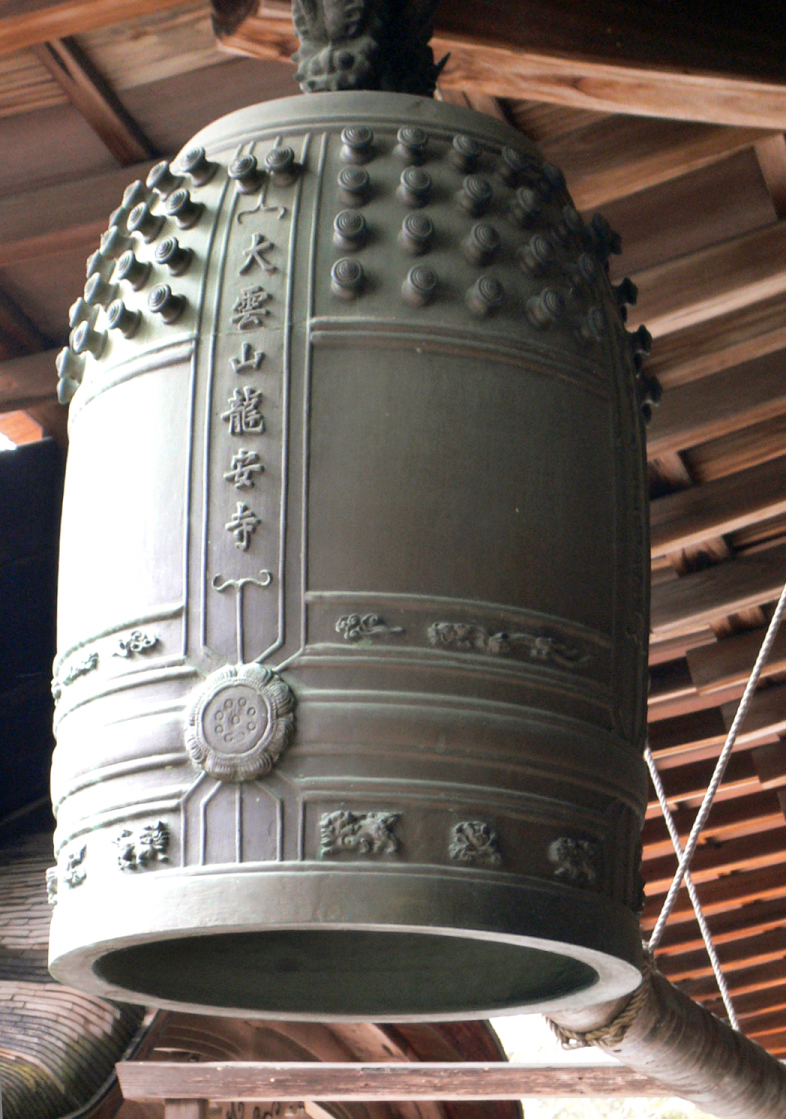
Bonshō (梵鐘, buddhistische Glocken), sind große Glocken, die dazu dienen Zeiträume zu markieren. Sie werden von außen angeschlagen.

## Lehre

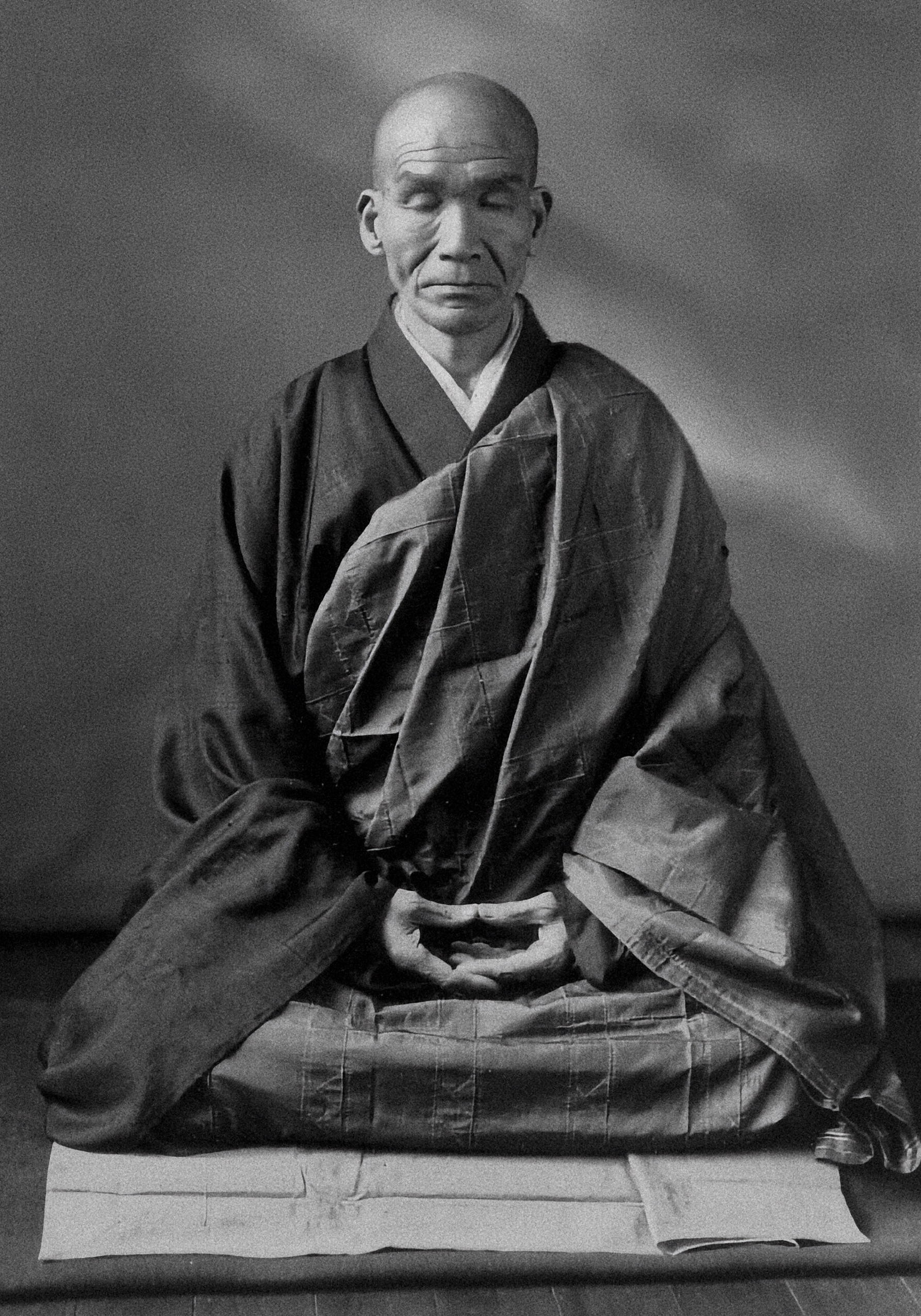
Kodo Sawaki in Zazen (1920)

Der japanische Zen-Meister Kodo Sawaki (1880–1965) erläutert die Bedeutung der Lehre wie folgt:
„Du redest über das Leben Buddhas und die heroischen Taten der Zenmönche der alten Zeit. Du erzählst, was du von den Sutren gelesen hast. Aber wen interessiert das schon? Die Buddhalehre liegt nicht in der Ferne. Sie ist kein getrockneter Kabeljau, unsere Buddhas leben nicht im Jenseits. Du glaubst, dass Dogen Zenji ein großartiger Zenmeister war? Aber was ist mit dir selbst? Das Problem, um das es gehen muss, bist du selbst. Es ist DEIN Problem, und um dieses Problem muss sich dein Leben drehen.“
Zentral in der Lehrentwicklung des Zen-Buddhismus war die Vorstellung der Buddha-Natur: die Idee, dass der erwachte Geist eines Buddhas bereits in jedem fühlenden Wesen vorhanden ist.
Im Zen wird oft gesagt, dass Zen „nichts“ biete: keine Lehre, kein Geheimnis, keine Antworten. In einem Kōan (公案) spricht der Zen-Meister Ikkyū Sōjun (一休宗純) zu einem Verzweifelten:

„Ich würde gerne irgendetwas anbieten,
um Dir zu helfen,
aber im Zen haben wir überhaupt nichts.“

Gemeint ist damit: Um Befreiung von Leiden zu erlangen, muss man sich von all seinen Wünschen lösen – nicht nur vom Drang nach materiellem Besitz und sozialem Status, sondern auch vom Drang nach Erkenntnissen und (paradoxerweise) dem Drang nach „Erleuchtung“. Grundlage einer solchen Befreiung ist, dass die Trennung von Innenwelt und Außenwelt als Illusion entlarvt wird. Die Anhaftung an die Illusion eines vom Rest der Welt getrennten Ich ist die wesentliche Ursache für Leiden (Dukkha). Man sollte daher aufhören, sich mit diesem Ich zu identifizieren – und auch sonst an nichts „festhalten“: keinen Dingen, keinen Überzeugungen, keinen Gedanken.
Die zenbuddhistische Erleuchtung wird also nicht als Aufbruch in etwas Jenseitiges gedeutet. Sie bedeutet vielmehr ein Erwachen zu einer Welt, die schon längst existiert, so dass man essen kann, wenn man hungrig ist, schlafen kann, wenn man müde ist usw. Zen entzieht sich damit der Sphäre des begrifflichen Denkens, denn sprachliche Abstraktion und begriffliche Kategorien stehen im Gegensatz zu einer unverstellten Erfahrung der Wirklichkeit. Das scheinbar Mysteriöse des Zen ergibt sich allein aus den Widersprüchen (Paradoxien), die der Versuch hervorruft, mit begrifflichen Mitteln über eine nicht-begriffliche Wirklichkeit zu sprechen.

Die Zen-Lehre wird von Zen-Lehrern gerne mit „dem Finger, der auf den Mond zeigt“, verglichen. Der Mond repräsentiert dabei das Erwachen („eine Erkenntnis der ungehinderten Durchdringung des Dharmadhatu“, der Theorie der universellen Ursache). Damit warnt sie davor, ihre Lehre für dieses Erwachen selbst zu halten. Die deutsche evangelische Theologin und Zenmeisterin Doris Zölls (* 1954) beschreibt das im Zen und in Japan oft verwendete poetische Bild des Mondes wie folgt:
„Der Mond steht für das wahre Wesen allen Seins. Und wie in jedem Fluss und Bach, in jeder Pfütze sich immer nur der eine Mond spiegelt, so drückt sich in allen Formen das wahre Wesen aus. Und doch ist es nicht möglich, dieses wahre Wesen zu fassen. Ich kann den Mond im Wasser nicht fassen. Ich seh sein silbriges Licht, ich seh es flackern, und wenn ich hinlange, ist es nicht da. Es ist da und gleichzeitig nicht da. Und dieses wahre Wesen zu erfahren ist eigentlich die Übung, die wir im Zazen praktizieren. Der Mond ist eine poetische Form, dies auszudrücken.“
Zum Teil wird der Zen-Buddhismus als eine „Religion der Immanenz“ bezeichnet, die ganz ohne ein transzendentes „göttliches Gegenüber“ auskomme. Die radikale Zuwendung zum „alltäglichen Geist“ in der Meditation führe dazu, dass „sowohl das ›Ich‹ als auch die Idee ›Gottes‹ gänzlich zerbrechen“. Aus religionswissenschaftlicher Sicht wird andererseits aber auch darauf hingewiesen, dass die Zuschreibungen des Ikonoklasmus (Bildersturm) und Antiritualismus die Folge einer modernen Sicht auf den Zen-Buddhismus seien. Insofern gebe es auch im vermeintlich ikonoklastischen Zen eine Verehrung von Bildnissen, Statuen und Reliquien, in denen die Präsenz des Göttlichen durch Rituale erweckt werde.
Eine pauschale Aussage, ob es sich beim Zen-Buddhismus um eine Religion handelt oder nicht, lässt sich insgesamt kaum treffen, da eine solche Einordnung einerseits vom zugrundegelegten Religionsverständnis abhängt und andererseits davon, wie „religiös“ das Zen jeweils individuell praktiziert wird (siehe auch Buddhistische Philosophie #Philosophie oder Religion).

## Zen und Kultur
Zen ist im Kern eine Kultur der Stille, die zugleich für Einfachheit, schlichte Eleganz, Natürlichkeit und innere Verbundenheit mit der Natur steht. Auch die Kunst, der menschliche Alltag und der Lebensstil können davon tief geprägt sein.

### Zenwege (Dō)
Bestimmte Künste wie Malerei, Kalligraphie, Poesie, Gartenarbeit, Ikebana, Chadō und andere werden als Teil des Zen-Ausbildung und der -Praxis verwendet. Die japanische Kunst und Kultur wurde in den letzten 1000 Jahren stark vom Zen beeinflusst, insbesondere vom Zazen und der Vergänglichkeit, dem ständigen Fluss des Erfahrung, sowie der Einfachheit. Eine Kultur und Ästhetik, die sich aus dem Zen speist, hat sich aus folgenden verschiedenen Wegen (Dō) entwickelt:
- Sadō (früher Chadō) – der Weg der Teezeremonie
  - Kintsugi – Reparaturmethode für Keramik
  - Hagi-yaki – kunsthandwerkliches Teegeschirr für den Alltagsgebrauch
- Shodō – der Weg der Schreibkunst (Kalligraphie)
  - Bokuseki – der Weg der Tuschspuren, die der Ausdruck eines intensiv erlebten Augenblicks sind und aus dem Urgrund kommen
- Budō – der Weg des Kriegers oder der Kampfkünste
  - Kyūdō – der Weg des Bogenschießens
  - Iaidō – der Weg des Schwertziehens
  - Aikidō – der Weg der defensiven Kampfkunst
  - Judō – der sanfte/flexible Weg des „Siegen durch Nachgeben“
  - Karatedō – (früher Karate) der Weg der leeren Hand, mit Schlag-, Stoß-, Tritt- und Blocktechniken sowie Fußfegetechniken
- Sumi-e oder Suibokuga – der Weg der Pinsel- und Tuschemalerei
- Haiku – der Weg der Poesie und die kürzeste Gedichtsform der Welt
- Suizen – das kunstvolle Spiel der Shakuhachi-Bambusflöte, der wandernden Zenmönche (Honkyoku)
- Kare-san-sui – die Kunst der Steingartengestaltung
  - Bonsai – Der Weg der Miniatur-Gartenkunst
  - Kadō – (auch: Ikebana) der Weg des Blumenarrangements

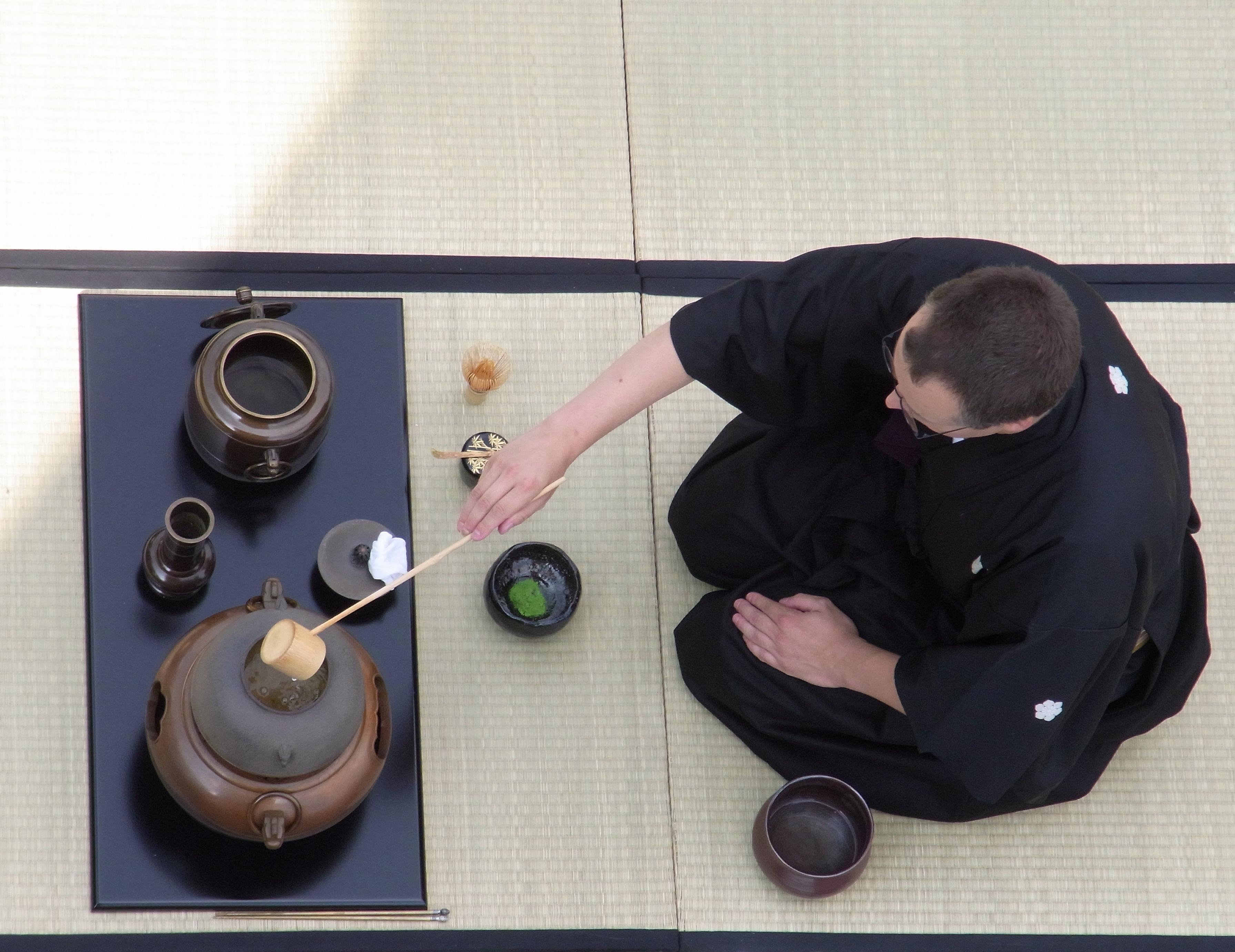
Chado
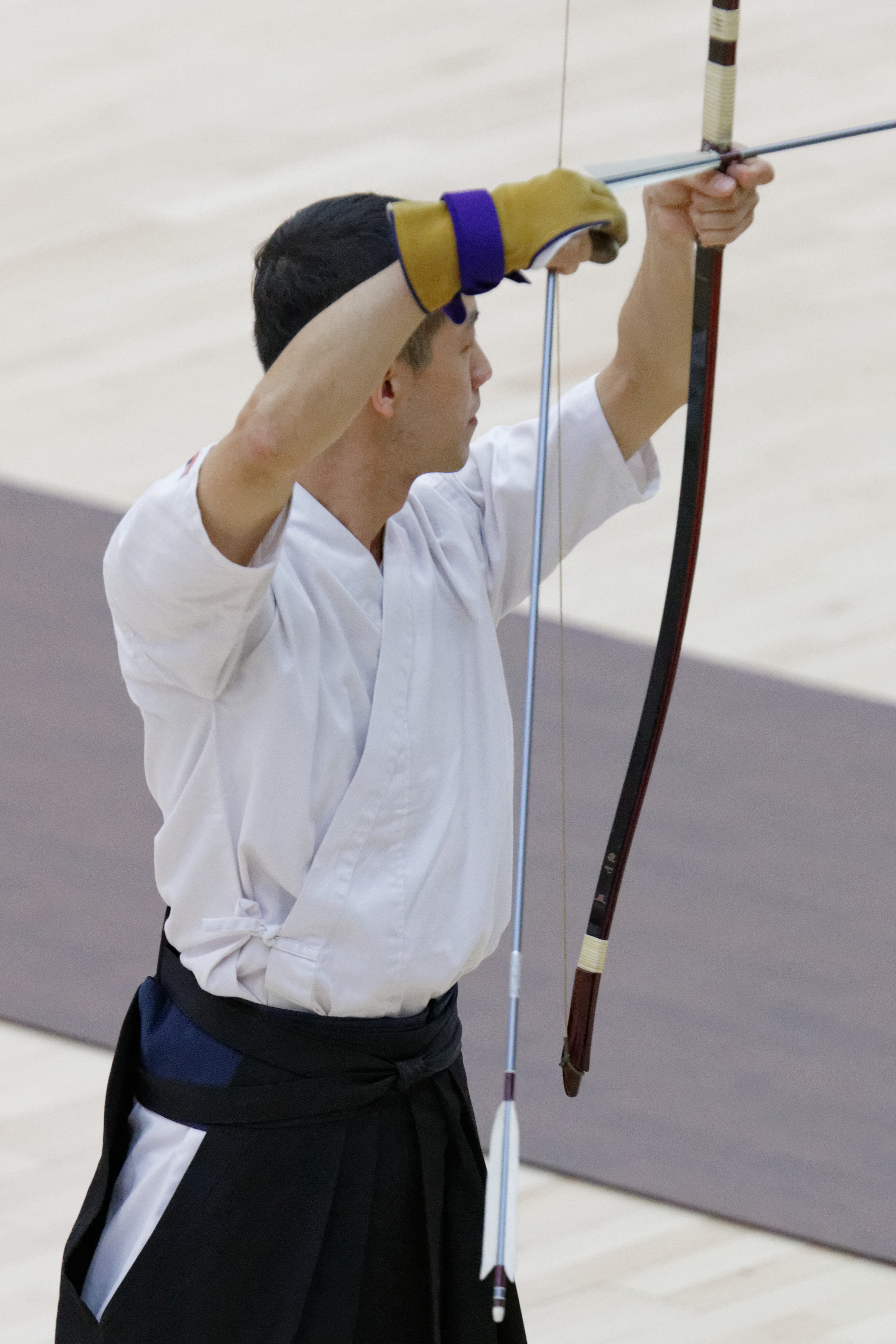
Kyudo
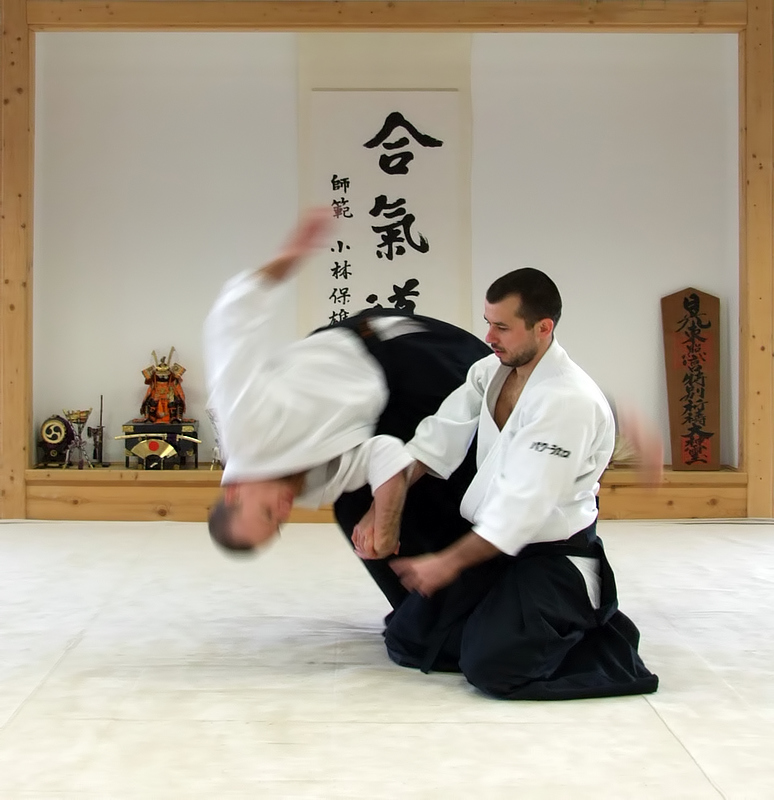
Aikidō
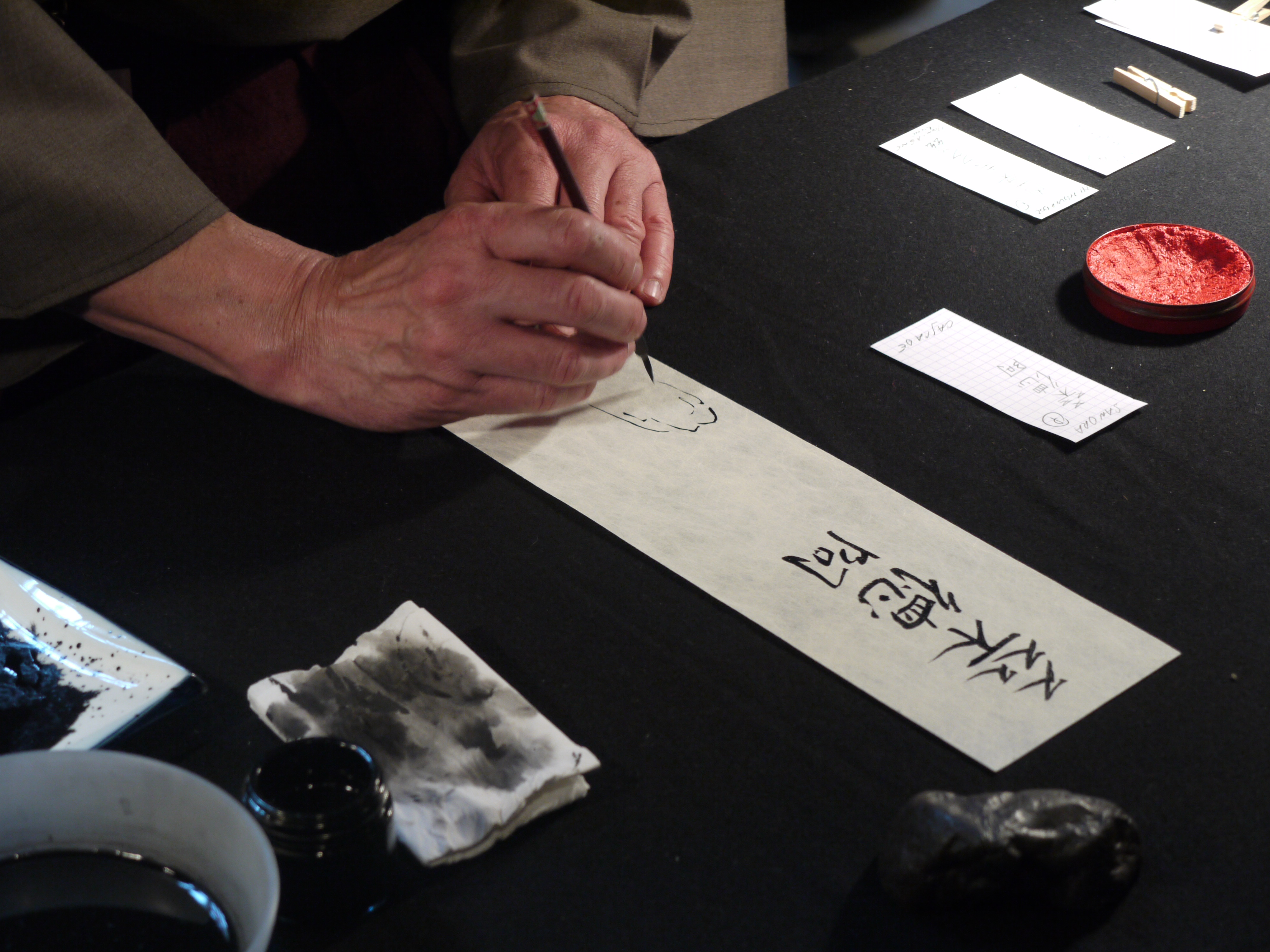
Sumi-e
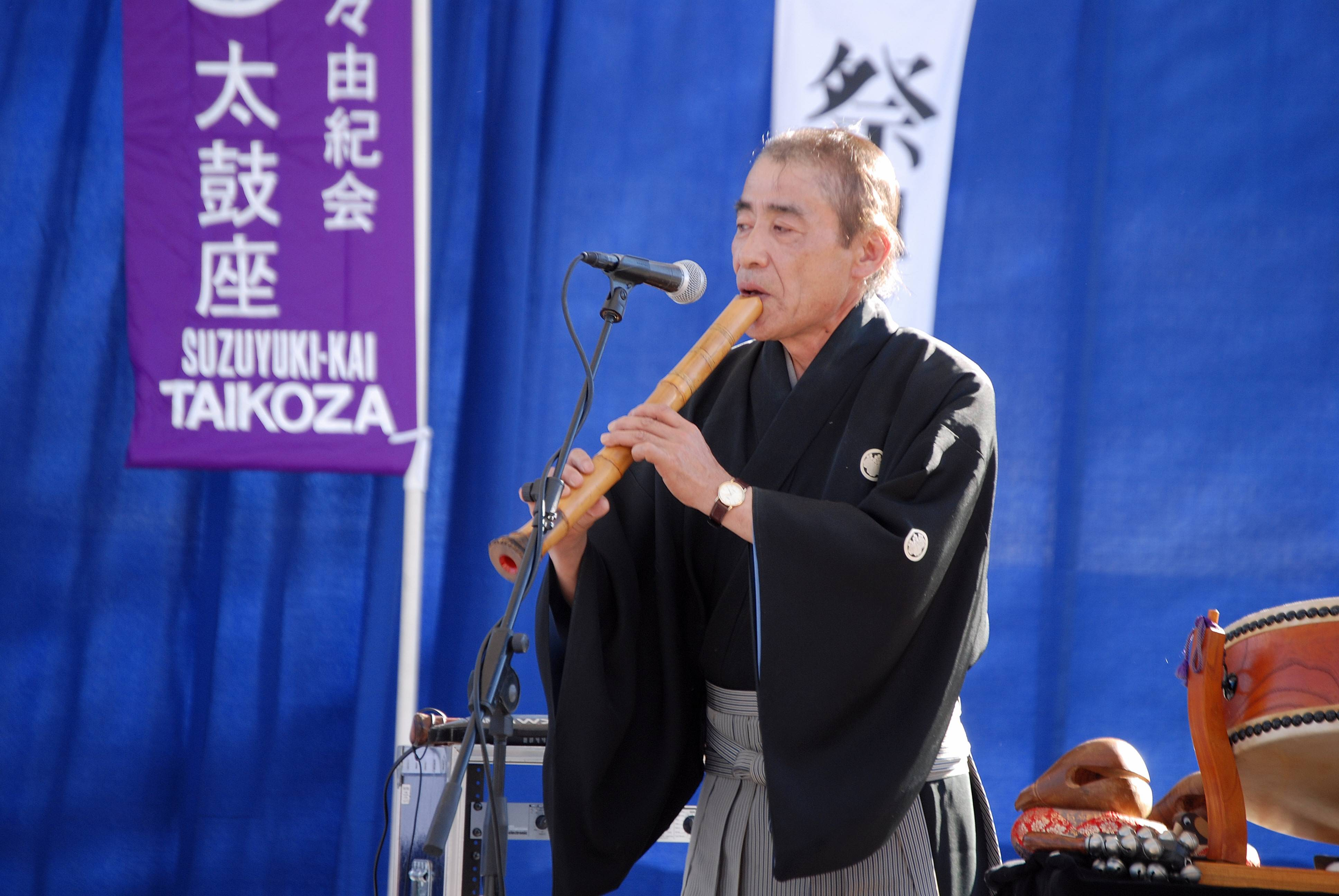
Shakuhachi
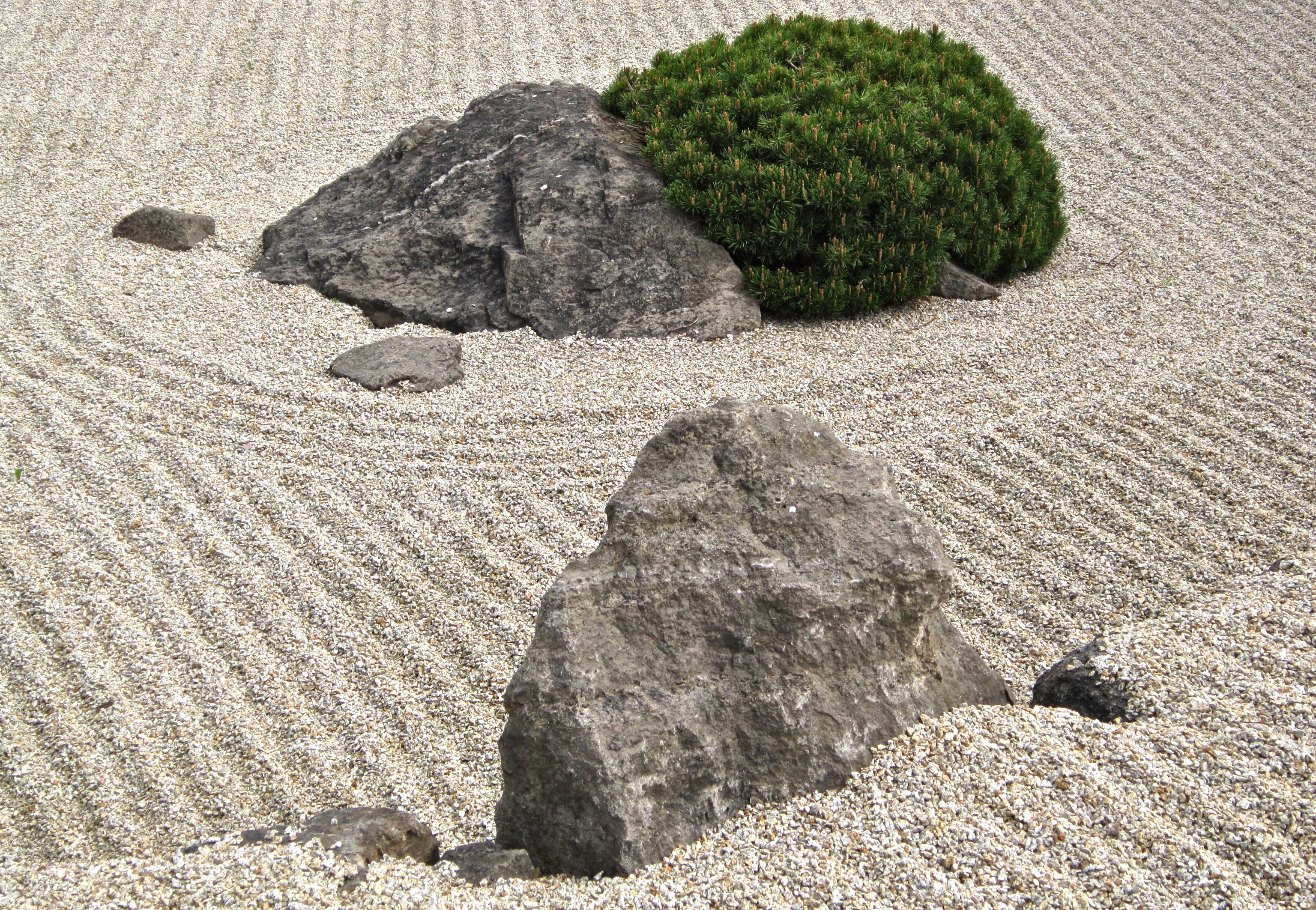
Kare-san-sui
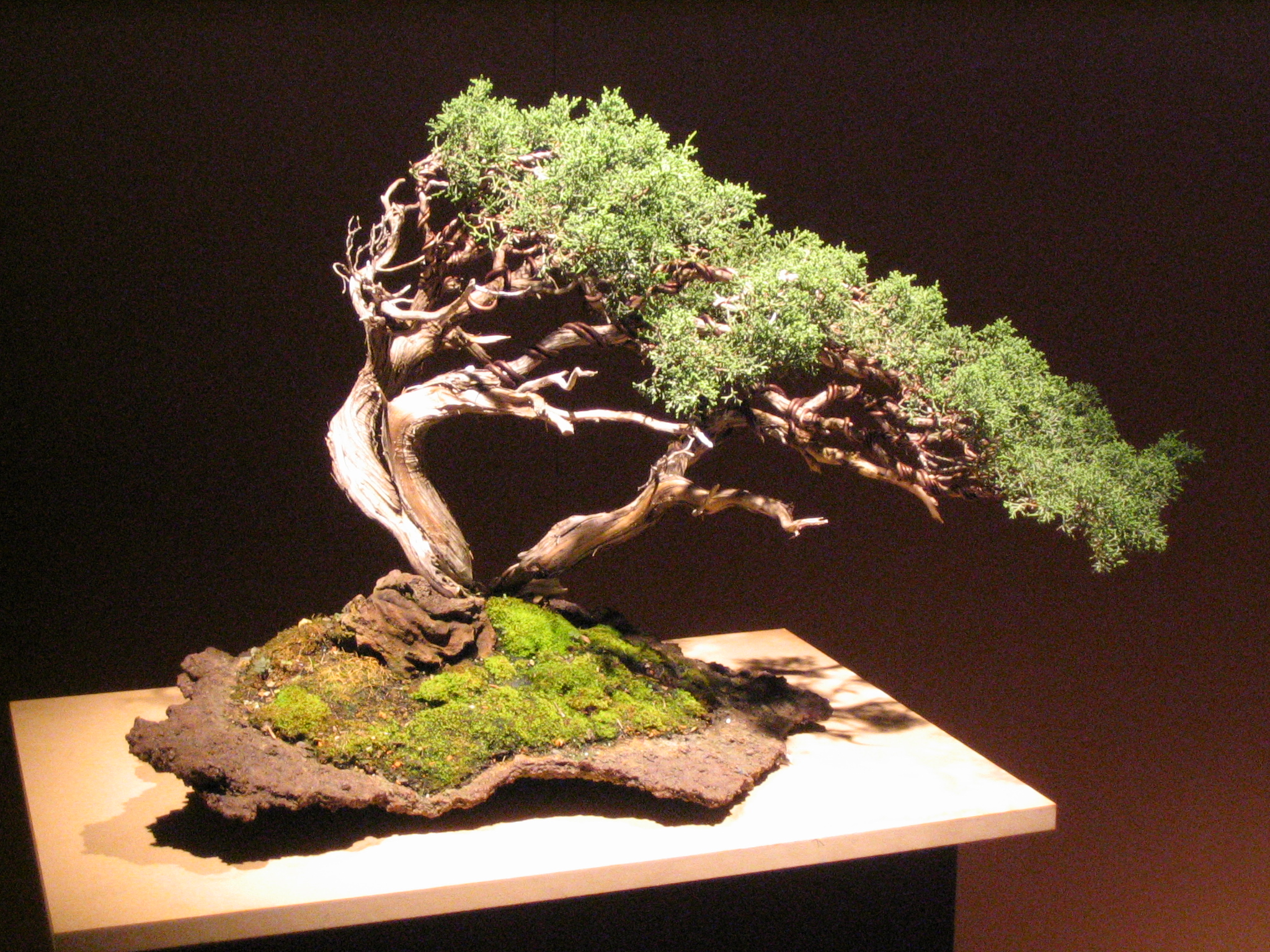
Bonsai
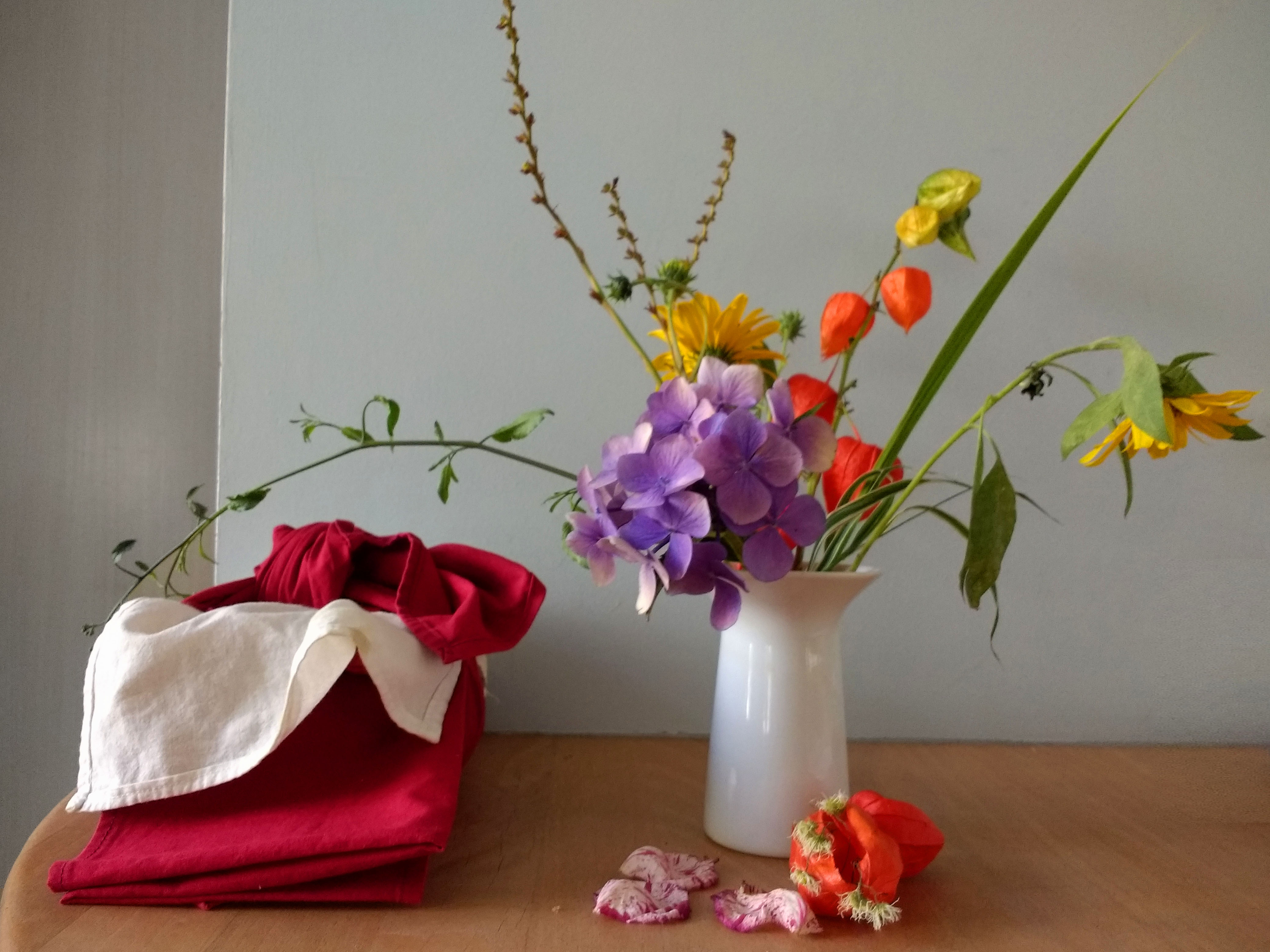
Kadō (Ikebana)

Zen-Künste und Zen-Wege erinnern an die Vergänglichkeit des Lebens, an das japanische Mono no aware (物の哀れ), weisen auf die Verbundenheit der Dinge untereinander hin und können vertiefte spirituelle Einsichten vermitteln.
Für alle Zen-Künste galt und gilt auch heute, dass man lernen muss, wegzulassen. Der Praktizierende lernt zu sehen, was zum Wesen der Dinge gehört und was überflüssig ist.

### Bildende Kunst

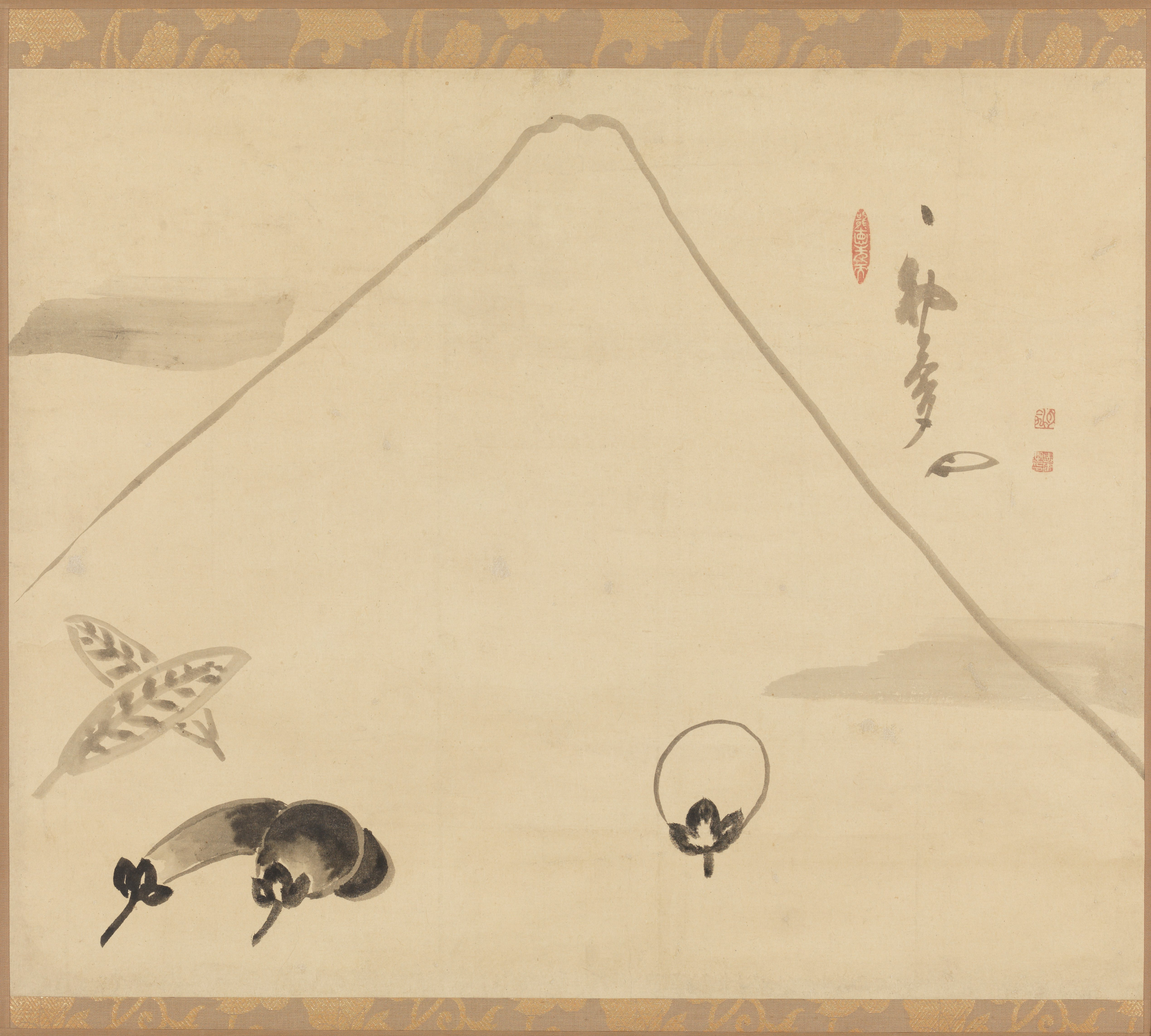
Hakuin Ekaku – Der Traum vom neuen Jahr

Klassische chinesische Künste wie Pinselmalerei und Kalligraphie wurden von Chan-Mönchen verwendet, um ihren Schülern ihr spirituelles Verständnis auf einzigartige Weise zu vermitteln. Zen-Gemälde werden auf Japanisch manchmal als „zenga“ bezeichnet. Hakuin war ein japanischer Zen-Meister, der dafür bekannt war, einen großen Korpus einzigartiger sumi-e (Tusche- und Lavamalereien) und japanischer Kalligraphie zu schaffen, um Zen auf visuelle Weise zu vermitteln. Sein Werk und das seiner Schüler waren im japanischen Zen sehr einflussreich.
Ihre Motive waren die Pflanzen, Bäume, Landschaften, Menschen und Tiere. Der typische Zen-Stil ist geprägt durch klare Kompositionen und einfache Formen. Material, Textur und Form der Motive werden hervorgehoben. Die Ästhetik des Zen steht für Reduktion und Einfachheit, Natürlichkeit und Naturverbundenheit. Insbesondere die Schönheit im Alltäglichen inspiriert zur Einsicht in die Schönheit des Seins. In der Gestaltung wird Unnötiges weggelassen, sodass nichts vom Wesentlichen ablenkt.

### Poesie
Matsuo Basho, ein japanischer Poet der frühen Edo-Zeit (1603–1868), war ein Meister der vom Zen geprägten Gedichtsform Haiku. Ein gutes Beispiel für die Einfachheit und Unmittelbarkeit von Basho ist folgendes Gedicht:

„Am Wegesrande

Wachsende Eibischblüten –

Das Pferd rauft sie ab.“

### Musik
Ein weiteres Beispiel für Zen-Künste ist die kurzlebige Fuke-Schule (jap. 普化宗) des Zen in Japan, die eine einzigartige Form des „Blasen-Zen“ (suizen 吹禅) praktizierte, indem sie die Shakuhachi-Bambusflöte spielte. Die Shakuhachi (japanisch 尺八) ist eine Bambuslängsflöte, die bereits im 8. Jahrhundert aus China eingeführt wurde und sich im 17. Jahrhundert zu einem Meditationsinstrument zenbuddhistischer Mönche in Japan entwickelt hat.

### Kampfkunst

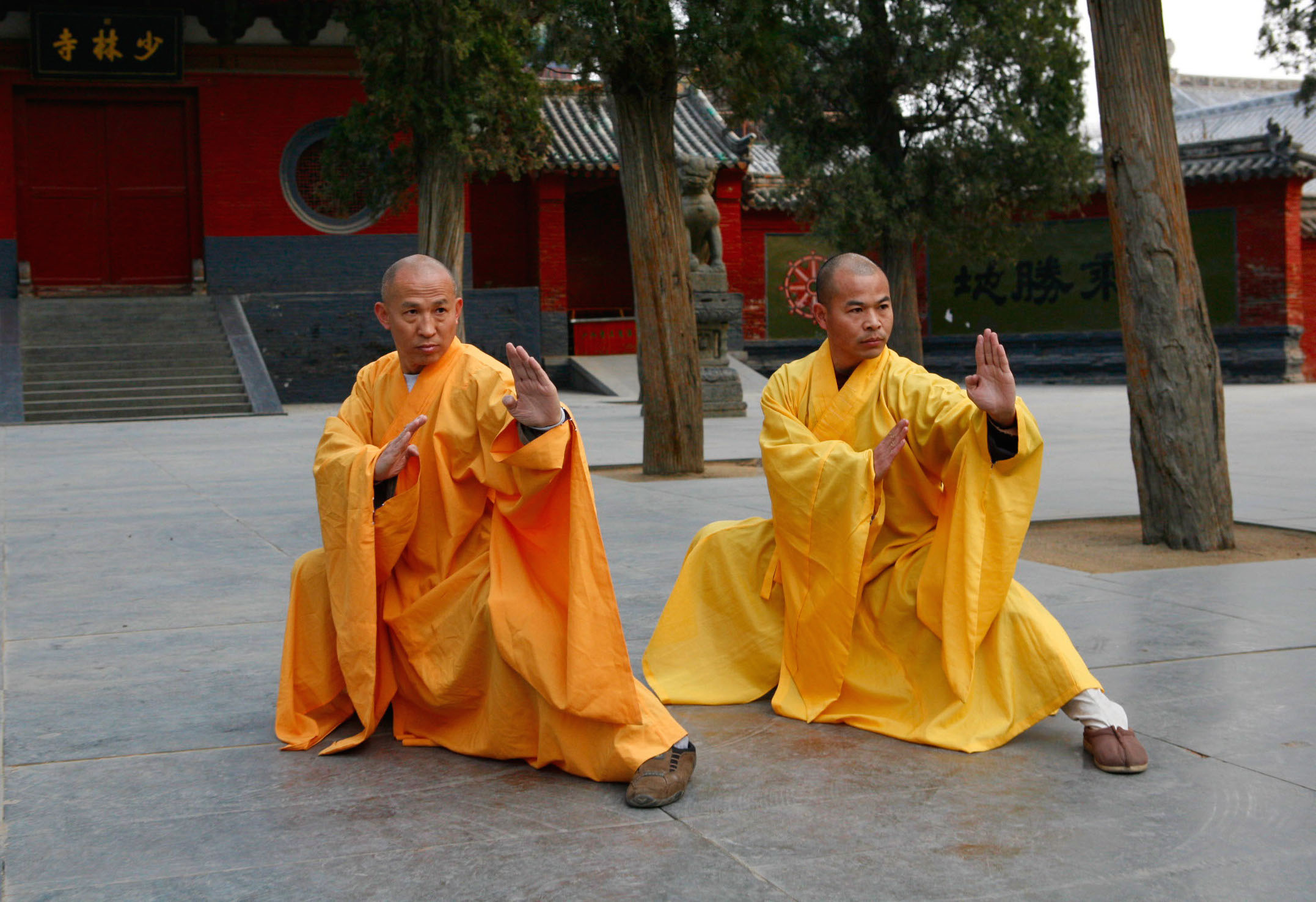
Zwei Großmeister des Shaolin-Tempels des chinesischen Chan, Shi Deru und Shi Deyang

Traditionelle Kampfkünste, wie das japanische Bogenschießen (kyūdō), andere Formen der japanischen (budō) und chinesische Kampfkünste (gōngfu) wurden auch als Formen der Zen-Praxis gesehen. Diese Tradition geht auf das einflussreiche Shaolin-Kloster in Henan zurück, das die erste institutionalisierte Form des gōngfu entwickelte. Die Shaolin-Praktiken, die sich um das 12. Jahrhundert herum zu entwickeln begannen, wurden traditionell auch als eine Form der inneren Kultivierung des Chan-Buddhismus (heute wǔchán, 武禪 ‚Kampf-chan, chan in der Kampfkunst‘) gesehen. Die Shaolin-Künste machten auch Gebrauch von taoistischen Körperübungen (dǎoyǐn, 導引), Atem- und Energie-Kultivierungspraktiken (qìgōng, 氣功). Sie wurden als therapeutische Praktiken angesehen, die die „innere Stärke“ (nèilì, 內力), die Gesundheit und die Langlebigkeit (yǎngshēng, 養生) verbesserten, sowie als Mittel zur spirituellen Befreiung. Der Einfluss taoistischer Praktiken kann auch in der Arbeit von Wang Zuyuan (ca. 1820–nach 1882), einem Gelehrten und kleinen Bürokraten, der bei den Shaolin studierte, gesehen werden. Wangs illustrierte Darstellung der inneren Techniken (Neigong tushuo) zeigt, wie Shaolin-Übungen von taoistischen Methoden abgeleitet wurden.
In Japan stehen die klassischen Kampfkünste (budō) und die Zen-Praxis seit der Übernahme des Rinzai-Zen durch den Hōjō-Klan im 13. Jahrhundert, der die Zen-Disziplin auf seine Kampfpraxis anwendete, in Kontakt. Eine einflussreiche Persönlichkeit in dieser Beziehung war der Rinzai-Priester Takuan Sōhō, der für seine an die Samurai-Klasse gerichteten Schriften über Zen und Budō bekannt war. Diese energetischen Praktiken, die als Naikan bekannt sind, basieren auf der Konzentration des Geistes und der eigenen Lebensenergie (Ki) auf einen Punkt etwas unterhalb des Nabels (Tanden).

### Zengarten

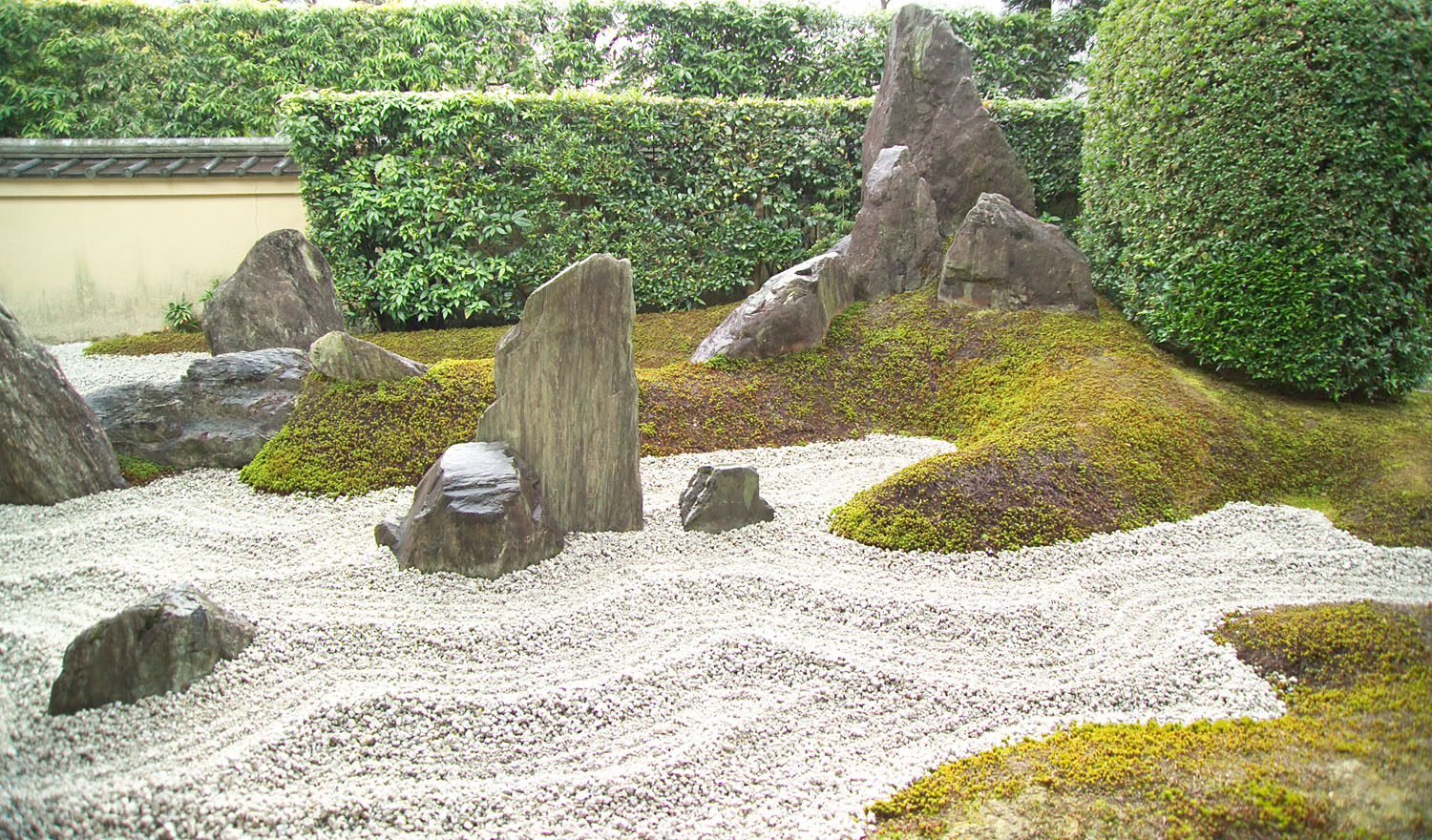
Zengarten des Glückseligen Berges in Zuiho-in

Sogenannte Zengärten, auch Kare-san-sui (jap. 枯山水, dt. „trockene Landschaft“ bzw. 涸山水 „ausgetrocknete Landschaft“), aber auch Kasansui (仮山水 „unechte Landschaft“), Furusansui (故山水 „alte Landschaft“) oder Arasensui (乾泉水 „Trockenteich“), sind Steingärten, die lediglich aus Kies, Steinen und Felsbrocken bestehen. Mit Ausnahme von Moos werden keine weiteren Pflanzen verwendet. Wasser ist durch wellenförmige Strukturen in Kies- oder Sandflächen angedeutet.
Sowohl das achtsame Rechen und Pflegen dieser Felsengärten als auch die Betrachtung dieser Kare-san-sui gilt im Zen als Teil der Meditation.

### Besondere Zeiten
In manchen Zen-Einrichtungen werden in der Woche vor dem Erleuchtungstag Rohatsu Sesshins angeboten, die an die Erleuchtung Buddhas nach einer Woche Meditation anknüpfen. Seit der Zeit Buddhas sind bestimmte Perioden des Jahres für langfristige intensive spirituelle Retreats (Ango) vorgesehen. Sie entsprechen ursprünglich der Regenzeit (Monsunzeit) in Indien. Diese Tradition hat sich bis nach Europa ausgebreitet, wird hier fortgeführt und auch als Sommerlager bezeichnet.

## Geschichte

Huineng zerreißt Sutras

Das Zen, wie wir es heute kennen, ist von vielen Kulturen über anderthalb Jahrtausende beeinflusst und bereichert worden. Seine Anfänge sind im China des 6. Jahrhunderts zu suchen, obwohl seine Wurzeln wahrscheinlich weiter zurückreichen und Einflüsse anderer buddhistischer Schulen ebenfalls vorhanden sind. Nachdem Bodhidharma der Legende nach im 6. Jahrhundert unserer Zeitrechnung die Lehre des Meditationsbuddhismus nach China brachte, wo er zum Chan-Buddhismus wurde, flossen Elemente des Daoismus und Konfuzianismus/Neokonfuzianismus ein. Aus dem Daoismus übernahm der Zen die Betonung von Einfachheit, Natürlichkeit sowie Spontanität und die Friedfertigkeit des wu-wei. Eine Vielzahl von Schriften mit Gedichten, Anweisungen, Gesprächen und Kōans stammt aus dieser Zeit. Aus diesem Grunde findet man viele Begriffe und Personennamen heute sowohl in chinesischer als auch in japanischer Aussprache.
Bis zum Ende des 1. Jahrtausends hatte das Zen seine klare Ausprägung gefunden. So betonte die Zen-Lehre das plötzliche Erwachen (satori) im Gegensatz zu einer stufenweisen Annäherung an das Erwachen und stellte radikal in Frage, dass eine dualistische Unterscheidung etwas Wirkliches wiedergebe. Des Weiteren lehrte die Zen-Schule, dass wir durch Nicht-Tun (wu-wei) die Natürlichkeit sowie Spontanität praktizieren sollten, und vertrat die Meinung, dass das Erwachen (bodhi) nicht gefunden werden kann, sondern man müsse seiner persönlich gewahr werden.
Die Überbringung der Lehre durch Eisai (1141–1215) und Dōgen (1200–1253) in Kyōto nach Japan im 12. und 13. Jahrhundert hat wiederum zur Wandlung des Zen beigetragen, durch generelle japanische Einflüsse, aber auch mikkyō und lokale Religionen.
Im 19. und insbesondere im 20. Jahrhundert machten die Zen-Schulen in Japan rasante Veränderungen durch. Dabei wurde von Laien eine neue Form des Zen begründet. Diese erreichte Europa und Amerika und wurde ebenfalls inkulturiert und erweitert. Seit dem 20. Jahrhundert wendeten sich selbst einige christliche Mönche und Laien der Meditation und dem Zen zu, wodurch, zum Teil getragen durch autorisierte Zen-Lehrer, die dem Christentum verbunden blieben, das sogenannte „Christliche Zen“ entstand (siehe Abschnitt „Zen und Christentum“ unten).

### Indien
Der Legende nach soll der historische Buddha Siddhartha Gautama (wahrscheinlich 563–483 v. Chr.) nach der berühmten Predigt auf dem Geierberg eine Schar von Jüngern um sich versammelt haben, die seine Darlegung des Dharma hören wollten. Statt zu reden, hielt er schweigend eine Blüte in die Höhe. Nur sein Schüler Mahakashyapa verstand diese Geste unmittelbar als zentralen Punkt der Lehre Buddhas und lächelte. Er war plötzlich zur Erleuchtung gekommen. Damit ist angeblich die erste Übertragung der wortlosen Lehre von Herz-Geist zu Herz-Geist (jap. Ishin Denshin) erfolgt.
Da diese Einsicht des Kāshyapa nicht schriftlich zu fixieren ist, erfolgt die Übermittlung seitdem persönlich von Lehrer zu Schüler. Man spricht dabei von sogenannten Dharma-Linien (d. h. in etwa: Lehr-Richtungen).
Diese unmittelbare Überlieferung setzte sich – der Legende nach – über 27 indische Meister bis zu Bodhidharma fort.

### China

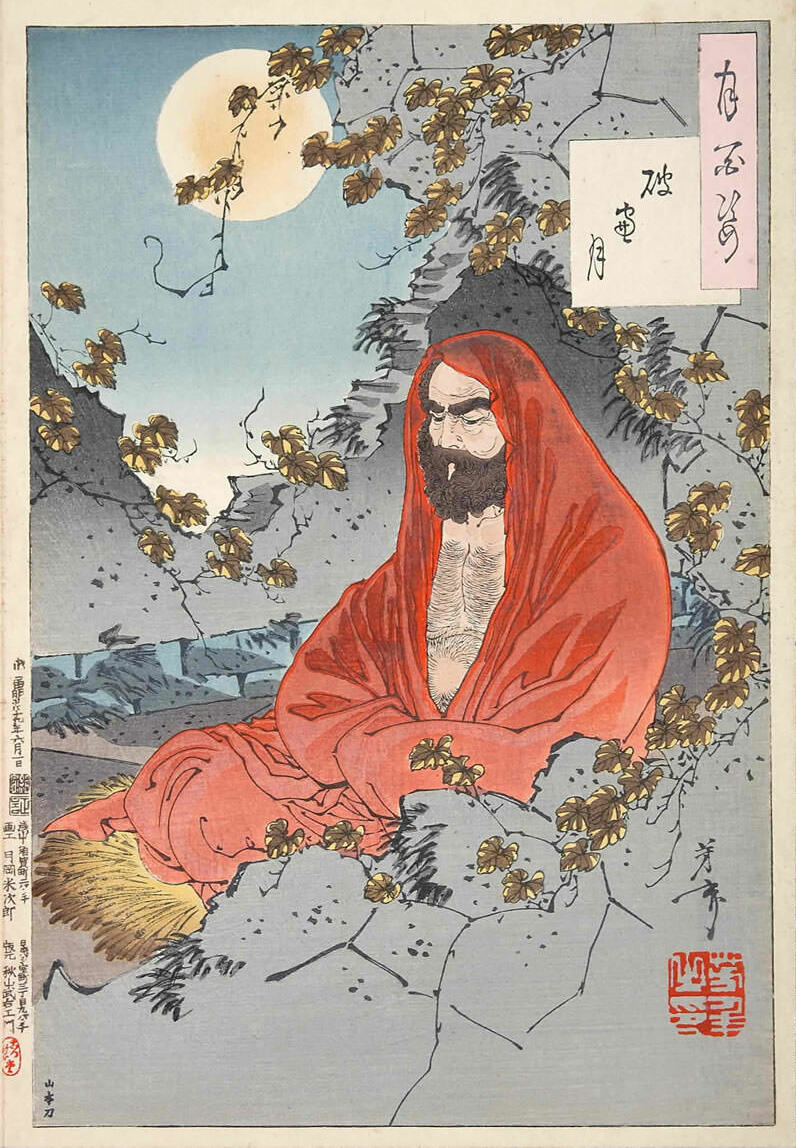
Bodhidharma (Yoshitoshi 1887)

Der Mönch Bodhidharma soll die Lehre nach China gebracht haben und wird somit als erster Patriarch des Chan angesehen.
1. Bodhidharma (sanskrit बोधिधर्म, chin. Dámó 達摩, jap. Daruma 達磨) (~440–528)
2. Dàzǔ Huìkě (太祖慧可, jap. Daiso Eka) (487–593)
3. Jiànzhì Sēngcàn (鑑智僧燦, jap. Kanchi Sōsan) (?–606)
4. Dàyī Dàoxìn (大毉道信, jap. Dai'i Dōshin) (580–651)
5. Dàmǎn Hóngrěn (大滿弘忍, jap. Dai'man Konin) (601–674)
6. Dàjiàn Huìnéng (大鑒慧能, jap. Daikan Enō) (638–713)

Nach dem 6. Patriarchen teilt sich die Linie in verschiedene Schulen auf. Für das China der Zeit um 950 spricht man von den 5 Häusern:
- Caodong (曹洞) (jap. Sōtō) von Dōgen Zenji (1200–1253) nach Japan gebracht
- Fayan (法眼) (jap. Hōgen)
- Guiyang (chin. 潙仰) (jap. Igyō)

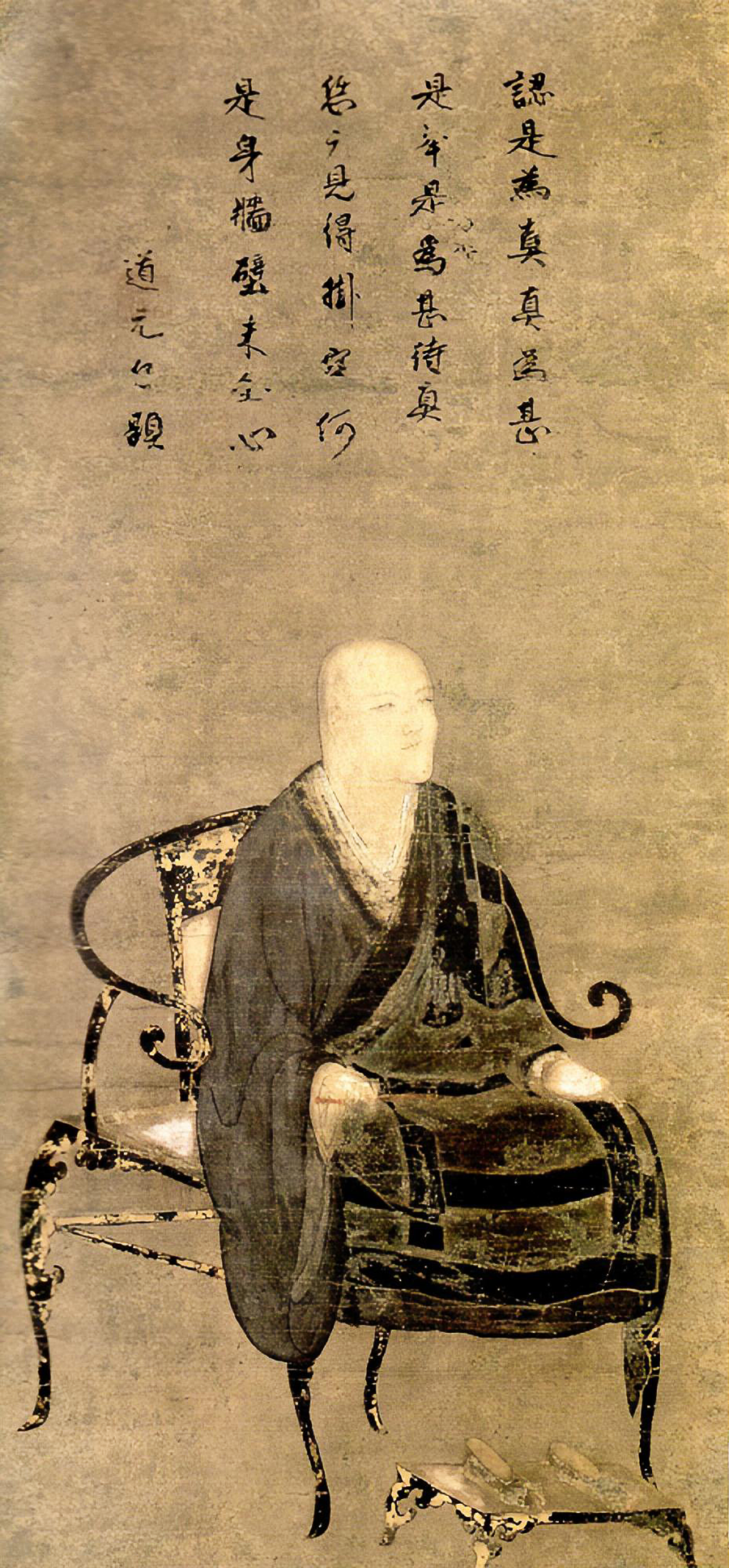
Sōtō Zenmeister Dōgen Zenji (1200–1253)

- Sōtō Zenmeister Dōgen Zenji (1200–1253)Linji (臨済) (jap. Rinzai; ?–866/867) von Eisai Zenji nach Japan gebracht
- Yunmen (雲門) (jap. Ummon, 864–949)

In der Folge entstanden bis in die Gegenwart weitere Schulen, darunter die zwei noch heute existierenden größten Zen-Schulen Japans:
- Rinzai-shū
- Sōtō-shū

Neben den beiden großen Zen-Familien oder -Traditionen gibt es mehrere kleinere Schulen. Dazu gehören:
- Ōbaku-shū (黄檗宗), eine im 17. Jahrhundert gegründete Schule. Sie umfasst die klassischen Chan-Lehren und auch die Methoden des Reinen Landes.
- Fuke-shū (普化宗), eine kleine japanische Schule. Ein einzigartiges Merkmal dieser Schule ist die Verwendung von Flötenmusik zur Meditation.
- Sanbo Kyodan, eine moderne japanische Schule, die sich sowohl auf Rinzai- als auch auf Sōtō-Methoden stützt.
- Trúc Lâm, eine einzigartige einheimische Schule des vietnamesischen Zen, die dafür bekannt ist, dass sie versucht, die "Drei Lehren" des Buddhismus, Konfuzianismus und Taoismus in Einklang zu bringen.
- Die Plum Village (Làng Mai)-Tradition, eine neue moderne Tradition, die von dem einflussreichen vietnamesischen Lehrer und Aktivisten Thích Nhất Hạnh (1926–2022) gegründet wurde.
- Die Kwan Um Zen-Schule, eine neue moderne Tradition, die von Zen-Meister Seung Sahn gegründet wurde.
- Zen-Schulen, die vor kurzem in den USA gegründet wurden, wie die Ordinary Mind Zen School und White Plum Asanga.

### Vietnam
Chan wurde in Vietnam während der frühen chinesischen Besatzungszeit (111 v. Chr. bis 939 n. Chr.) als Thiền eingeführt. Während der Lý- (1009–1225) und der Trần-Dynastie (1225 bis 1400) stieg das Thiền unter den Eliten und am königlichen Hof auf und eine neue einheimische Tradition wurde gegründet, die Schule Trúc Lâm („Bambushain“), die auch konfuzianische und taoistische Einflüsse enthielt. Im 17. Jahrhundert wurde die Linji-Schule als Lâm Tế nach Vietnam gebracht, die ebenfalls Chan und „Reines Land“ vermischte. Lâm Tế ist bis heute der größte monastische Orden des Landes.
Das moderne vietnamesische Thiền ist vom buddhistischen Modernismus beeinflusst. Wichtige Persönlichkeiten sind der Thiền-Meister Thích Thanh Từ (1924–), der Aktivist und Popularisierer Thích Nhất Hạnh (1926–2022) und der Philosoph Thích Thiên-Ân. Der vietnamesische Thiền ist vielfältig und umfassend und bringt viele Praktiken wie Atemmeditation, Mantra, Theravada-Einflüsse, Chanten, Sutra-Rezitation und engagierten buddhistischen Aktivismus mit sich.

### Korea

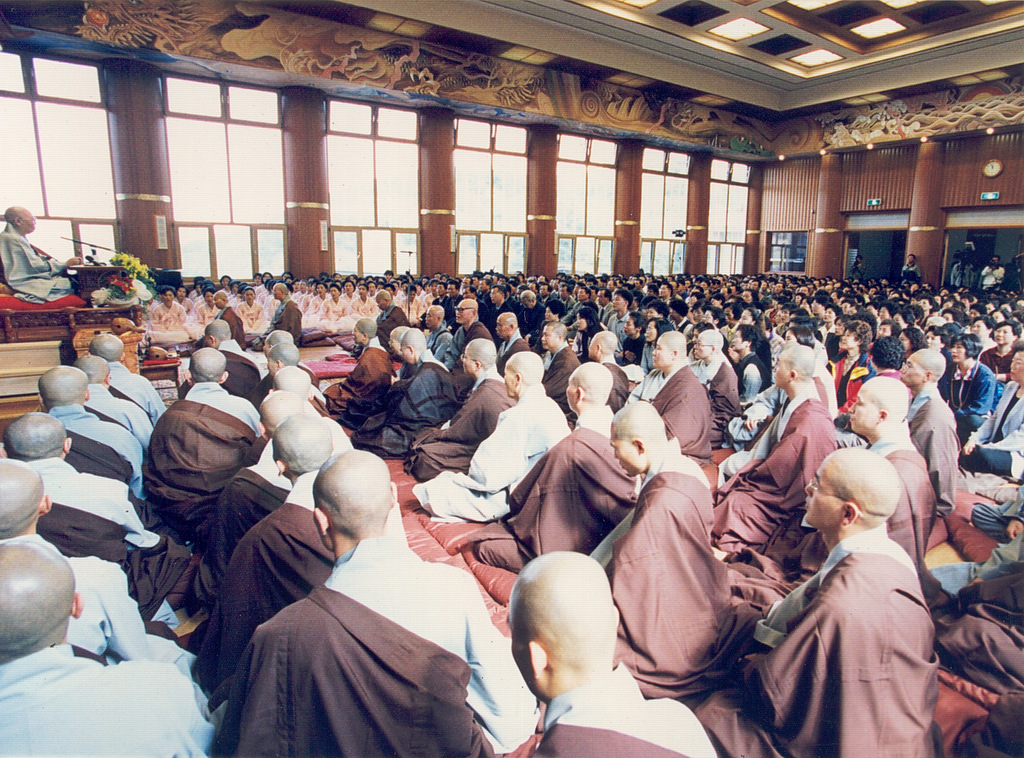
Ein Dharma-Vortrag von Seon-Meisterin Daehaeng Kun Sunim, Hanmaum Seon Center, Südkorea

Seon (선) wurde während der späten Silla-Periode (7. bis 9. Jahrhundert) allmählich nach Korea übertragen, als koreanische Mönche begannen, nach China zu reisen, um die sich neu entwickelnde Chan-Tradition von Mazu Daoyi zu lernen. Sie gründeten die ersten Seon-Schulen Koreas.
Seinen wichtigsten Impuls und seine Konsolidierung erhielt das Seon durch den Goryeo-Mönch Jinul (1158–1210). Er gründete den Jogye-Orden, der bis heute die größte Seon-Tradition in Korea ist. Jinul schrieb auch umfangreiche Werke über Seon und entwickelte ein umfassendes System von Gedanken und Praxis.
Während der streng konfuzianisch geprägten Joseon-Dynastie (1392–1910) wurde der Buddhismus weitgehend unterdrückt, und die Zahl der Klöster und Geistlichen ging stark zurück. Die Zeit der japanischen Besatzung (1910–1945) brachte auch zahlreiche modernistische Ideen und Veränderungen in den koreanischen Seon. Einige Mönche begannen, zu heiraten und Familien zu gründen. Heute erzwingt die größte Seon-Schule, das Jogye, das Zölibat, während die zweitgrößte, der Taego-Orden, verheiratete Priester zulässt.
In Nordkorea wird Seon so wie jegliche Form der Spiritualität oder Religion durch die kommunistische Regierung fast vollständig unterdrückt. Über die Stellung des Seon innerhalb der mittlerweile nur noch kleinen buddhistischen Gemeinde im Land kann aufgrund der Abschottung des Staates keine gesicherte Aussage getroffen werden. In Südkorea ist Seon die mit Abstand bedeutendste buddhistische Strömung mit vielen Millionen Anhängern; auch etwa 95–99 % der buddhistischen Tempel in Korea gehören zu einem Orden des Seon. Wie der gesamte Buddhismus litt der Seon seit der Gründung der Republik wiederholt unter der Unterdrückung der meist stark protestantisch geprägten Regierungen sowie vereinzelten Gewaltakten durch fundamentalistische Protestanten. In den letzten Jahren hat sich die Lage diesbezüglich allerdings beruhigt. Zeitgleich wächst, parallel zur weltweit steigenden Popularität von Zen, die Popularität von Seon in der Allgemeinbevölkerung stark.
Seon wurde auch in den Westen übertragen, mit neuen Traditionen wie der Kwan Um Zen Schule. Seit 2002 existiert in Südkorea das vom Jogye-Orden gegründete und zeitweise auch staatlich unterstützte Programm Temple Stay für Aufenthalte in teilnehmenden Tempeln. Die angebotenen Aufenthalte reichen von kostenlosen, keine zwei Stunden langen Sesshins bis hin zu längeren, kostenpflichtigen Aufenthalten mit Unterkunft, Verpflegung sowie vielseitigerem Programm.

### Japan

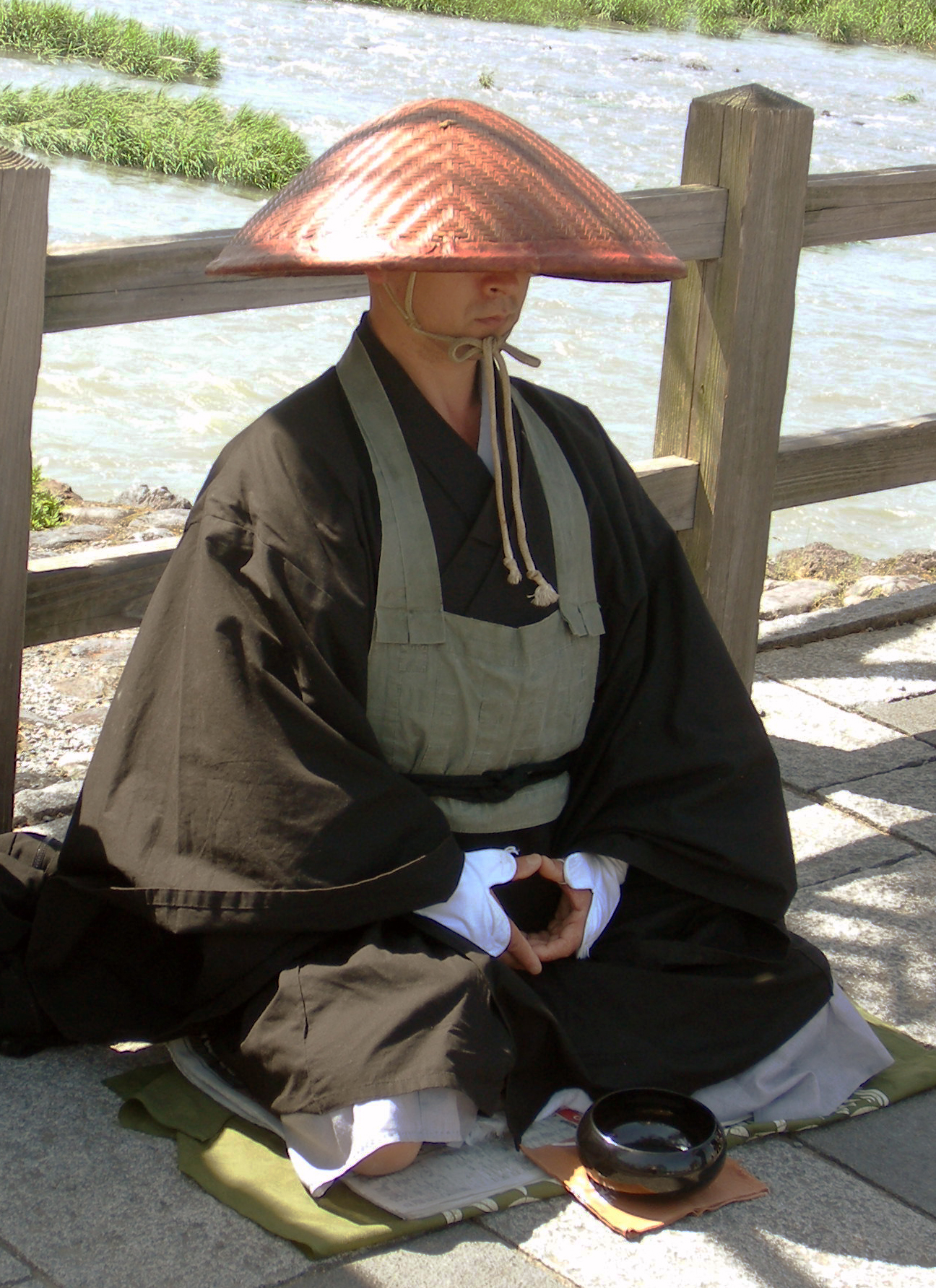
Soto-Mönch beim Betteln (Buddhistische- und Zen-Praxis)

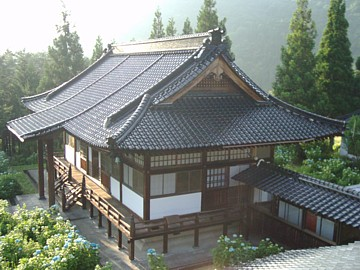
Antai-ji liegt nordwestlich von Kyōto, mit einer Meditationhalle, in der Sōtō-Zen praktiziert wird

Trotz der großen Bedeutung des Zen (Chan) in China und der Regierungsnähe vieler dortiger Klöster wurde in der Nara-Zeit (710–794) keine Zen-Traditionslinie als Schule nach Japan gebracht. Spätere Versuche blieben bis in das 12. Jahrhundert historisch folgenlos.
Bereits in der Nara-Zeit (710–794) taucht der Begriff Zenji (Zenmeister) in den ersten Schriften auf: Er beschreibt meist von der kaiserlichen Regierung nicht autorisierte, nicht offiziell ordinierte Praktizierende von buddhistischen Ritualen (meist in der bergigen Wildnis asketische Praktiken, Meditation, Rezitationen usw.). Man glaubte, durch diese Rituale erlangten die Praktizierenden große, aber ambivalente Kräfte.
Ab der Kamakura-Zeit (1185–1333) konnte Zen Fuß fassen und es bildeten sich die Hauptschulen Sōtō (曹洞), Rinzai (臨済) und Ōbaku (黃檗) heraus. Von diesen ist Sōtō die größte und Ōbaku die kleinste, mit Rinzai in der Mitte.
Sōtō ist die japanische Linie der chinesischen Caodong-Schule, die während der Tang-Dynastie (617/18–907) von Dongshan Liangjie gegründet wurde. Die Sōtō-Schule hat seit Gentō Sokuchū (um 1800) die Kōans zurückgedrängt und stattdessen den Schwerpunkt auf Shikantaza gelegt. Dogen, der Begründer des Soto in Japan, betonte, dass Praxis und Erwachen nicht zu trennen sind. Durch das Praktizieren von Shikantaza werden Verwirklichung und Buddhaschaft bereits zum Ausdruck gebracht. Für Dogen ist Zazen, oder Shikantaza, die Essenz der buddhistischen Praxis.
Nach der Meiji-Restauration (1868–1877) wurde der Buddhismus in Japan kurz verfolgt und von der neuen Politik zugunsten eines nationalistischen „Staats-Shintō“ (kokka shintō) als Religion der Machthabenden aufgegeben. In den Zeiten des immer rasanteren gesellschaftlichen, kulturellen und sozialen Wandels kam der shin-bukkyō, der neue Buddhismus, auf, der z. B. sozial tätig wurde. Die Abgeschlossenheit der Klöster lockerte sich ebenfalls, so wurden Laiengruppen in Zazen und der Lehre des Zen unterrichtet.

## Zen im Westen

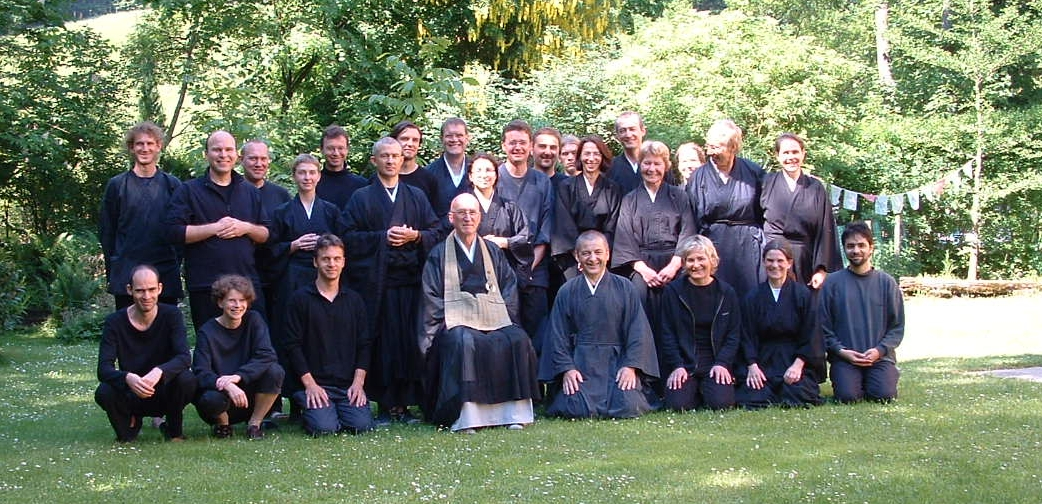
Der österreichische Zenlehrer Genro Koudela mit dem umgelegten Rakusu nach einer Sesshin beim Gruppenbild

### Geschichtlicher Überblick

#### 16. bis 19. Jahrhundert
Bis zum neunzehnten Jahrhundert war in Europa wenig über den Buddhismus bekannt, außer den Kommentaren, die christliche Missionare seit dem sechzehnten Jahrhundert verfasst hatten. In ihren Beschreibungen finden wir die ersten Eindrücke des Buddhismus aus Japan und China. Während diese Beschreibungen eher von Ritualen und Verhaltensweisen handelten, gab es kaum detailliertere Kommentare zu Lehrfragen oder Meditationspraktiken. Die Inquisition kontrollierte dieses Gedankengut streng, obwohl der Einfluss der kontemplativen Zen-Praktiken bei prominenten christlichen Persönlichkeiten der Zeit, insbesondere bei Jesuiten, sichtbar war.
Auch wenn es schwierig ist, den genauen Zeitpunkt zu bestimmen, an dem der Westen zum ersten Mal auf Zen als einer eigenständigen Form des Buddhismus aufmerksam wurde, wird der Besuch des japanischen Zen-Meisters Soyen Shaku (1859–1919) und seines Sekretärs Suzuki Daisetsu, die danach die ersten Zen-Zentren im Westen gründeten, in Chicago während des Weltparlaments der Religionen im Jahr 1893 oft als ein Ereignis genannt, das die Bekanntheit des Zen in der westlichen Welt erhöhte.
Das Buch vom Tee (Originaltitel: The Book of Tea) von Kakuzō Okakura wurde 1906 veröffentlicht. Das Buch wurde als „die früheste klare Darstellung des Zen-Buddhismus und seiner Beziehung zu den Künsten in englischer Sprache“ bezeichnet. Okakura argumentierte, dass „Tee mehr ist als eine Idealisierung der Form des Trinkens; er ist eine Religion der Lebenskunst“.
Daisetz Teitaro Suzuki (1870–1966) wurde zu einem wichtigen japanischen Autor von Büchern über den Zen-Buddhismus in moderner Form. Nach Abschluss seiner Zen-Studien 1897 folgte Suzuki dem Ruf von Paul Carus nach Amerika und wurde dessen persönlicher Assistent. In den 1960er Jahren hatte Daisetz Teitaro Suzuki über seinen Schüler Alan Watts (1915–1973) und durch Charlotte Selver (1901–2003) einen Einfluss auf die humanistische Bewegung am Esalen-Institut (Human Potential Movement, Claudio Naranjo). Ebenso lernte Philip Kapleau (1912–2004) zunächst bei Suzuki, legte aber später entschieden mehr Wert auf Zen-Praxis.

#### 20. Jahrhundert

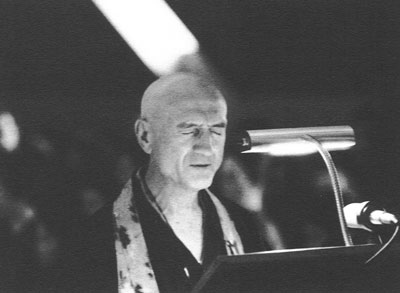
Philip Kapleau bei einem Vortrag

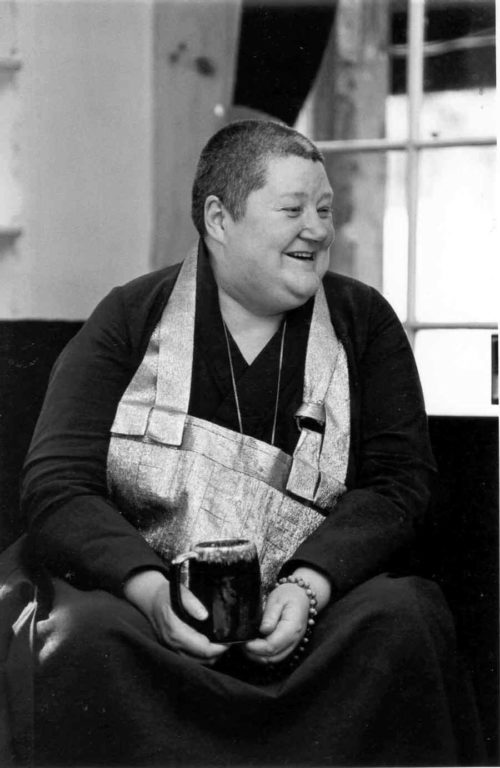
Houn Jiyu-Kennett (1924–1996) war die erste westliche weibliche Soto-Zen-Priesterin

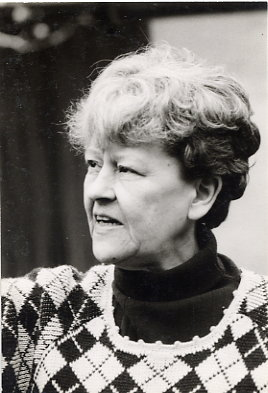
Brigitte D’Ortschy (1921–1990) übersetzte Werke von Philip Kapleau und war die erste deutsche Zen-Meisterin

Im 20. Jahrhundert fing zwar ein reger Austausch zwischen östlichem Zen und dem Westen an. Aber erst in den späten 1950er und frühen 1960er Jahren begann die Zahl der Westler, die nicht zu den Nachkommen asiatischer Einwanderer gehörten und sich ernsthaft für Zen interessierten, ein bedeutendes Ausmaß zu erreichen.
Sowohl in den Vereinigten Staaten als auch in Europa erfährt Zen während dieser Zeit eine große Popularität. Im Gegensatz dazu steht das geringe Interesse, das Zen zur gleichen Zeit in Japan erfuhr. In den Vereinigten Staaten fasste das Sōtō-Zen dank Shunryū Suzuki während der späten 1950er Jahren in Kalifornien Fuß.
1948 veröffentlichte der deutsche Philosoph Eugen Herrigel seinen Bestseller Zen in der Kunst des Bogenschießens, einen Klassiker der westlichen Zen-Literatur mit hohen Auflagen im 20. Jahrhundert; 1953 erschien eine Übersetzung ins Englische und 1956 erschien das Werk sogar auf Japanisch. Viele Intellektuelle im Deutschland der Nachkriegszeit waren nach der Lektüre dieser Schrift „vom Zen fasziniert“. Das Buch prägte, auch über den deutschen Sprachraum hinaus, das populäre Bild von Zen mit.
Der jesuitische Zen- und christliche Exerzitien-Meister Hugo Makibi Enomiya-Lassalle erteilte 1962 in Deutschland zum ersten Mal Exerzitien in Kombination mit Zazen. Im selben Jahr öffnete sich die katholische Kirche, infolge des Zweiten Vatikanischen Konzils, erstmals einem religiösen Pluralismus, der unter anderem auch die Akzeptanz von Zen förderte.
Neben Pater Lassalle, der der Zen-Praxis zum Durchbruch verhalf, sorgte Karlfried Graf Dürckheim durch die Ausbildung von Zen-Lehrern für die Verbreitung von Zen in Deutschland.
Karlfried Graf Dürckheim, zwischen 1939 und 1945 in Japan tätig, hat als Psychologe, Therapeut und Zen-Lehrer die Verbindung von Zen und Kunst gefördert. Ähnliche Brücken zwischen Therapie und Zen regte Maria Hippius Gräfin Dürckheim an. Das Paar gründete 1951 in Todtmoos eine Existentialpsychologische Bildungs- und Begegnungsstätte, in der unter anderem auch Zen praktiziert und gelehrt wurde. Gleichzeitig begann Dürckheim eine rege Publikationstätigkeit zum Thema Zen.
Das japanische Zen hat im Westen die größte Popularität erlangt. Die verschiedenen Bücher über Zen von Reginald Horace Blyth, Alan Watts, Philip Kapleau und Daisetz Teitaro Suzuki, die zwischen 1950 und 1975 veröffentlicht wurden, trugen zu diesem wachsenden Interesse an Zen im Westen bei, ebenso wie das Interesse seitens Beat-Poeten wie Jack Kerouac, Allen Ginsberg und Gary Snyder.
Eine erste Fassung der Geschichte des Zen-Buddhismus wurde 1956 von Heinrich Dumoulin (1905–1995) veröffentlicht. Dieses Werk wurde bald zu einem Referenzwerk, das von Fachleuten in der ganzen Welt beachtet wurde. Seine 1985 erschienene, 2019 (posthum) erweitert veröffentlichte zweibändige Geschichte des Zen-Buddhismus gilt mittlerweile auch als Primärtext für die Rezeption des Zen-Buddhismus im Westen.
1958 spielte die US-amerikanische Literaturzeitschrift Chicago Review eine bedeutende Rolle bei der Einführung des Zen in die amerikanische Literaturgemeinschaft, als sie eine Sonderausgabe über Zen veröffentlichte, in der die bereits erwähnten Beat-Poeten und Werke in Übersetzung vorgestellt wurden. Im gleichen Jahr kam der Japaner Suzuki Shunryū (1905–1971) in die USA nach San Francisco und übernahm die Leitung der dortigen japanischen Sōtō-Gemeinde. Er gründete das erste Zen-Kloster außerhalb Asiens. Ein vielbeachtetes Buch war Zen-Geist – Anfänger-Geist.
Erich Fromm (1900–1980) zitierte Daisetz Teitaro Suzuki 1960 in seinem Buch Psychoanalyse und Zen-Buddhismus. Fromm wollte einer ökonomisierten Welt die Werte von Liebe, Kunst und Mitgefühl entgegensetzen. In seinem Buch Haben oder Sein, in dem Fromm die westliche Gesellschaft analysiert, bemerkt er zum Zen-Buddhismus: „Es ist nicht so, dass der westliche Mensch östliche Systeme wie den Zen-Buddhismus nicht ganz begreifen kann (wie Jung meinte), sondern dass der moderne Mensch den Geist einer Gesellschaft nicht zu fassen vermag, die nicht auf Besitz und Habgier aufgebaut ist. In der Tat ist Meister Eckhart ebenso schwer zu verstehen wie Basho oder Zen, doch Eckhart und der Buddhismus sind in Wirklichkeit nur zwei Dialekte der gleichen Sprache“
Wilhelm Gundert schuf 1960–1973 die bekannteste deutsche Übersetzung eines der anspruchsvollsten Standardwerke des Zen, nämlich des Biyan Lu (Bi-Yän-Lu – Niederschrift von der Smaragdenen Felswand), sein unvollendetes dreibändiges Werk umfasste die Kōans 1–68. Die erste vollständige Originalübertragung ins Deutsche wurde 1999 von Ernst Schwarz veröffentlicht.
1967 kam der Soto Meister Taisen Deshimaru nach Frankreich, gründete 1970 die Gesellschaft Association Zen Internationale (AZI) und 1971 das Pariser Dōjō Pernety das zur Quelle der Verbreitung des Zen in Europa wurde. Die AZI ist heute die größte zen-buddhistische Gruppe in Europa.
Houn Jiyu-Kennett (1924–1996) war die erste westliche weibliche Soto-Zen-Priesterin. Sie wurde 1963 Oshō, d. h. „Priester“ oder „Lehrer“. 1969 kehrte sie in den Westen zurück und gründete 1970 in Kalifornien das Kloster Shasta Abbey.

#### 21. Jahrhundert
In neuerer Zeit ist die Verbreitung des Zen in Japan zurückgegangen, jedoch wächst die Zahl der Anhänger in der westlichen Welt. Es entstanden „in den USA, Deutschland und der Schweiz Zen-Kurse für Führungskräfte aus Wirtschaft und Politik“. Der Religionswissenschaftler Michael von Brück beobachtet: „Zen im Westen ist in einem kreativen Aufbruch begriffen, der vielgestaltig ist und offene organisatorische Konturen erkennen lässt“.
Innerhalb der kaum noch überschaubaren Anzahl von Veröffentlichungen hauptsächlich im englischsprachigen Raum wurde durch Randolph S. Whitfield mit seiner Übersetzung der kompletten Aufzeichnungen von der Übertragung der Leuchte aus der Ära Jingde (景德傳燈錄 / 景德传灯录, Jǐngdé Chuándēng lù) von Shì Dàoyuán (釋道原) eine der wesentlichen historischen Zen-Quellen in einer westlichen Sprache zugänglich gemacht.
Die nordamerikanische Zen Buddhist Association verabschiedete am 8. Oktober 2010 ein Dokument zur Ehrung der weiblichen Überlieferungslinie in der Zen-Tradition. Weibliche Vorfahrinnen, die aus Indien, China und Japan stammen und bis zu 2.500 Jahre zurückreichen, können somit künftig in den Lehrplan, die Rituale und die Ausbildung westlicher Praktizierender einbezogen werden.

### Schulen des Zen im Westen
Zen hat sich im Westen in verschiedenen Schulen verbreitet. Eine wesentliche Herausforderung und Aufgabe der Zenmeister ist es dabei, authentisches Zen in eine Form zu transformieren und weiterzugeben, welche für Menschen, die in westlich geprägten Kulturen sozialisiert wurden, nachvollziehbar und praktisch anwendbar sind.

#### Sōtō
Die Sōtō-Schule verbreitete sich vorwiegend durch Harada Sogaku (1870–1961), Maezumi Taizan (geb. 1931) und Yasutani Hakuun (1885–1973) im Abendland. Philip Kapleau (1912–2004) Schüler von Yasutani Hakuun, US-amerikanischer Autor und Zen-Mönch, gründete 1996 ein Zen-Zentrum in Rochester mit weltweiter Ausstrahlungskraft.

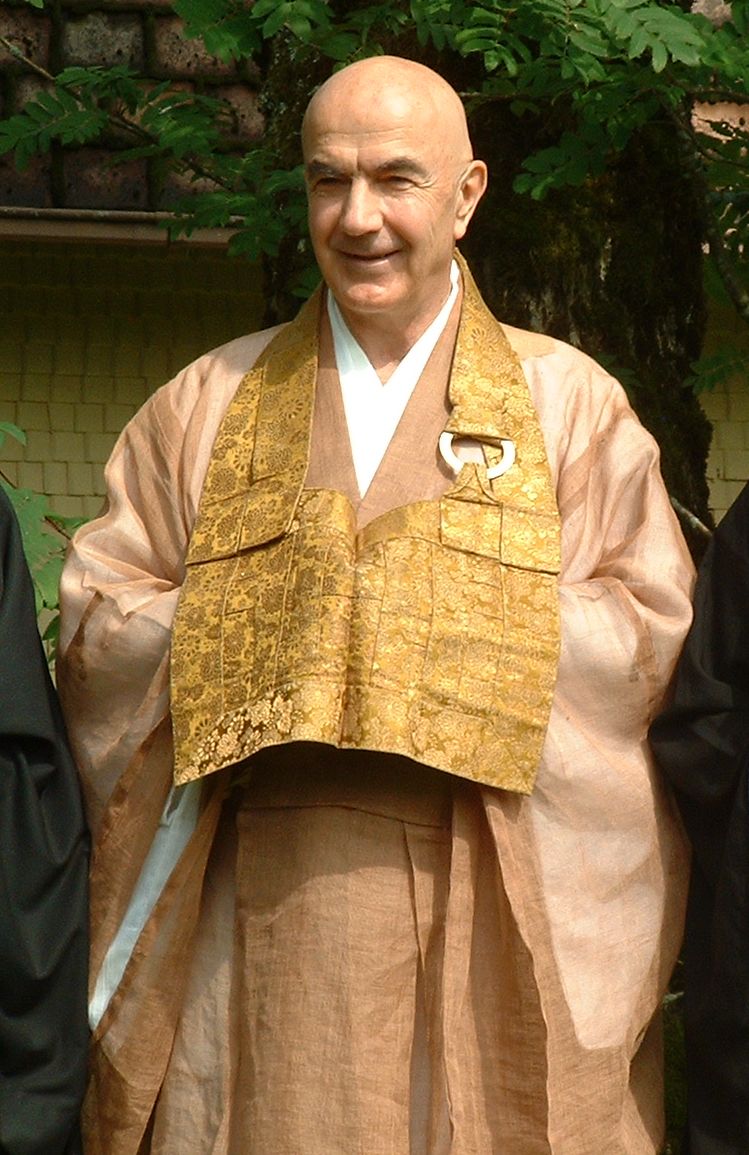
Zentatsu Richard Baker Roshi (Jahrgang 1936) ist ein amerikanischer Zenmeister, der sowohl in Amerika, als auch seit 1983 in einer halbklösterlichen Zen-Einrichtung in Herrischried im Schwarzwald lehrt. So verbreitete er die Sōtō-Schule auch in Deutschland.

Der japanische Zen-Meister Taisen Deshimaru Rōshi (1914–1982), Schüler des Sōtō-Zen-Meisters Kodo Sawaki Roshi, kam 1967 nach Frankreich, wo er bis zu seinem Tod 1982 die Zen-Praxis lehrte. Er hinterließ eine große Schülerschaft, die bis heute wächst und mit verschiedenen Zen-Organisationen in ganz Europa vertreten ist. Deshimaru gründete 1970 die Gesellschaft Association Zen Internationale (AZI). Das 1971 in Paris gegründete Dōjō Pernety wurde zur Quelle der Verbreitung des Zen in Europa. 1974 gründete Deshimaru in der Nähe der Stadt Avallon in der ehemaligen französischen Region Burgund das erste Zen-Kloster. Der erste Zen-Tempel Europas, la Gendronnière, wurde 1980 von Deshimaru und seinen Schülern, im Zentrum Frankreichs (15 km von Blois entfernt), gegründet.
Brigitte D’Ortschy (1921–1990) war die erste deutsche Zen-Meisterin und bekannt unter dem Namen Koun-An Doru Chiko Roshi. Sie gilt als erste westliche Zen-Meisterin mit Schülern aus aller Welt. Ab 1973 hielt sie mit Yamada Koun Roshi die ersten Sesshins in Deutschland und gründete 1975 ihr eigenes Zendo in München-Schwabing, das später nach Grünwald auswich.
Einflussreich war auch Bernard Glassman (1939–2018), ein US-Zenmeister, der einer jüdischen Familie entstammte. Glassman war Initiator und Manager verschiedener Sozialprojekte, u. a. der Zen-Peacemakers, einer Gruppe sozial engagierter Buddhisten.
Ein Vertreter der Sōtō-Schule ist auch der US-Amerikaner und Vietnamveteran Claude AnShin Thomas (* 1947). Er hat ein Gelübde als Bettel- und Wandermönch abgelegt und lehrt überall dort, wohin er in der Welt eingeladen wird. Er ist der Gründer der Zaltho Foundation in den USA, einer gemeinnützigen Organisation, die sich insbesondere der Versöhnungsarbeit mit Opfern von Krieg und Gewalt widmet. Schwesterorganisation ist die Zaltho Sangha Deutschland. Claude AnShin Thomas studierte mehrere Jahre bei Thích Nhất Hạnh und wurde im Jahre 1995 von Bernard Tetsugen Glassman Roshi zum buddhistischen Mönch und Priester in der japanischen Sōtō-Zen-Tradition ordiniert.
Die große Mehrheit der nordamerikanischen Sōtō-Priester schloss sich 1996 zur Soto Zen Buddhist Association zusammen. Obwohl die Soto Zen Buddhist Association institutionell unabhängig von der japanischen Sōtō-Schule ist, arbeitet sie eng mit ihr zusammen.
Die Sōtō-Schule hat in den letzten Jahren auch im Ausland praktizierende, nicht-japanische Mönche und Nonnen mit einer „Lehrerlaubnis für den westlichen Weg“ ausgestattet (Dendokyoshi). Sie trägt mit dieser Ausbildung der Tatsache Rechnung, dass Zen-Praxis im Westen notwendigerweise anders organisiert ist als in Japan, wo „Zen-Mönch sein“ ein Hauptberuf ist (auch mit Familie), wohingegen in Europa Mönche und Nonnen in den meisten Fällen einen normalen Beruf, soziales Leben, Familie und Zen-Praxis koordinieren müssen und jahrzehntelange Erfahrung in Zen-Praxis außerhalb Japans erlangt haben. Die Sōtō-Zen Schule wird in Deutschland aktuell vertreten u. a. durch Fumon Shōju Nakagawa Roshi und Rev. Ludger Tenryu Tenbreul (* 1956). Der Sōtō-Zen Dachverband, das Sōtō-Zen Buddhism Europe Office, wird von Rev. Genshu Imamura geleitet und hat seinen Sitz in Mailand.

#### Rinzai

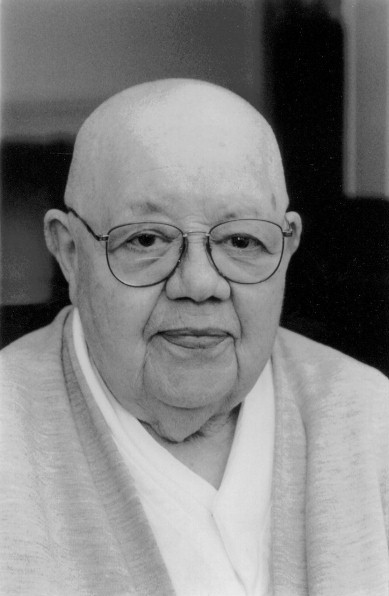
Myokyo-ni (Irmgard Schlögel) Gründerin des Zen Centre in London

Senzaki Nyogen (1876–1958) war ein japanischer Rinzai-Zen-Meister, der als eine der Schlüsselfiguren in der Übertragung des Zen-Buddhismus in den Westen gilt. Senzaki übersiedelte 1905 in die USA. Er übersetzte im Laufe seines Lebens zahlreiche Texte der Überlieferung des Zen-Buddhismus ins Englische und erläuterte diese.
Der japanische Zen-Meister Kyozan Joshu Sasaki (1907–2014) lehrte seit 1962 Zen in den USA. Seit 1979 kam er regelmäßig nach Österreich, um dort Vorträge zu halten und Sesshins durchzuführen. Sein Wirken und das seiner Schüler, allen voran die Aufbauarbeit von Genro Seiun Osho (1924–2010) in Wien und Süddeutschland, trugen wesentlich zur Etablierung der Rinzai-Zen Schule im deutschen Sprachraum bei.
Die Österreicherin Irmgard Schlögl (1921–2007) ging 1960 nach Japan, um als eine der ersten westlichen Frauen dort authentisches Zen kennenzulernen. 1984 wurde sie schließlich mit dem Namen Myokyo-ni zur Zen-Nonne geweiht. Sie gründete schon 1979 das Zen Centre in London und wirkte fortan sowohl als Übersetzerin wichtiger Zen-Schriften als auch als Zen-Lehrerin. Ein ähnlicher Weg auch bei Gerta Ital (1904–1988) aus Deutschland: Als erster westlicher Frau wurde es ihr 1963 erlaubt, in einem japanischen Zen-Kloster sieben Monate lang gleichwertig mit den Mönchen zu leben und zu meditieren. Literarischer Ertrag dieser Zeit wurde ihr Buch Der Meister die Mönche und ich, eine Frau im Zen-Buddhistischen Kloster mit Eindrücken, die das Bild vom japanischen Zen im Westen prägen sollten. Weitere Publikationen zum Zen von ihr, verbunden mit engagierter Lehrtätigkeit, folgten.
Ein Standbein des Rinzai-Zen im 21. Jahrhundert ist das durch den japanischen Zen-Meister Hozumi Gensho (* 1937) Roshi betreute und vom deutschen Zen-Meister Dorin Genpo Zenji (* 1955) geleitete Zen-Zentrum Bodaisan Shoboji in Dinkelscherben, das seit Herbst 2008 offiziell als Zweigtempel des Myōshin-ji, ein Tempel der großen Rinzai-Traditionen in Japan, gilt. Dorin Genpo Zenji betreute bis 2017 darüber hinaus auch die Hakuin-Zen-Gemeinschaft Deutschland e. V.
Shōdō Harada Roshi (* 1940) ist Zen-Meister seit 1982 im Kloster Sōgen-ji in Okayama, wo er hauptsächlich ausländische Schüler unterrichtet. Er hat verschiedene Zentren (One Drop Zendo) in Europa, Indien und in den USA aufgebaut.

#### Schulübergreifende Ansätze (Sanbo Kyodan)

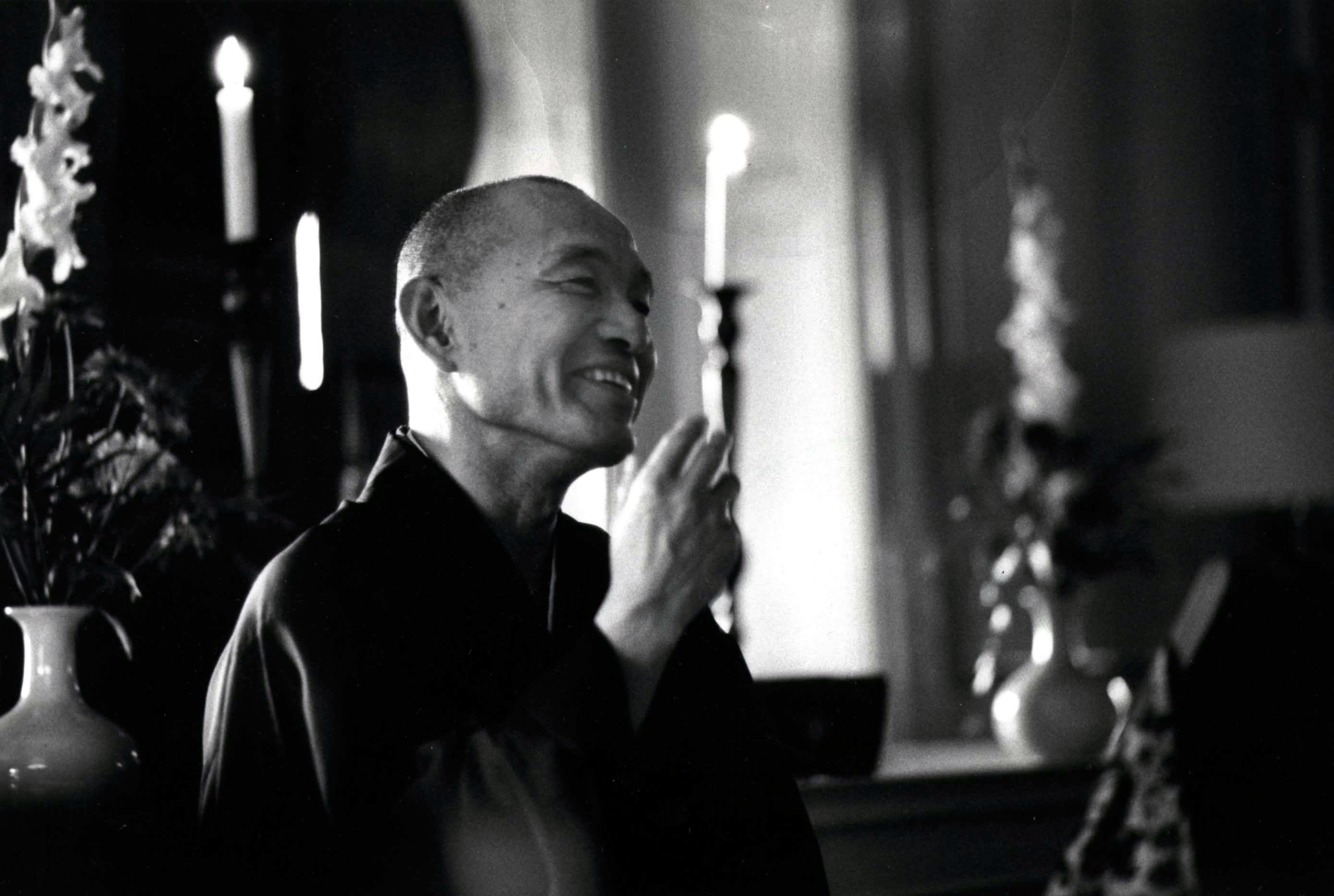
Taizan Maezumi

Sanbō (三宝), das wörtlich „drei Schätze“ bedeutet, verweist auf die drei Hauptprinzipien des Buddhismus: Buddha, Dharma, Sangha. Kyōdan (教団) ist der japanische Begriff für eine religiöse Organisation oder religiöse Gemeinschaft.
Die Sanbō Kyōdan (三宝教団), in der Sōtō und Rinzai vereint sind, ist auch für das westliche Sōtō-Zen von zentraler Bedeutung. Zu ihrer Linie, die mit Hakuun Yasutani beginnt, gehört Taizan Maezumi, der verschiedenen amerikanischen Schülern, darunter Tetsugen Bernard Glassman (1939–2018), Dennis Genpo Merzel, Charlotte Joko Beck (1917–2011) und John Daido Loori, den Dharma übertragen hat.
Der erste Abt der Sanbôzen-Linie, Yasutani Roshi (1885–1973), unterrichtete Zen-Übende außerhalb des monastischen Zen sowohl in Japan als auch ab 1962 in Europa und den USA. Im Jahre 1970 übertrug er die Führung der Organisation an Yamada Kôun (1907–1989).
Dieser setzte die Öffnung des ursprünglich monastischen Zen fort. Auch führte Yamada Kôun das Sanbô-Kyôdan-Projekt fort. Soto-Zen und Rinzai-Zen, die in Japan bis heute als strikt getrennte Traditionen nebeneinander existieren, hat er in seinem Zen-Training kombiniert. So konnten die Lernenden selbst herausfinden, welchem Zen-Weg sie letztendlich folgen wollten.
In Europa war das Sanbo Kyodan durch Hugo Enomiya-Lassalle und durch Schüler von Dennis Genpo Merzel einflussreich, insbesondere in den Niederlanden. Sanbo Kyodan war auch mit der Soen Nakagawa-Eido Tai Shimano Linie verbunden, da Soen eine persönliche Vorliebe für die Unterrichtspraktiken von Harada Roshi hatte, der der Lehrer von Hakuun Yasutani war.
Während die Rolle von Sanbo Kyodan in Japan begrenzt war, hatte die Vereinigung der Drei Juwelen einen deutlichen Einfluss auf die Vorstellungen des Zen im Westen und insbesondere in den Vereinigten Staaten. Dieser Einfluss ist weitaus größer als die relativ marginale Stellung, die der Sanbō Kyōdan in Japan einnimmt.

#### Koreanische, chinesische und vietnamesische Tradition

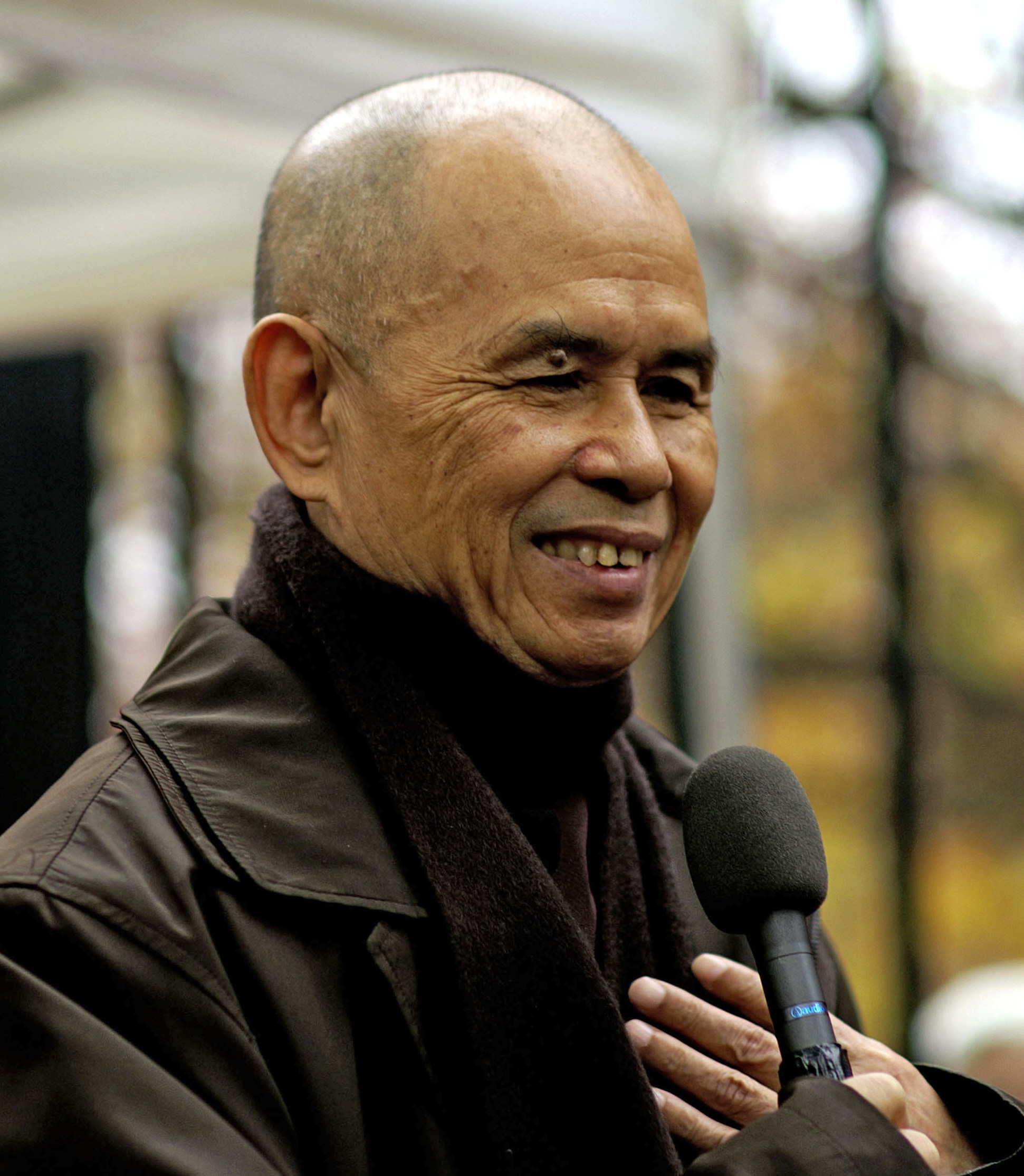
Thích Nhất Hạnh (2006)

Im Westen konzentriert sich Zen nicht nur auf seine japanische Ausprägung. Die chinesischen (Chán), koreanischen (Seon) und vietnamesischen (Thiền) Traditionen haben dort ebenfalls wichtige Repräsentanten, Anhänger und lebendige Praxis-Gruppen gefunden:
Die Kwan-Um-Zen-Schule ist eine Zen-Gemeinschaft, die in koreanischer Tradition steht und 1970 in den USA vom Zen-Meister Seung Sahn (1927–2004) gegründet wurde. Die Schule unterhält heute knapp hundert Zentren auf der ganzen Welt, mit Schwerpunkten in den USA, Europa und Asien. Der europäische Haupttempel wurde 1997 in Paris begründet und liegt seit 2008 in Berlin.
Ein wichtiger zeitgenössischer Dharma-Lehrer war der Vietnamese Thích Nhất Hạnh (1926–2022), der Zen (Mahayana) mit Elementen des Theravada-Buddhismus (Vipassana) verknüpfte. Er war „interreligiös ausgerichtet und propagiert ein gewaltfreies Leben in Achtsamkeit, ökologischer Bewußtheit und sozialem Engagement“.

### Formen der Rezeption im Westen

#### „Bindestrich-Zen“ und Instrumentalisierung
Unter den kulturellen Einflüssen in den USA und in Europa wird Zen anders als in Japan praktiziert und kann dadurch eine neue z. B. instrumentalisierte Bedeutung erlangen. In solchen Veränderungen sieht Stephan Schuhmacher die Gefahr eines Verfalls von Zen im Westen: „Die noch junge Geschichte des Zen im Westen ist von Guru-Rummel, kommerziellen Interessen, Sektenstreit und manchen Skandalen und Skandälchen überschattet. … Diese Keime des Verfalls finden im Westen ein besonders förderliches Klima“.
Der Westen rezipiert Zen, „[diese] sich im Wesentlichen jeder Verdinglichung entziehenden Tradition“, mit einer „Tendenz zur Instrumentalisierung“. Zen wird „als bloße Methode missverstanden und als ein Mittel zum Zweck missbraucht“.
Die Verzweckung von Zen hat im Westen dabei mehrere Dimensionen:
- therapeutisch: Zen als Allheilmittel gegen Neurosen und Depressionen. Zen wird dann „zu einer Art von geistigem Valium“[78]
- leistungssteigernd: Zen hat konzentrative Energie, die Höchstleistung ermöglicht
- attraktivitätssteigernd: christliche Kirchen als alte Institutionen erregen wieder neu Aufmerksamkeit für sich durch das Angebot östlicher Meditationswege und die damit verbundene Exotik.

Zen als solches scheint dem Westen also nicht zu genügen. Zen wird im Westen – nach Beobachtung von Koun-An Doru Chiko – geprägt von mancherlei Sekundärzielen. Zen verliert so seinen Eigencharakter und wird auf diesem Wege zum Dies-und-Das-Zen, zum Bindestrich-Zen. Beispiele dafür sind:
- Business-Zen
- Therapie-Zen
- Wellness-Zen
- Street-Zen
- Ökologie-Zen.

Besorgt stellt Stephan Schuhmacher deshalb fest: Zen-Zentren des Westens mit ihren Programmen verkommen oft zu einem „spirituellen Club Mediterrané“, und fragt: „Wo bleibt das Zen der Patriarchen?“ Mit dem „Zen der Patriarchen“ ist hier ein Zen gemeint, das die „Essenz“, den Geist der Gründerväter bewahrt, ohne ihn durch Sekundärziele sowie persönliche oder institutionelle Interessen zu verwässern und eine Art von „Zen light“ zu produzieren, dem es an der tiefgreifenden transformierenden Kraft des Zen der Patriarchen mangelt.

#### Nacktes, von Buddhismus und äußeren Formen befreites Zen

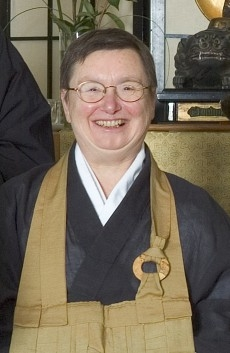
Das Rakusu (hier mit Holzring) war eines der ersten Zen-Symbole, von denen sich Toni Packer auf ihrem Weg der Transformation des Zens in den Westen bewusst entledigt hat.

Willigis Jäger (1925–2020) stellte ein Zen, das den religiösen, kulturellen, rituellen Überbau der monastischen ostasiatischen Zen-Schulen in den Westen überträgt, in Frage. Nicht die Rückkehr zum Osten, sondern die konsequente Hinwendung zum Westen in Form von beherzter Inkulturation sah Jäger als Notwendigkeit und als einzig gangbaren Weg:
„Nur das nackte Zen hat im Westen eine Chance. Der Buddhismus dürfte als Religion im Westen kaum an Boden gewinnen, wohl aber Zen. Zen wird sich inkulturieren müssen.“
Das bedeutete aber für Jäger die bewusste Abwendung von den monastischen Formen des östlichen Zen und die Hinwendung zu einem westlichen Laien-Zen: „Vieles, was sich im Osten in den Zen-Klöstern als monastische Form entwickelt hat, wird wegfallen. Es kommt zu einem ‚Laien-Zen‘. … Rituale, Kleidung, Klanginstrumente, die im Laufe der Geschichte in Klöstern eingesetzt wurden, spielen eine wichtige Rolle und verdecken oft das Wesentliche. Buddhistische Mönchsgewänder, der Stil eines Sesshin, Räucherstäbchen etc. werden in manchen Gruppierungen für sehr wichtig gehalten. Der Hang zu äußeren Formen ist aber eine Anfängerkrankheit. Das nackte Zen ist ein unwandelbarer Strom, der im Westen seine äußere Struktur verändern wird, wie es sich in China verändert hat, als es dem Taoismus begegnete. Sein Wesen wird sich nicht verfälschen lassen.“
Toni Packer (1927–2013), eine Schülerin von Philip Kapleau und Gründerin des Springwater-Zentrums (bei Rochester), erreichte im Anschluss an Jiddu Krishnamurti (1895–1986) eine Lösung von den strengen Vorgaben des Zen hin zu einer Praxis des je eigenen Gewahrwerdens, ohne ein prägendes Lehrer-Schüler-Verhältnis zu tradieren. Packers Meditationswochen wurden beschrieben als ritualfreien Zen; und sie selbst als „… eine Zen-Lehrerin minus Zen und minus Lehrerin“. Aber auch nach dem Fallenlassen aller Rituale empfand sie die Praxis des Zazen als hilfreich. Das Haus der Stille bei Hamburg griff diese Form und Praxis auf.

#### Zen und Christentum

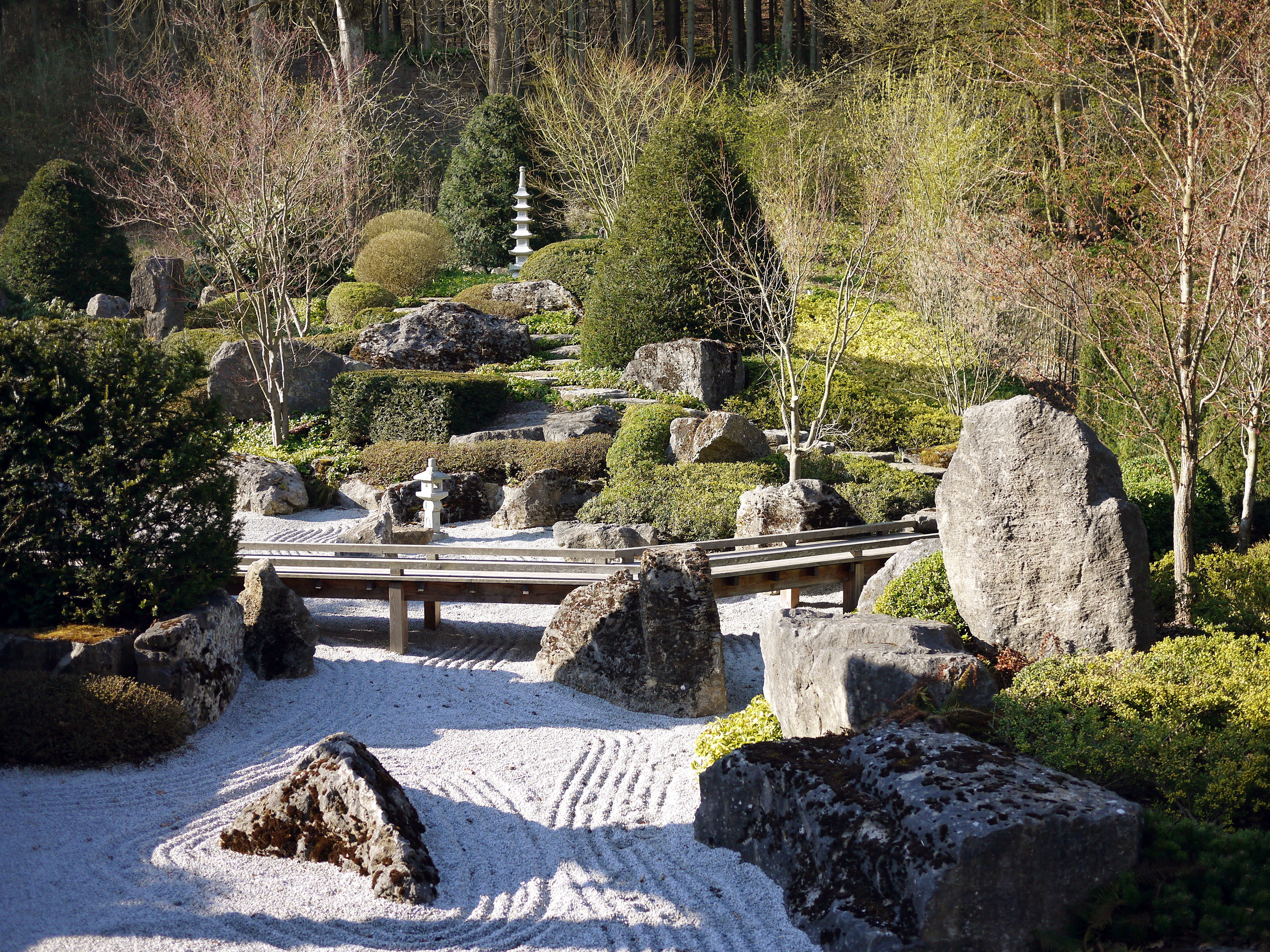
Zengarten im Kloster Holzkirchen, sichtbares Zeichen dafür, dass Zen sich auch im Westen etabliert hat.

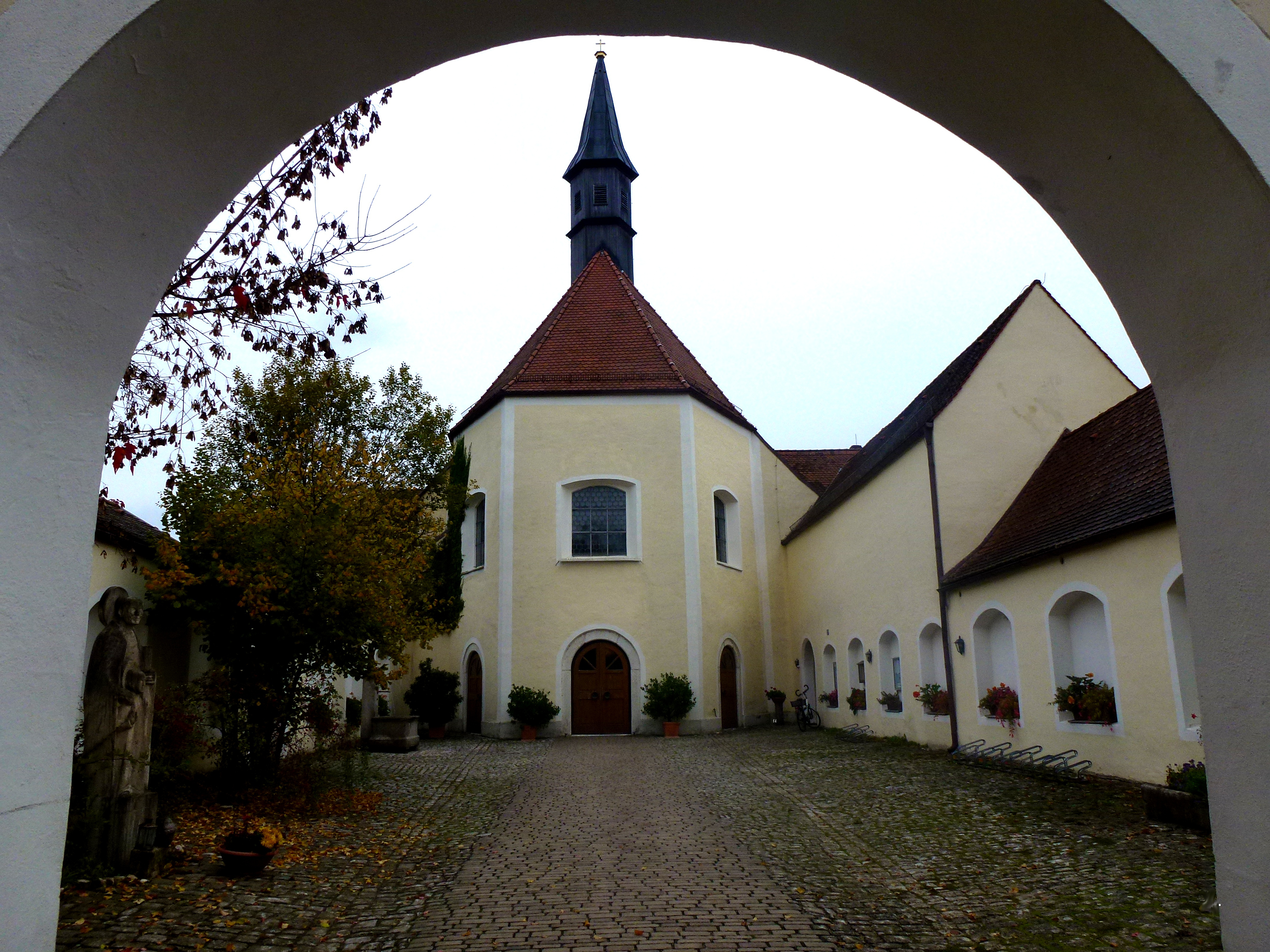
Das Kloster Dietfurt wurde ab 1977 von Pater Hugo Makibi Enomiya-Lassalle für Zenmeditation genutzt und gilt inzwischen als ältestes christliches Zenkloster in Deutschland

Der Beschluss des Zweiten Vatikanischen Konzils, dass die Römisch-katholische Kirche das Gespräch mit anderen Religionen fördern sollte, hat ihr Verhältnis zu anderen Religionen grundlegend verändert. Seit dem Beginn des durch das Konzil begonnenen interreligiösen Austauschprogrammes (1979) besuchen buddhistische Mönche regelmäßig katholische Klöster in Europa; im Gegenzug reisen katholische Mönche nach Asien. Begünstigt durch den interreligiösen Dialog und einem dem Zen-Buddhismus fehlenden Dogmatismus gibt es gute Verbindungen des Zen zur katholischen Kirche. Vermittler als Ordensleute, Priester, Professoren und Theologen sind u. a.:
- Hugo Makibi Enomiya-Lassalle (1898–1990), SJ
- Willigis Jäger (1925–2020), Benediktiner, katholischer Priester und Zen-Meister (Ko’un Rōshi)
- Josef Sudbrack (1925–2010), Jesuit, Theologe und Mystikforscher
- David Steindl-Rast (* 1926), Benediktiner und Psychologe
- Johannes Kopp (1927–2016), Pallottiner und Zen-Meister (Ho-un-Ken Roshi)
- Peter Lengsfeld (1930–2009), Theologe, Universitätsprofessor und Zen-Lehrer (Chô-un-Ken Roshi)
- Willi Massa (1931–2001), Theologe, Hochschullehrer, Homiletiker und Zen-Meditationslehrer
- Ama Samy (* 1936), Jesuit, katholischer Priester und Zen-Meister (Genun-ken Roshi)
- Niklaus Brantschen (* 1937), Jesuit, Zen-Meister und Mitgründer des Lassalle-Instituts innerhalb des Lassalle-Hauses
- Pia Gyger (1940–2014), Heilpädagogin, Psychologin, Kontemplationslehrerin, Zen-Meisterin und Mitgründerin des Lassalle-Instituts innerhalb des Lassalle-Hauses
- Jakobus Kaffanke (* 1949), Benediktiner, Theologe, Moderator, Autor und Herausgeber
- Stefan Bauberger (* 1960), Jesuit, Physiker, Philosoph, katholischer Priester und Zen-Meister

Aber auch die Verbindung von evangelischer Theologie und Zen ist seit der Jahrtausendwende zu beobachten. Dafür steht u. a.:
- Michael von Brück (* 1949) als Hochschullehrer, Pfarrer, Religionswissenschaftler
- Doris Zölls (* 1954), mit dem Zen-Namen Myô-en An, Pfarrerin und Zen-Meisterin der Zenlinie Leere Wolke

Hintergrund dieser Begegnung war die Erkenntnis, die Hans Waldenfels 1979 so formulierte: „Zenbuddhismus und Christentum stehen sich religionsgeschichtlich gesehen als zwei Weisen der Verwirklichung einer gemeinsamen religiösen Grunderfahrung gegenüber.“ Für Hans Küng stand Zen „ganz wesentlich unter dem großen Programmwort der Freiheit: Freiheit von sich selbst in Selbstvergessenheit. Freiheit von jedem körperlichen und geistigen Zwang, von jeder Instanz, die sich zwischen den Menschen und seine unmittelbare Erfahrung und Erleuchtung stellen will. Freiheit auch von Buddha, von den heiligen Schriften, Freiheit in letzter Konsequenz auch vom Zen, das Weg, nicht Ziel ist und bleibt. Nur in voller innerer Freiheit kann der Mensch zur Erleuchtung kommen“. Von daher war es für den christlichen Theologen Hans Küng in der Konsequenz keine Überraschung, „wenn auch Christen, die sich von kirchlicher Dogmatik, starren Regeln und geistiger Dressur bis ins Gebetsleben hinein reglementiert vorkommen, solch inhaltsfreies Denken, solche objektlose Meditation, solche beglückend erfahrene Leere als wahre Befreiung empfinden. Hier finden sie innere Ruhe, größere Gelassenheit, besseres Selbstverständnis, feinere Sensibilität für die ganze Wirklichkeit“.
In den christlichen Kirchen gibt es also Strömungen, das Fremde am Zen interpretatorisch aufzuheben, so dass sich sogenanntes „christliches Zen“ entwickelte. Eine Alternative dazu sieht Ursula Baatz darin, die Begegnung von Christentum und Zen-Buddhismus nicht als „Vereinigung“ spiritueller Wege zu verstehen, die letztlich auf dasselbe hinauslaufen, sondern als Begegnung und Beziehung, bei der sich beides gegenseitig befruchtet und jedes sich damit auch verändert, ohne aber „eins“ zu werden. „Religiöse Zweisprachigkeit“ nennt Baatz das im Rückgriff auf Denkschulen, die unter anderem durch die Begegnung von Zen und Christentum im interkulturellen Kontext entstanden sind. Dann lässt sich nicht mehr von „christlichem Zen“ sprechen, wohl aber davon, dass ein Christ oder eine Christin Zen praktiziert und damit zusätzliche Erfahrungen in einer anderen religiösen Praxis sammelt.
Vertreter aus dem Dialog zwischen Christentum und Zen (Auswahl)

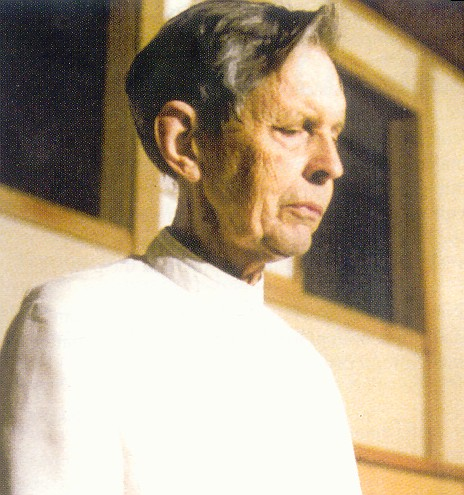
Hugo Makibi Enomiya-Lassalle, deutsch-japanischer Jesuit und Zen-Meister
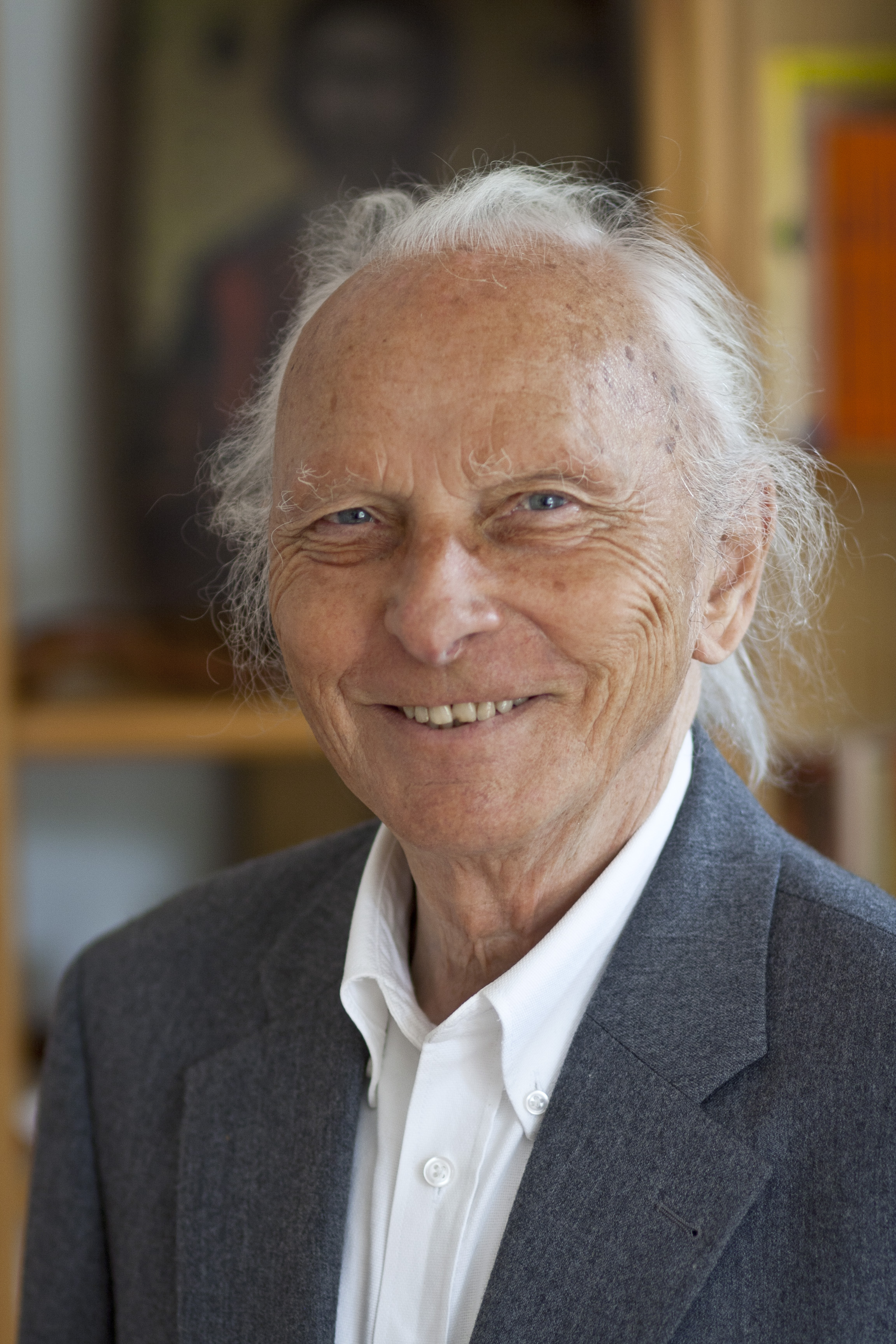
Willigis Jäger, deutscher Benediktinermönch und Zen-Meister
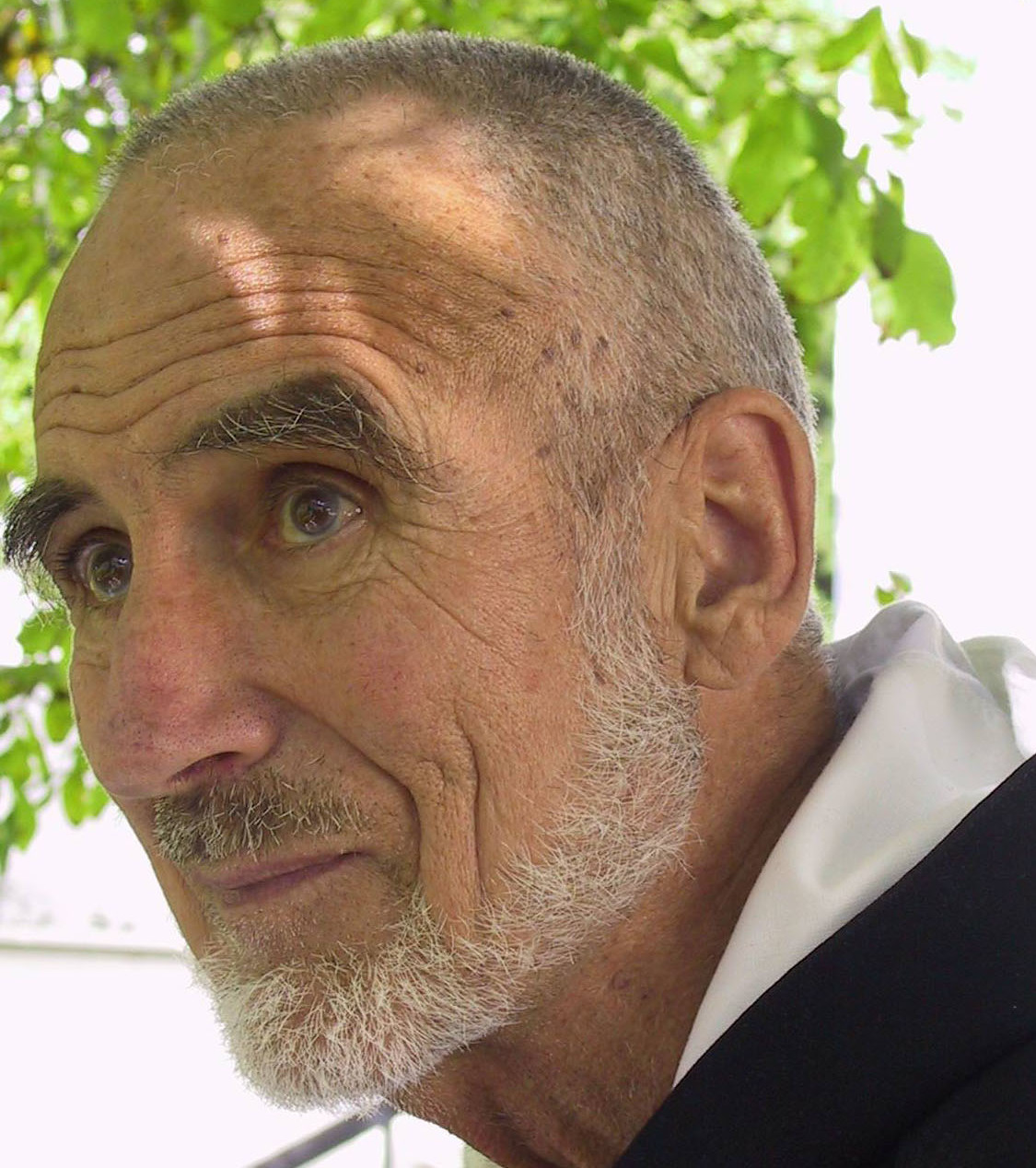
David Steindl-Rast, österreichisch-US-amerikanischer Benediktinermönch, Eremit und spiritueller Lehrer
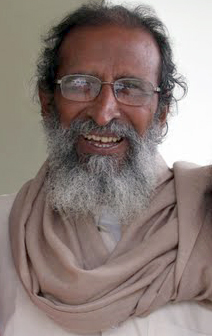
Ama Samy, burmesischer Zen-Meister und christlicher Priester
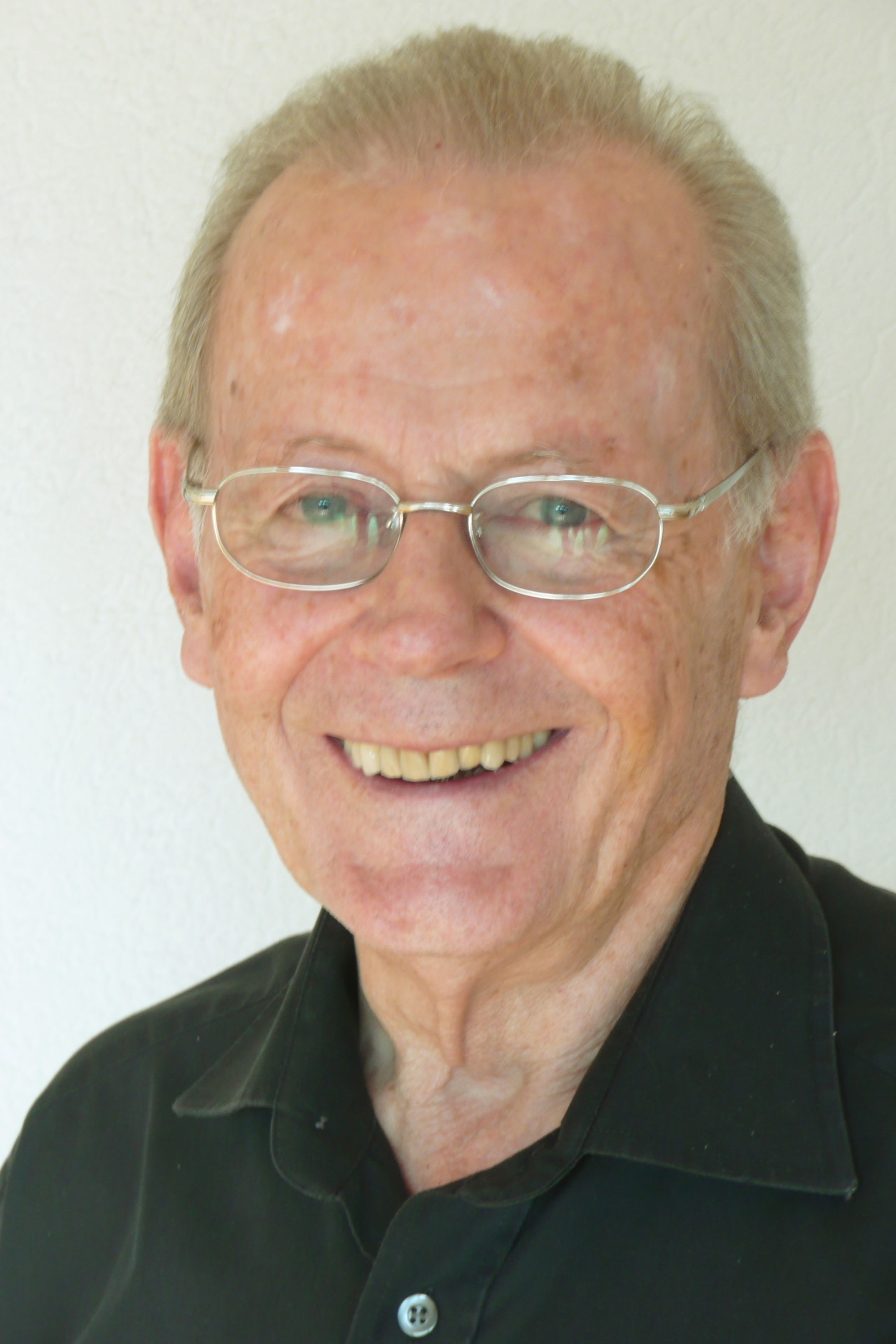
Niklaus Brantschen, Schweizer Jesuit und Zen-Meister
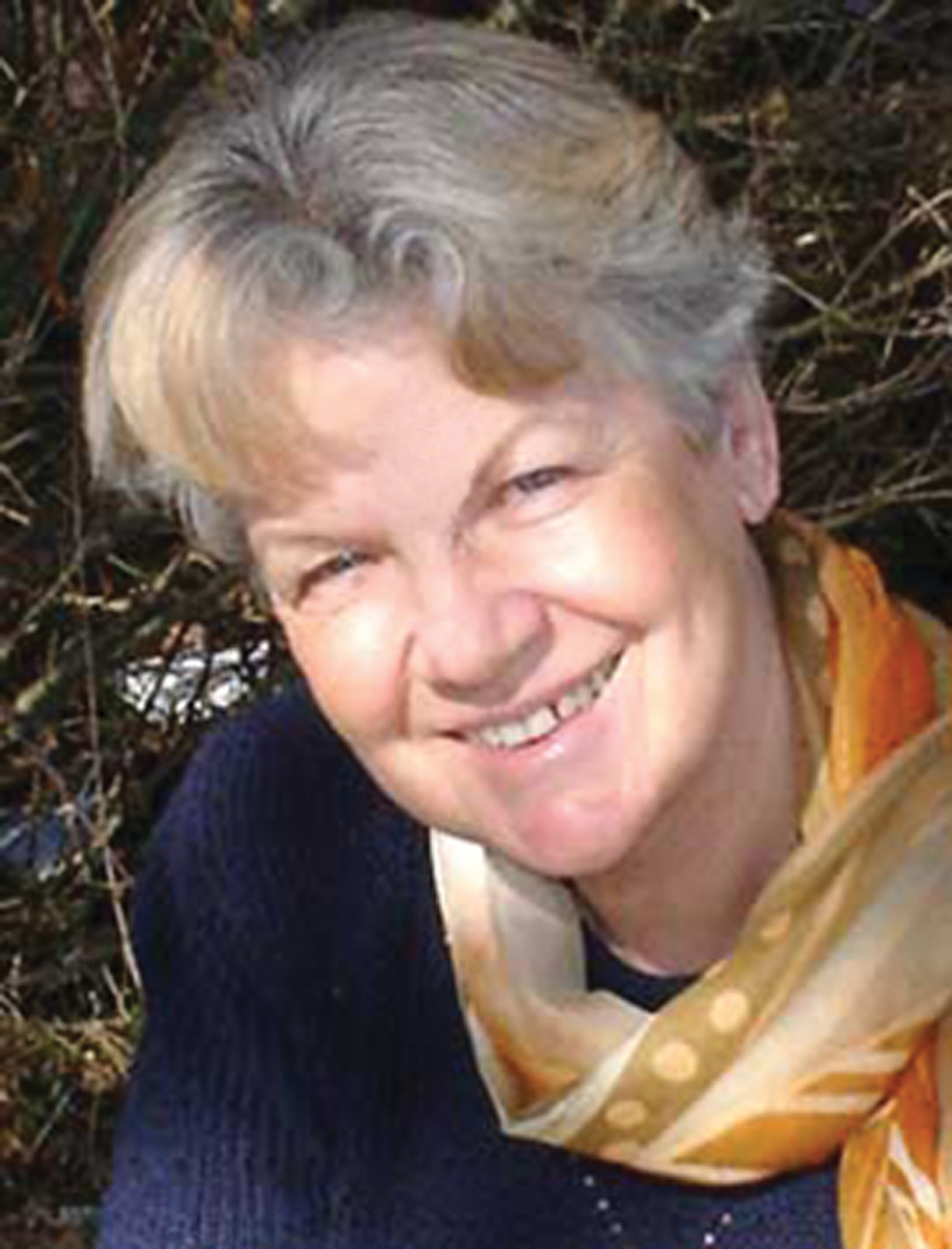
Pia Gyger, schweizerische Heilpädagogin, Psychologin, Kontemplationslehrerin und Zen-Meisterin
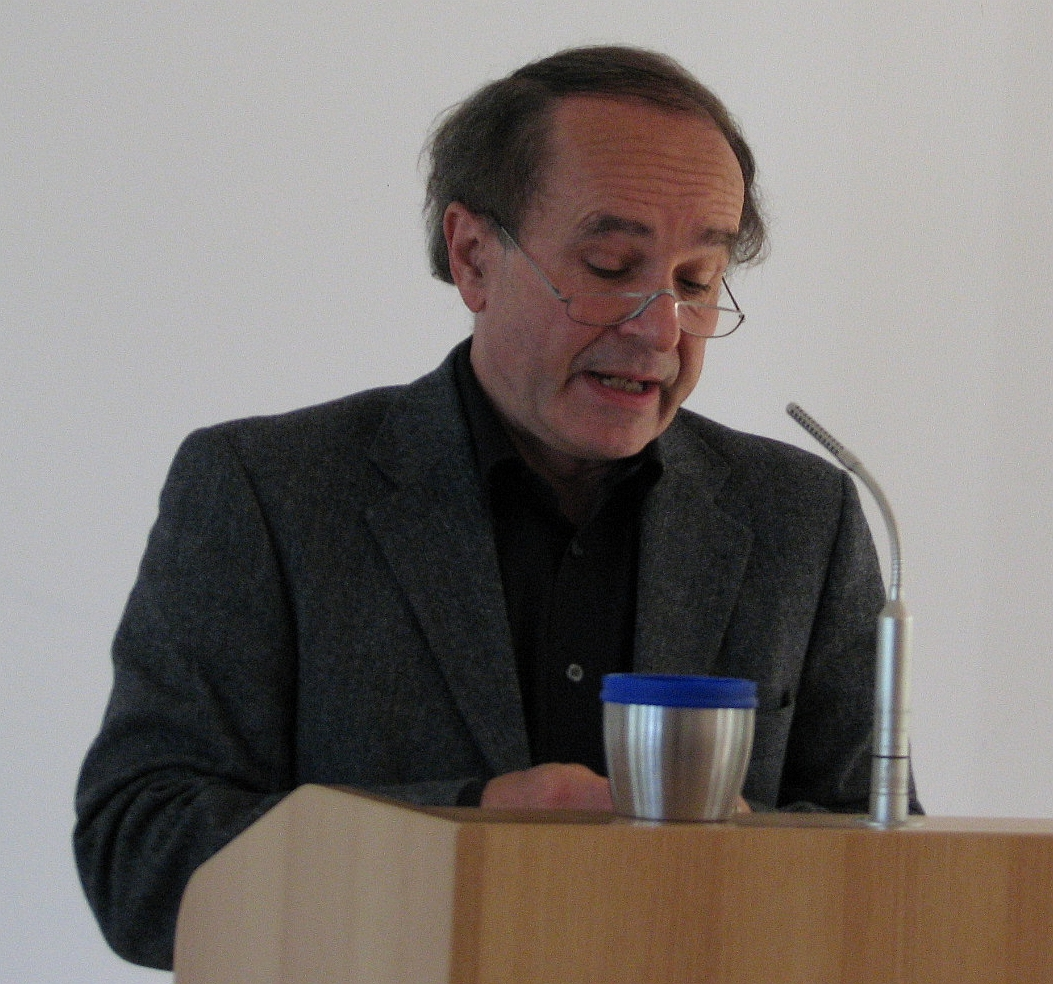
Michael von Brück, deutscher evangelischer Theologe, Zen- und Yoga-Lehrer
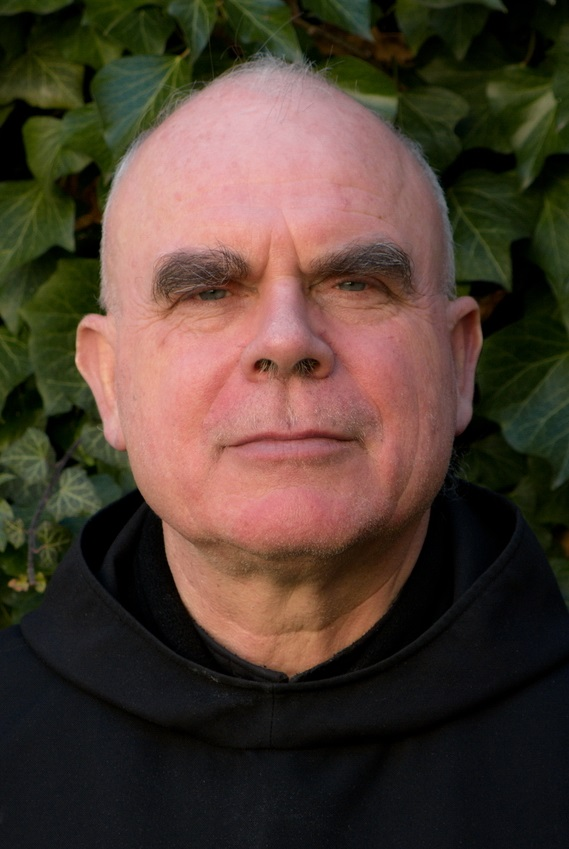
Jakobus Kaffanke, deutscher Benediktinerbruder, Eremit, Moderator, Autor, Herausgeber und Zen-Meditationsleiter.

#### Zen und abendländische Philosophie

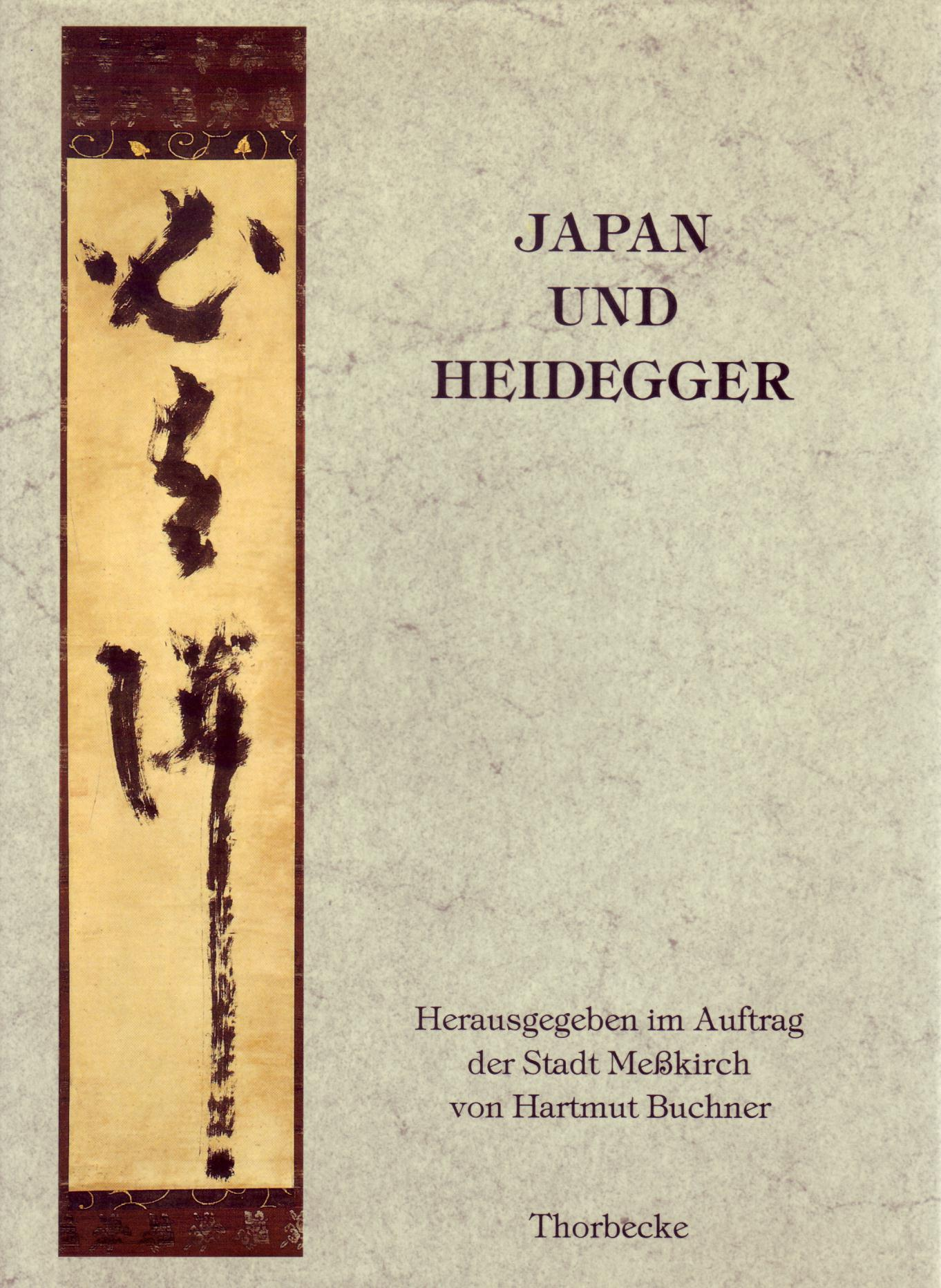
Martin Heidegger trat als abendländischer Philosoph im 20. Jahrhundert schon früh in einen Dialog mit japanischen Denkern und kam so auch in Berührung mit Zen

Zu sehr nachhaltigen Begegnungen zwischen Zen und der abendländischen Philosophie kam es zu Beginn des 20. Jahrhunderts, als erste Studierende aus Japan an europäischen Hochschulen deren philosophische Fakultäten aufsuchten.
Eine deutlich ältere, allerdings nur indirekte Spur führt ins Mittelalter. Obwohl zwischen Vertretern des asiatischen Zen und Meister Eckhart im 13. und 14. Jahrhundert keine direkte Begegnung überliefert ist, konnten viele Parallelen im 20. Jahrhundert zwischen ihm und dem Zen herausgearbeitet werden.
Auch der Graeco-Buddhismus in der Antike legte wahrscheinlich schon allererste philosophische Brücken an.

##### Meister Eckhart
Meister Eckhart (* um 1260–1328) war ein einflussreicher katholischer Theologe und Philosoph des Spätmittelalters. Sein Hauptanliegen war, wie beim Zen, die Verbreitung von Grundsätzen für eine konsequent spirituelle Lebenspraxis im Alltag. Bezüglich Meister Eckhart werden oft Vergleiche seiner Lehre mit fernöstlichen Traditionen angestellt und insbesondere Übereinstimmungen mit dem Zen-Buddhismus herausgearbeitet. Zu den Autoren, die sich mit dieser Thematik auseinandergesetzt haben, zählen der Religionswissenschaftler Rudolf Otto (1869–1937), Heinrich Dumoulin, Karlfried Graf Dürckheim, Hugo M. Enomiya-Lassalle, Daisetz Teitaro Suzuki, der schweizerische Germanist, Philosoph und Mystikforscher Alois M. Haas (1934–2025), die schweizerische Literaturwissenschaftlerin Hildegard Elisabeth Keller (* 1960) und der japanische Philosoph Shizuteru Ueda (1926–2019). Ueda war Repräsentant der dritten Generation der Kyōto-Schule.
Karlfried Graf Dürckheim, der stark vom Zen-Buddhismus beeinflusst wurde, bekräftigt, dass er einem christlich-mystischen Ansatz nahe bleibt, der dem von Meister Eckhart ähnelt, den er als seine Referenz betrachtet. Er hebt die Ähnlichkeit der Erfahrungen dieser Spiritualitäten hervor: „Was mich an Zen interessiert hat, ist nicht der buddhistische Inhalt, sondern das universelle Prinzip, das dieser besondere Inhalt offenbart. Warum Zen und nicht ein anderer Zweig am Baum des Buddhismus? Weil die Philosophie des Zen zweifellos diejenige ist, die die menschliche Grundlage eines religiösen Lebens am direktesten berührt, und auch weil Zen einen Weg vorschlägt, der der Realität des Abendländers nahe kommt. Wenn ich mich am Zen festhalten konnte, so ist dies sehr wahrscheinlich auf meine Verbundenheit mit Meister Eckhart zurückzuführen“.

##### Graeco-Buddhismus
Der Graeco-Buddhismus ist das Ergebnis eines kulturellen Synkretismus zwischen der klassischen griechischen Kultur und dem Buddhismus, der sich über einen Zeitraum von 800 Jahren in dem Landstrich, der heute Afghanistan und Pakistan umfasst, entwickelte. Die griechische Philosophie des Westens beeinflusste dabei die Entwicklung des Mahayana-Buddhismus, der sich ab dem 5. Jahrhundert in das Kaiserreich China, nach Korea und Japan verbreitete, wo er bis hin zum Zen großen Einfluss auf Kunst und Kultur ausübte.

##### Die Kyōto-Schule
Zu nennen sind vor allem Vertreter der Kyōto-Schule, einer zu Beginn des 20. Jahrhunderts in Kyōto entstandenen Schulrichtung der Philosophie in Japan. In ihrem Bestreben, dem Konzept des Absoluten Nichts (zettai-mu, 絶対無) philosophischen Ausdruck zu verleihen, kann die Kyōto-Schule auf die im Mahayana-Buddhismus entwickelte Vorstellung des Shunyata (Leere, Leerheit, japanisch 空, kū) und auf den besonders für den Daoismus und den Zen-Buddhismus charakteristischen Begriff Wu (無, mu) zurückgreifen.

##### Martin Heidegger
Bereits in den zwanziger Jahren nahmen viele später bedeutende japanische Philosophen, die man zum Teil hernach der Kyōto-Schule zurechnete, an den Seminaren und Vorlesungen Martin Heideggers (1889–1976) teil, so zum Beispiel Tanabe Hajime, Watsuji Tetsurō und Nishitani Keiji. Dies führte für beide Seiten zu einem breiten Dialog und brachte auch Heidegger in Bekanntschaft mit Grundlinien des Zen. Indem Heidegger in seiner Philosophie „den Tod und das Nichts in einen unmittelbaren Zusammenhang mit dem Akt des Lebens selber bringt, entsteht eine denkerische Nähe vor allem zu … Chan und Zen-Buddhismus, die bis heute ihre Früchte trägt.“
Während seines Aufenthalts in Deutschland soll Nishitani Martin Heidegger den ersten Band von Daisetz Teitaro Suzukis Essays in Zen-Buddhism als Geburtstagsgeschenk überreicht haben und Heidegger auf diese Weise in Berührung mit dem Zen-Buddhismus, auf den er sich später vielfach bezog, gebracht haben.

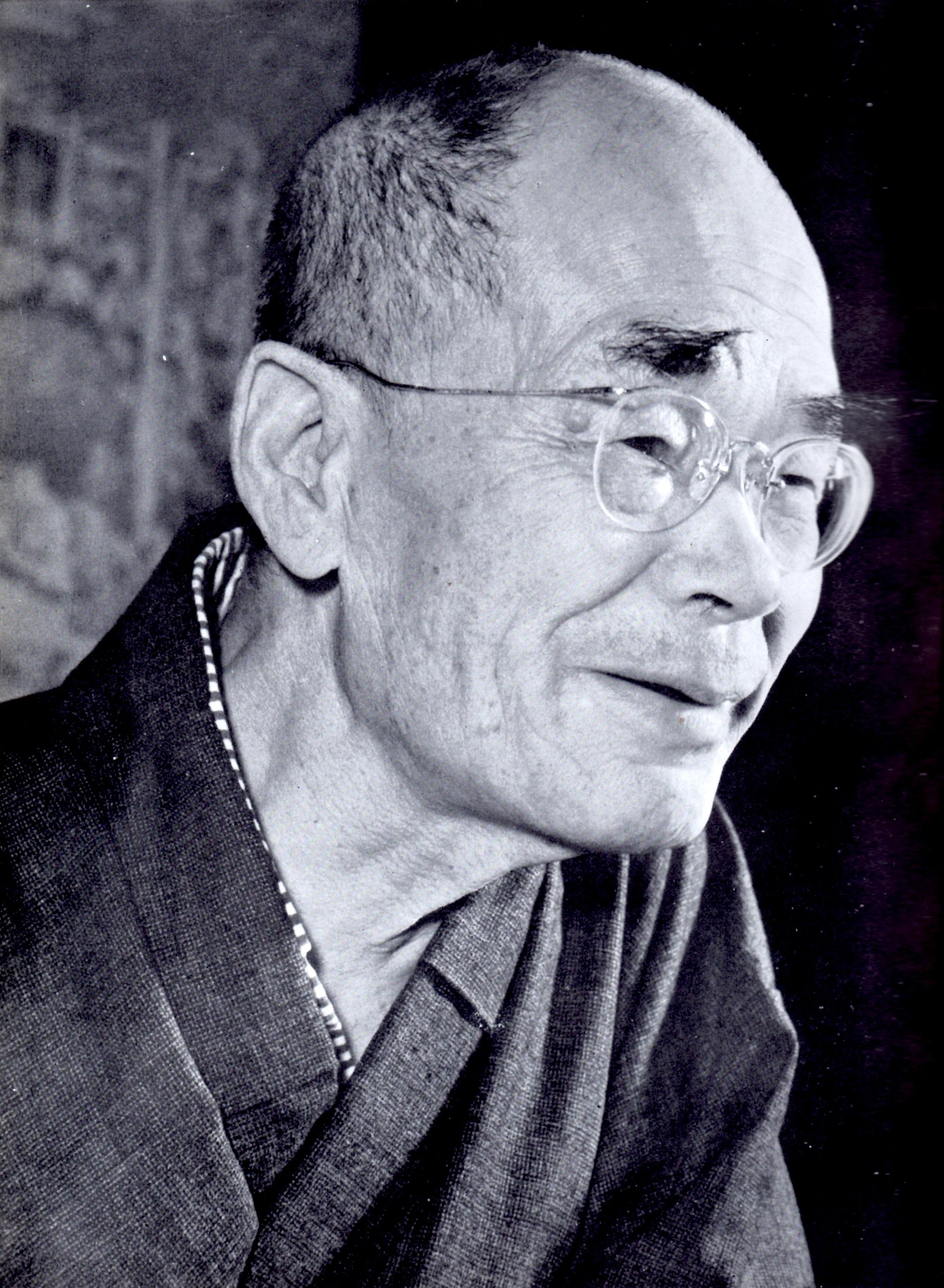
Daisetsu Teitarō Suzuki

##### Nishitani Keiji
Später war Nishitani ein Religionsphilosoph, der Erfahrungen aus der Praxis des Zen mit dem Existentialismus sowie mit Martin Bubers anthropologischem Ansatz verband. Durch seine detaillierte Kenntnis der westlichen und östlichen Philosophie gelang ihm eine Paralleldarstellung von Nihilismus und Shunyata, die auch in christlich-theologischer Sprache formulierbar wurde.

#### Zen und westliche Kultur
Daisetz Teitaro Suzuki (1870–1966) beeinflusste bis heute Generationen von westlichen Künstlern fast aller Kunstsparten. Andere Publikationen wie die Bücher „Zen in der Kunst des Bogenschießens“ von Eugen Herrigel (1884–1955) und „Die Ostasiatische Tuschmalerei“ (Ernst Grosse, Erstpublikation 1922) oder der Reisebericht „Un Barbare en Asie“ (Henri Michaux, Erstpublikation 1932) übten entscheidenden Einfluss auf Künstler ihrer Zeit aus. Einige reisten eigens nach Japan, um authentisch die Kultur zu erleben und die traditionellen Künste zu studieren; so Mark Tobey (1890–1976), Yves Klein (1928–1962), Pierre Alechinsky, Ad Reinhardt oder John Cage. Heute lässt sich unter zeitgenössischen Künstlern ein verstärkter Trend nachweisen, nach Japan zu reisen, um die Zen-Philosophie zu erfahren.
Der Amerikaner Edward Espe Brown verbindet die Kunst des Kochens mit Zen und gibt Zen-Kochkurse. Der Film How to Cook Your Life von Doris Dörrie, 2007 gedreht unter anderem im Buddhistischen Zentrum Scheibbs, stellt eine Brücke zu wichtigen Einsichten des Zen her.
Der Schweizer Zen-Meister Missen Michel Bovay entwickelte unter dem Titel „Zen-Geschichten“ einen Theaterabend, den er regelmäßig im deutsch- und französischsprachigen Raum aufführte.

##### Zen und westliche Bildende Kunst

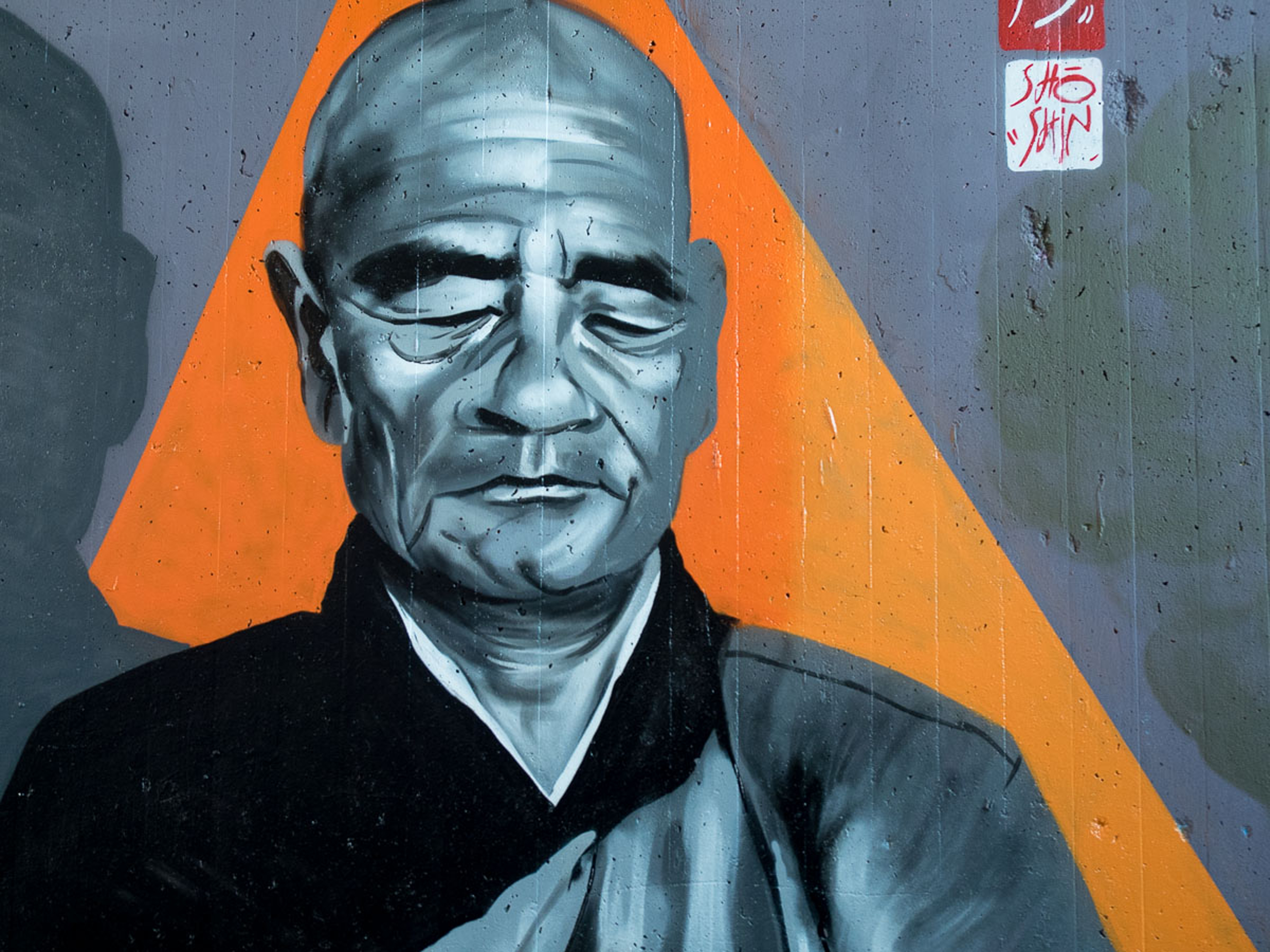
Streetart-Bild des Künstlers Jens ShoShin Jansen vom Zen-Meister Taisen Deshimaru

Die asiatische Tuschezeichnung (Sumi-e), die von Anfang an in enger Verbindung mit dem Chan-Buddhismus steht, übt seit dem Impressionismus eine starke Faszination auf Maler und Zeichner wie Degas (1834–1917), Monet (1840–1926), Picasso (1881–1973) bis hin zu Horst Janssen (1929–1995) aus. Diese Künstler haben selbst Werke im Sumi-e-Stil geschaffen.
Der deutsche Maler und Grafiker Paul Klee (1879–1940) befasste sich ab 1933 intensiv mit dem Zen-Buddhismus und mit der Kalligrafie. Der Schweizer Helmut Brinker (1939–2012) widmete sich mit den Schnittmengen zwischen Zen und Bildender Kunst.
Der deutsche Künstler Jens ShoShin Jansen, der als Soto-Mönch und Streetart-Künstler tätig ist, integriert die langjährige und tägliche Praxis der Meditation in seine Wandkompositionen. In seiner Mönch-Serie thematisiert er die Haltungen und kleinen Gesten, die die Mönche und wir selbst jeden Tag neu ausüben.

##### Zen und westliche Musik

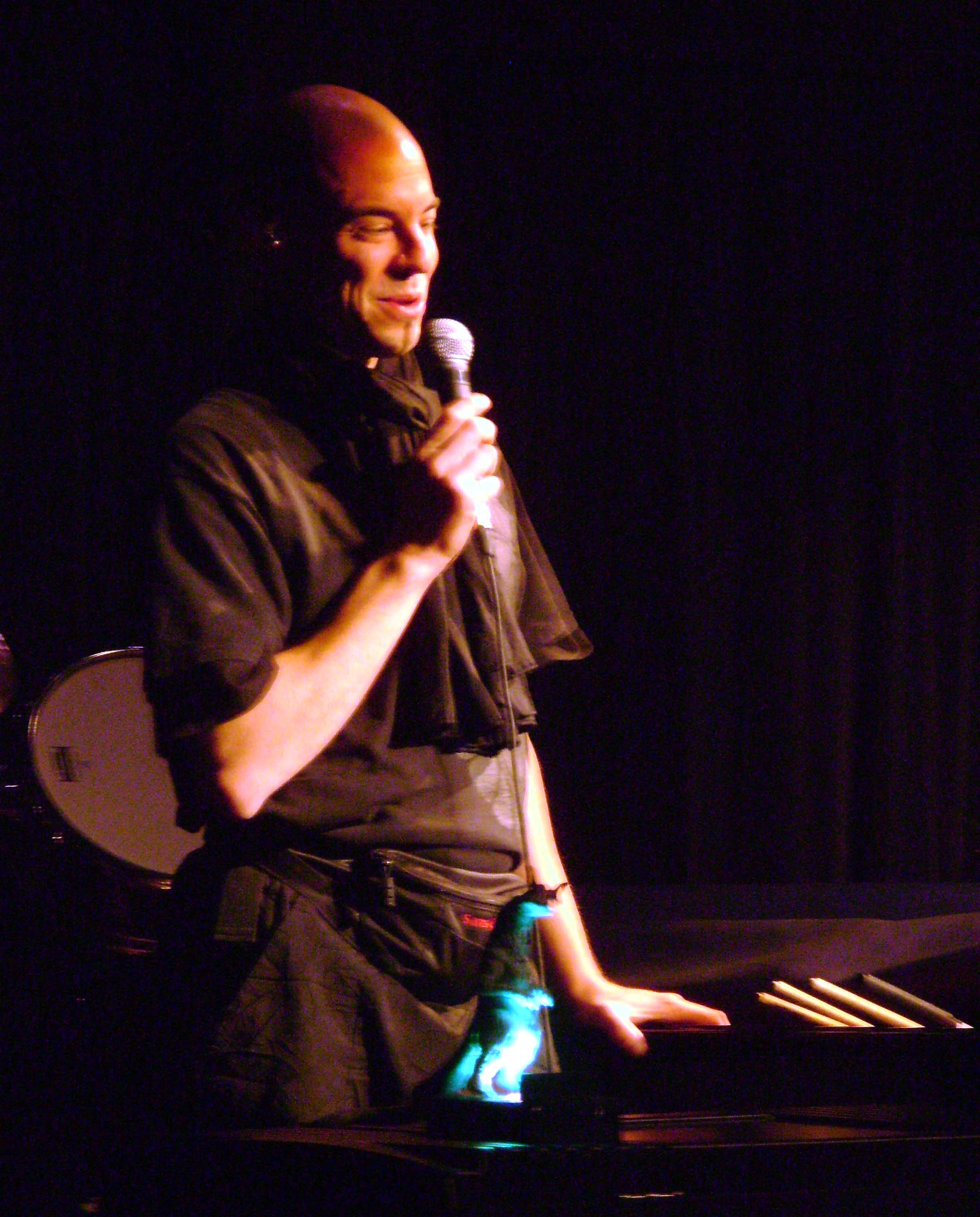
Nik Bärtsch 2008 mit Ronin in Innsbruck

John Cages (1912–1992) Beschäftigung mit Zen hatte einen wesentlichen Einfluss auf die Entstehung seines „stillen“ Stücks mit dem Titel 4′33″ gehabt, das zu einem seiner Hauptwerke wurde und zugleich zu einem Schlüsselwerk der Neuen Musik des 20. Jahrhunderts. Es regt dabei Zuhörer und Interpreten gleichermaßen zum Nachdenken über Musik und ihr Verhältnis zur Stille an. Gemäß Kyle Gann werde bei der Aufführung das Publikum dabei überlistet oder forciert oder verführt zu einer 5-minütigen Zen-Meditation, indem es sich durch das Zuhören im Moment des „Hier und Jetzt“ befinde. Während einer Reise durch Japan besuchte er den antiken Steingarten des Ryōan-ji-Tempels, der ihn zu musikalischen und visuellen Arbeiten anregte.
Der schweizerische Nik Bärtsch (* 1971) ist ein Pianist, Komponist und Musikproduzent der von der japanischen Zen-Kultur fasziniert ist. Seine musikalische Haltung wird unter anderem auch von seinem Interesse für die japanische Kampfkunst (Aikidō) und Zen geprägt. Es ist seine Zen-Praxis der Aufmerksamkeit, die sich nicht im Vielen verliert, sondern das Viele so weit wie möglich reduziert und auf das Wesentliche konzentriert.

##### Zen und westliche Literatur
Auch literarische Brücken zum Zen entstanden vor allem seit der Beat-Generation der 1950er Jahre. Beispielhaft nennen lässt sich der Roman Gammler, Zen und hohe Berge von Jack Kerouac.

##### Zen und Architektur
Der deutsche Architekt und Mitbegründer der modernen Architektur, Walter Gropius, war auf seinen Japan-Reisen fasziniert von der Übereinstimmung traditioneller, vom Zen beeinflussten japanischen Architektur. Ihre Schlichtheit war für ihn vereinbar mit den Anforderungen des westlichen Lebensstil. Der modulare Aufbau japanischer Häuser und die herausnehmbaren Schiebetüren und Wänden inspirierten Gropius in ihrer Einfachheit und Flexibilität und kamen für ihn den Erfordernissen des modernen Lebens entgegen.

## Zitate über Zen
„Nicht über irgendetwas nachzudenken ist Zen.
Sobald du das beherrschst, gehen, sitzen oder liegen
 – alles, was du machst, ist Zen.“

„Die Methode des Zen besteht darin, in den Gegenstand selbst einzudringen und ihn sozusagen von innen zu sehen.
Die Blume sehen heisst, zur Blume werden, die Blume sein, als Blume blühen und sich an Sonne und Regen erfreuen.
Wenn ich das tue, so spricht die Blume zu mir, und ich kenne alle ihre Geheimnisse. Und nicht nur das: Gleichzeitig mit meiner ‚Kenntnis‘ der Blume kenne ich alle Geheimnisse meines eigenen Ich, das mir bisher mein Leben lang ausgewichen war, weil ich mich in eine Dualität, in Wahrnehmenden und Wahrgenommenes, in den Gegenstand und Nicht-Gegenstand, geteilt hatte, Kein Wunder, dass es mir niemals gelang, mein Ich zu erfassen. Und jetzt kenne ich jedoch mein Ich, indem ich die Blume kenne.
Das heisst, indem ich mich in der Blume verliere, kenne ich mein Ich ebenso wie die Blume.“

„Ganz gewöhnlich sein ist Zen und das Gegenteil sein, ist nicht Zen. Wieviel Zen du auch haben magst, dein tägliches Leben darf sich nicht von dem deiner Nachbarn unterscheiden. Der einzige Unterschied muß in deinem inneren Leben liegen.“

„Was mich an Zen interessiert hat, ist nicht der buddhistische Inhalt, sondern das universelle Prinzip, das dieser besondere Inhalt offenbart. Warum Zen und nicht ein anderer Zweig am Baum des Buddhismus? Weil die Philosophie des Zen zweifellos diejenige ist, die die menschliche Grundlage eines religiösen Lebens am direktesten berührt, und auch weil Zen einen Weg vorschlägt, der der Realität des Abendländers nahe kommt. Wenn ich mich am Zen festhalten konnte, so ist dies sehr wahrscheinlich auf meine Verbundenheit mit Meister Eckhart zurückzuführen.“

„Der Zen-Buddhismus hilft dem Menschen, auf die Frage seiner Existenz eine Antwort zu finden, die im wesentlichen gleich ist wie die der jüdisch-christlichen Tradition und die dennoch keinen Widerspruch zur Rationalität, zum Realismus und zur Unabhängigkeit bildet, den kostbaren Errungenschaften des modernen Menschen.“

„Das Geheimnis des Zen besteht darin, einfach, ohne Zweck und Gewinnstreben, in jener Haltung großer Konzentration zu sitzen.“

„Zen hat keinen Geschmack, also gebt ihm keinen Geschmack.
Es ist ohne Geruch, also gebt ihm keinen Geruch.
Es ist ohne Farbe, also gebt ihm keine Farbe.
Zen ist Musik ohne Töne, gespielt auf einer Flöte ohne Löcher.
Es hat keine Form, also gebt ihm keine Form.
Dann ist sein Geschmack, sein Geruch und seine Farbe von der Schönheit des Herbstes und des dürren Baumes.
Seine Musik verbreitet sich im ganzen Universum und dringt selbst in das Ohr eines Tauben ein.
Seine Form umfasst den ganzen Kosmos und seine Weisheit glänzt bis in die Ewigkeit.“

„Zen ist unmittelbares Erleben. Daher: schreiben ist Zen, lesen ist Zen, gehen ist Zen, essen ist Zen. Alles ist Zen. Meist jedoch schieben sich zwischen uns und dem Erleben Gedanken und wir werden der Unmittelbarkeit des Soseins entzogen. Zen ist zwar immer noch da, doch wir erfahren es nicht, wir gleichen jemandem, der seine Brille nicht findet und nicht bemerkt, dass er sie auf der Nase hat und durch sie hindurchschaut.“

„Das Zen ist sehr einfach. Es ist so einfach, dass die wenigsten es über eine lange Zeit praktizieren können.“